# Iglesia católica durante el nazismo
La Iglesia católica durante el nazismo trata de las relaciones entre la Iglesia católica alemana, especialmente el clero, y el poder nazi desde el periodo anterior a la llegada al poder del Partido Nacionalsocialista Obrero Alemán en enero de 1933 hasta el final de la Segunda Guerra Mundial, en mayo de 1945.
Alrededor de un tercio de los alemanes eran católicos en los años treinta, la Iglesia católica en Alemania había hablado contra el ascenso del nazismo, pero el Partido de Centro (llamado también Partido Católico) capituló en 1933 y fue prohibido. 
Un historiador judío llamado Pinchas Lapide ,  estimo que la iglesia católica salvo de morir aproximadamente entre 740 000 a 850 000 judios durante la guerra.
Los papas Pío XI (1922-1939) y Pío XII (1939-1958) lideraron la Iglesia católica durante el ascenso y la caída de la Alemania nazi. Adolf Hitler y varios nazis clave habían sido educados como católicos, pero se volvieron hostiles a la Iglesia en su edad adulta. Aunque el artículo 24 de la plataforma del NSDAP exigió la tolerancia condicional de las denominaciones cristianas y el Reichskonkordat de 1933 tenía la intención de garantizar la libertad religiosa para los católicos, los nazis eran esencialmente hostiles al cristianismo y se enfrentaban a la persecución nazi de la Iglesia católica en Alemania. La prensa, las escuelas y las organizaciones juveniles se cerraron, se confiscaron muchas casas y alrededor de un tercio de su clero se enfrentó a represalias de las autoridades. Los dirigentes católicos estaban destinados a la purga durante la Noche de los cuchillos largos. En 1937, la encíclica papal Mit brennender Sorge, acusó al gobierno de una hostilidad profunda, oculta o manifiesta, contra la humanidad así como hacia Cristo y su Iglesia.
Entre las manifestaciones más valientes de oposición en el interior de Alemania, se encontraron los sermones de 1941 del obispo August von Galen de Münster. Sin embargo, según escribió Alan Bullock: «Ni la Iglesia católica ni la Iglesia evangélica, como instituciones, consideraron que era posible tener una actitud de oposición abierta al régimen sin poner en riesgo su existencia». En todos los países bajo la ocupación alemana, los sacerdotes tuvieron un papel importante en el rescate de los judíos. Mary Fulbrook escribió que, cuando la política entró en la Iglesia, los católicos estaban dispuestos a resistir, pero que en el caso protestante el resultado fue de manera irregular y desigual, y que, con notables excepciones, «parece que para muchos alemanes, la adhesión a la fe cristiana fue compatible con al menos la aquiescencia pasiva, si no el apoyo activo, a la dictadura nazi.»
Los católicos lucharon en ambos bandos en la Segunda Guerra Mundial. La invasión de Hitler de Polonia, predominantemente católica, encendió el conflicto en 1939. Aquí, especialmente en las zonas de Polonia anexionadas al Reich —como en otras regiones anexas de Eslovenia y Austria—, la persecución nazi a la Iglesia era intensa. Muchos clérigos fueron objeto de exterminio. A través de sus vínculos con la Resistencia alemana, el papa Pío XII advirtió a los aliados de la invasión nazi prevista de los Países Bajos en 1940. A partir de este año, los nazis reunieron a los sacerdotes disidentes en un barracón separado en Dachau donde el 95 % de sus 2720 internos eran católicos (mayoritariamente polacos y 411 alemanes) y 1034 sacerdotes murieron allí. La expropiación de las propiedades eclesiásticas aumentó a partir de 1941.
La Santa Sede, con la Ciudad del Vaticano rodeada de la Italia fascista, fue oficialmente neutral durante la guerra, pero utilizó la diplomacia para ayudar a las víctimas y trabajar por la paz. Radio Vaticano y otros medios de comunicación se pronunciaron contra las atrocidades. Mientras el antisemitismo nazi abarcaba los principios raciales seudocientíficos modernos, las antipatías antiguas entre el protestantismo y el judaísmo contribuían al antisemitismo europeo. Durante la era nazi, la Iglesia Católica rescató a muchos miles de judíos, emitiendo documentos falsos, presionando los oficiales del Eje, escondiéndolos en monasterios, conventos, escuelas y otros lugares; incluso en el Vaticano y en la residencia papal de Castel Gandolfo. El papel del papa durante este periodo es discutido. La Oficina Central de Seguridad del Reich calificó a Pío XII de «portavoz» de los judíos. Su primera encíclica, Summi Pontificatus, citó la invasión de Polonia como una «hora de oscuridad», su discurso navideño de 1942 denunció asesinatos raciales y en su encíclica Mystici Corporis Christi (1943) denunció el asesinato de los minusválidos y personas con discapacidad.

## Descripción general
En la década de 1930, los católicos constituían un tercio de la población de Alemania y el «catolicismo político» era una fuerza importante en la República de Weimar de entreguerras. Antes de 1933, los líderes católicos denunciaron las doctrinas nazis mientras que las regiones católicas generalmente no votaron los nazis. Aunque la hostilidad entre el Partido Nazi y la Iglesia católica era real, el Partido Nazi se desarrolló inicialmente en un Múnich mayoritariamente católico, donde muchos católicos, laicos y clérigos, ofrecieron un apoyo entusiasta. Esta primera afinidad (minoritaria) se redujo después de 1923. En 1925, el nazismo se había embarcado en un camino diferente después de su reconstitución en 1920, tomando una identidad decididamente anticatólica-anticristiana. A principios de 1931, los obispos alemanes emitieron un edicto que excomulgaba todos los dirigentes nazis y prohibía a los católicos hacerse miembros. La prohibición fue modificada de manera condicional la primavera de 1933 bajo presión para tratar la ley estatal que exigía a todos los funcionarios y miembros de los sindicatos ser miembros del Partido Nazi, conservando la condena de la ideología nazi.
A principios de 1933, después de los éxitos nazis en las elecciones de 1932, el monárquico católico laico Franz von Papen, y el canciller y consejero presidencial, el general Kurt von Schleicher, asistieron al nombramiento de Adolf Hitler como canciller del Reich por el presidente Paul von Hindenburg. En marzo, en medio de una atmósfera intimidatoria de tácticas de terror nazi, y la negociación después del Decreto del Incendio del Reichstag, el laico Partido del Centro Católico, (dirigido por el prelado Ludwig Kaas), con la condición de la demanda de un compromiso por escrito que se mantuviera el poder de veto del presidente, el aliado BNVP y los monárquicos del DNVP votaron a favor de la Ley de Capacitación. La actitud del Partido de Centro se había convertido en crucial, ya que la acción no podía ser aprobada únicamente por la coalición nazi y el DNVP. Marcó la transición en el mandato de Hitler desde el poder democrático hasta el poder dictatorial. En junio de 1933, las únicas instituciones que no estaban bajo la dominación nazi eran las fuerzas militares y las iglesias El Reichskonkordat de julio de 1933, firmado entre Alemania y la Santa Sede, se comprometió a respetar la autonomía de la Iglesia católica, pero exigió a los clérigos que se abstuvieran de la política. Hitler dio la bienvenida al tratado, aunque lo violó rutinariamente en la lucha nazi contra las iglesias.
Cuando el presidente Hindenburg murió en agosto de 1934, los nazis reclamaron la jurisdicción sobre todos los niveles de gobierno y un referéndum confirmó a Hitler como único Führer (líder) de Alemania. Un programa nazi conocido como Gleichschaltung buscó el control de toda actividad colectiva y social y interfirió con la escolarización católica, grupos juveniles, trabajadores y grupos culturales. La iglesia insistió en su lealtad a la nación, pero resistió la regimentació y la opresión de las organizaciones eclesiásticas y las infracciones de la doctrina como la ley de esterilización de 1933. Los ideólogos de Hitler Joseph Goebbels, Heinrich Himmler, Alfred Rosenberg y Martin Bormann esperaban descristianizar Alemania, o al menos distorsionar su teología hacia su punto de vista. El gobierno se dedicó a cerrar todas las instituciones católicas que no eran estrictamente religiosas. Las escuelas católicas se cerraron en 1939, la prensa católica en 1941. El clero, los religiosos y líderes laicos se convirtieron en objetivos. Durante el mandato de Hitler, miles de ellos fueron arrestados, a menudo con cargos de contrabando de divisas o «inmoralidad». El clérigo superior de Alemania, el cardenal Bertram, realizó un sistema de protesta ineficaz, dejando una mayor resistencia católica a la conciencia individual. En 1937 la jerarquía de la iglesia, que inicialmente buscaba una distensión, estaba altamente desilusionada. Pío XI publicó la encíclica Mit brennender Sorge. Allí condenaba el racismo, acusaba los nazis de violar del concordato de 1933 y de una «hostilidad profunda» hacia la Iglesia. El estado respondió renovando su represión y propaganda contra los católicos. A pesar de la violencia contra la Polonia católica, algunos sacerdotes alemanes ofrecieron oraciones por la causa alemana al inicio de la guerra. Sin embargo, el jefe del SD Reinhard Heydrich pronto orquestó una intensificación de las restricciones a las actividades de la eclesiásticas. La expropiación de los monasterios, conventos y de propiedades de la Iglesia aumentó a partir de 1941. La consiguiente denuncia de la eutanasia nazi por parte del obispo Clemens August Graf von Galen en 1941 y la defensa de los derechos humanos provocaron una extraña disidencia popular. Los obispos alemanes denunciaron la política nazi hacia la Iglesia en cartas pastorales, llamándola «opresión injusta».
Pío XII, antiguo nuncio apostólico en Alemania, se convirtió en papa en vísperas de la guerra. Su legado es impugnado. Como secretario de Estado de la Santa Sede, abogó por la distensión a través del Reichskonkordat, con la esperanza de construir confianza y respeto dentro del gobierno de Hitler, y ayudó a redactar la encíclica antinazi Mit brennender Sorge. Su primera encíclica, Summi Pontificatus, llamó a la invasión de Polonia una «hora de oscuridad». Afirmó la política de neutralidad de la Santa Sede, pero mantuvo vínculos con la Resistencia alemana, la controversia que rodea sus reticencias a hablar públicamente en términos explícitos sobre los crímenes nazis continuos. Utilizó la diplomacia para ayudar a las víctimas de la guerra, presionó por la paz, compartió inteligencia con los aliados y empleó a Radio Vaticano y a otros medios para hablar contra atrocidades como asesinatos de raza. En Mystici Corporis Christi (1943) denunció el asesinato de los minusválidos. Siguió una denuncia de los obispos alemanes del asesinato de los «inocentes e indefensos», incluidos «personas de una raza o descendencia extranjera». Mientras el antisemitismo nazi abrazaba los principios raciales pseudocientíficos modernos, las antipatías antiguas entre el cristianismo y el judaísmo contribuían al antisemitismo europeo. Bajo Pío XII, la Iglesia rescató miles de judíos emitiendo documentos falsos, presionando los oficiales de las Potencias del Eje en la Segunda Guerra Mundial y escondiéndolos en monasterios, conventos, escuelas y otros lugares; incluyendo el Vaticano y Castel Gandolfo.
En las regiones de Polonia, Eslovenia y Austria, anexionadas por la Alemania nazi, la persecución nazi de la Iglesia era más dura. En Alemania y sus conquistas, las respuestas católicas al nazismo variaron. El nuncio papal en Berlín, Cesare Orsenigo, fue tímido en proteger los crímenes nazis y tuvo simpatías con el fascismo italiano. Los sacerdotes alemanes en general fueron seguidos de cerca y a menudo fueron denunciados, encarcelados o ejecutados, como el sacerdote-filósofo alemán, Alfred Delp. A partir de 1940, los nazis reunieron sacerdotes disidentes en un barracón separado en Dachau, donde el 95 % de los 2720 internos eran católicos (mayoritariamente polacos y 411 alemanes) y 1034 murieron allí. En las zonas polacas anexionadas por la Alemania nazi, los nazis intentaron erradicar la Iglesia y más de 1800 clérigos católicos polacos murieron en campos de concentración; el más famoso de ellos, Maximiliano Kolbe. Muchas monjas sufrieron similar suerte, como la filósofa conversa Edith Stein. Los miembros influyentes de la Resistencia incluían jesuitas del círculo Kreisau y laicos, como los conjurados Claus von Stauffenberg, Jakob Kaiser y Bernhard Letterhaus, cuya fe les inclinó a la resistencia. En otro lugar, la vigorosa resistencia de obispos como Johannes de Jong y Jules Saliège, diplomáticos papales como Angelo Rotta, y monjas como Margit Slachta y Hélène Studler, difiere de la apatía de muchos otros y de la colaboración directa de políticos católicos como Jozef Tiso de Eslovaquia y los nacionalistas fanáticos cruzados. Desde el seno del Vaticano, Hugh O'Flaherty coordinó el rescate de miles de prisioneros de guerra aliados y civiles, incluidos judíos. En contraste, el obispo austríaco Alois Hudal, del Colegio para sacerdotes alemanes en Roma, fue un informante para la inteligencia nazi y, después de la guerra, él y Krunoslav Draganovic del Colegio Croata asistieron a las llamadas ratlines facilitando a los nazis fugitivos abandonar Europa.

## Antecedentes

### Antecedentes de la Iglesia
La presencia de la Iglesia católica en Alemania se remonta a la obra misionera de san Columbano y Bonifacio de Fulda en los siglos vi y viii, pero en el siglo xx los católicos eran una minoría. La Reforma Protestante, iniciada por Martín Lutero en 1517, dividió los cristianos alemanes entre el protestantismo y el catolicismo. El sur y el oeste se mantuvieron principalmente católicos, mientras que el norte y el este se convirtieron principalmente en protestantes. La Kulturkampf de Otto von Bismarck, Llevada a cabo entre 1871 y 1878, intentó afirmar una visión protestante del nacionalismo sobre el nuevo Imperio alemán, y fusionó el anticlericalismo y la sospecha de la población católica, la lealtad de la que se presumía con vínculos con Austria y Francia. El Partido del Centro Católico se formó en 1870, inicialmente para representar los intereses religiosos de los católicos y protestantes, pero fue transformado por el Kulturkampf en la «voz política de los católicos». A finales de la década de 1870, era claro que el Kulturkampf era en gran medida un fracaso, y muchos de sus edictos se deshicieron.
La Iglesia católica disfrutó de un grado de privilegio en la región bávara, en la Renania y Westfalia, así como partes del suroeste, mientras que en el norte protestante, los católicos sufrieron alguna discriminación. En la década de 1930, el episcopado de la Iglesia católica en Alemania comprendía seis arzobispos y 19 obispos, mientras que los católicos alemanes representaban alrededor de un tercio de la población, con 20 000 sacerdotes. La revolución de 1918 y la constitución de Weimar de 1919 habían reformado completamente la antigua relación entre estado e iglesias. Por ley, las iglesias protestantes y católicas alemanas recibían subsidios soportados por impuestos basados en datos censales de la iglesia, por lo tanto, dependían del apoyo estatal, haciendo que fueran vulnerables a la influencia del gobierno y la atmósfera política de Alemania.

### Catolicismo político en Alemania

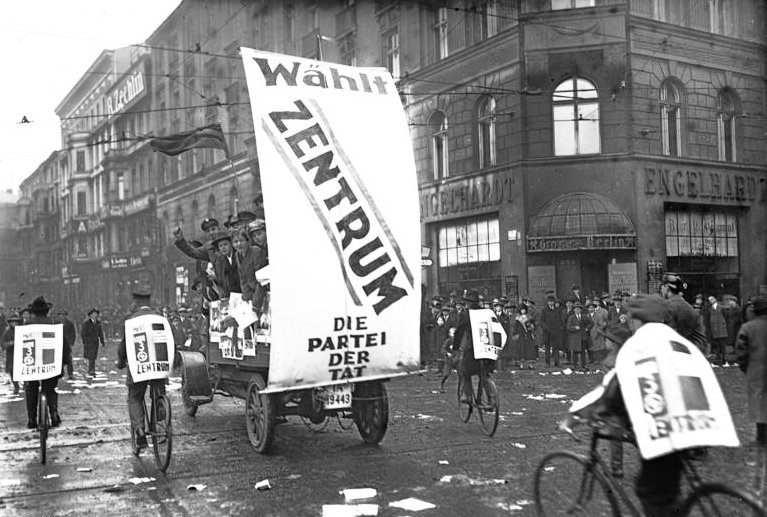
Una bandera del Zentrum (Partido del Centro) y partidarios durante la campaña electoral de 1930.

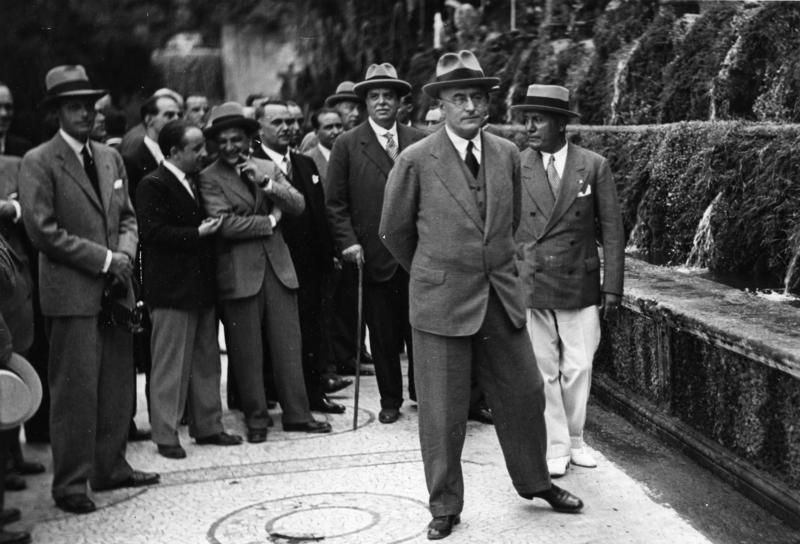
Heinrich Bruning, uno de los cinco cancilleres del Partido de Centro durante el periodo de Weimar, lideró Alemania durante la Gran Depresión de 1930 a 1932, instigando leyes mediante decretos de emergencia.

El Partido de Centro Católico (Zentrum) era una fuerza social y política en la Alemania predominantemente protestante. Ayudó a la elaboración de la constitución de Weimar al final de la Primera Guerra Mundial y participó en varios gobiernos de la Coalición de la República de Weimar (1919-33 / 34). Se alineó con los socialdemócratas y con el Partido Democrático Alemán, de izquierda, manteniendo el punto central contra el ascenso de los partidos extremistas tanto de izquierda como de derecha. Históricamente, el Partido de Centro tuvo la fuerza para desafiar el Kulturkampf de Otto von Bismarck y fue un baluarte de la República. Sin embargo, de acuerdo con Bullock, a partir del verano de 1932, el partido se convirtió «notoriamente en un partido cuya principal preocupación era acomodarse a cualquier gobierno en el poder para garantizarse la protección de sus intereses particulares». Permaneció relativamente moderado durante la radicalización de la política alemana con la aparición de la Gran Depresión, pero los diputados votaron -con la mayoría de los otros partidos- por la Ley habilitante de 1933, ofreciendo poderes plenos a Adolf Hitler.
En las décadas de 1920 y 1930, los líderes católicos hicieron varios ataques contra la ideología nazi y la principal oposición cristiana al nazismo en Alemania surgió de la Iglesia católica. Antes del ascenso de Hitler, los obispos alemanes advirtieron a los católicos contra el racismo nazi. Algunas diócesis prohibieron la pertenencia al Partido Nazi, y la prensa católica condenó el nazismo. John Cornwell escribió sobre el primer periodo nazi que:

A principios de la década de 1930 el Partido del Centro Alemán, los obispos católicos alemanes y los medios de comunicación católicos habían sido fundamentalmente sólidos en su rechazo al nacionalsocialismo. Negaron los nazis los sacramentos y los enterramientos en las iglesias, y los periodistas católicos excoriaban el nacionalsocialismo diariamente en 400 diarios católicos de Alemania. La jerarquía instruyó a los sacerdotes a combatir el nacionalsocialismo a nivel local cuando atacaba el cristianismo.

El cardenal Michael von Faulhaber estaba asustado por el totalitarismo, el neopaganismo y el racismo del movimiento nazi y, como arzobispo de Múnich y Freising, contribuyó al fracaso del Putsch de Múnich de 1923. A principios de 1931, la Conferencia Episcopal de Colonia condenó el nacional, seguido por los obispos de Paderborn y Freiburg. Con una hostilidad continua hacia los nazis por parte de la prensa católica y el Partido de Centro, pocos católicos votaron los nazis en las elecciones anteriores al ascenso al poder nazi en 1933. Como en otras iglesias alemanas, había algunos clérigos y laicos que apoyaban abiertamente la administración nazi.
Cinco políticos del Partido de Centro sirvieron como canciller de la República de Weimar: Konstantin Fehrenbach, Joseph Wirth, Wilhelm Marx, Heinrich Brüning y Franz von Papen. Con Alemania enfrentándose a la Gran Depresión, Brüning fue nombrado canciller por Hindenburg y fue ministro de exteriores poco antes de que Hitler llegara al poder. Brüning fue nombrado para formar un ministerio nuevo y más conservador el 28 de marzo de 1930, pero no tenía una mayoría del Reichstag. El 16 de julio, incapaz de pasar los puntos claves de su agenda del parlamento, Brüning utilizó el artículo 48 de la Constitución que regulaba el decreto presidencial de emergencia y disolvió el Reichstag el 18 de julio. Se establecieron nuevas elecciones para septiembre, en el que la representación comunista y nazi aumentó considerablemente, acelerando la deriva de Alemania hacia una dictadura de derechas. Brüning apoyó a Hindenburg sobre Hitler en las elecciones presidenciales de 1932, pero perdió el apoyo de Hindenburg como canciller. Dimitió en mayo de ese año. Según Ventresca, el secretario de Estado de la Santa Sede, Eugenio Pacelli, estaba siempre nervioso de la dependencia de los socialdemócratas de Brüning por su supervivencia política. Un sentimiento compartido por Ludwig Kaasy por muchos católicos alemanes. Ventresca escribió que Brüning nunca perdonó a Pacelli por lo que vio como la traición de la tradición política católica y su liderazgo.

### Oposición católica al comunismo
Los escritos de Karl Marx contra la religión empujan los movimientos comunistas contra la Iglesia católica. La Iglesia denunció el comunismo en mayo de 1891 con la encíclica Rerum novarum de León XIII. La Iglesia temía la conquista o revolución comunista en Europa. Los cristianos alemanes estaban alarmados por la propagación del ateísmo marxista-leninista militante, que ocupó el poder en Rusia después de la Revolución de 1917 e implicó un esfuerzo sistemático para erradicar el cristianismo. Se cerraron los seminarios y se criminalizó la fe a los jóvenes. En 1922, los bolcheviques arrestaron al Patriarca de la Iglesia Ortodoxa Rusa.
En 1919, los comunistas, inicialmente liderados por el moderado Kurt Eisner, alcanzaron brevemente el poder en Baviera. La revuelta fue confiscada con la fuerza por el radical Eugen Levine para establecer la República Soviética de Baviera. Esto trazó la reacción en Alemania en Baviera hacia la derecha; variante, moderado a radical. Este breve pero violento experimento soviético en Múnich radicalizó el sentimiento antimarxista y antisemita entre algunos de la población mayoritariamente católica de Múnich. En este ambiente, primero surgió el movimiento nazi. Hitler y los nazis lograron obtener algún tipo de apoyo. Algunos cristianos alemanes pensaban que serían un baluarte contra el comunismo. Mientras servía como Nuncio Apostólico en Baviera, Eugenio Pacelli (más tarde Pío XII) estuvo en Múnich durante el Levantamiento Espartaquista de 1919, que vio como los comunistas irrumpieron en su residencia con pistolas, una experiencia que contribuyó a la desconfianza de Pacelli hacia el conjunto del comunismo. Según el historiador Derek Hastings, muchos católicos se sintieron amenazados por las posibilidades del socialismo radical impulsado, percibidas, por una camarilla de judíos y ateos. Robert Ventresca escribió: «Después de presenciar la confusión en Múnich, Pacelli reservó sus críticas más duras para Kurt Eisner». Pacelli vio a Eisner como un ateo socialista radical, ligado a los nihilistas rusos que encarnaban la revolución en Baviera; «Además, Pacelli dijo a sus superiores, Eisner era un judío de Galitzia, una amenaza para la vida religiosa, política y social de Baviera». El sacerdote católico Anton Braun, en un sermón publicado en diciembre de 1918, llamó a Kurt Eisner: «un judío maldito» y su administración «un puñado de judíos incrédulos». Pío XI observó la creciente marea del totalitarismo en Europa. Publicó encíclicas papales desafiando los nuevos credos, incluyendo Divini Redemptoris contra el comunismo ateo en 1937.

### Opiniones nazis sobre el catolicismo

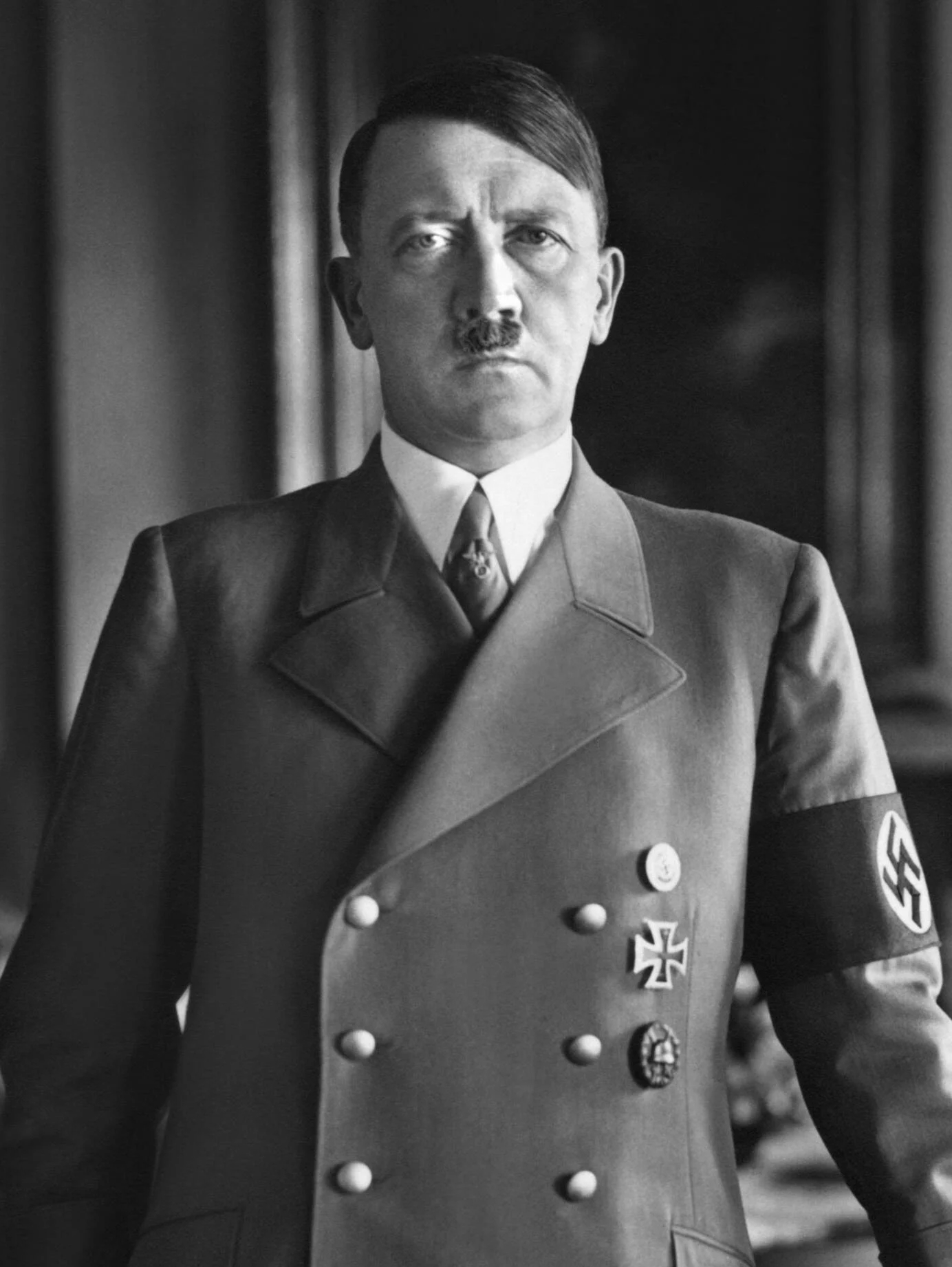
El Führer de Alemania, Adolf Hitler, fue criado como católico para luego desdeñar la religión.

La ideología nazi no podía aceptar un establecimiento autónomo cuya legitimidad no provenía del gobierno. Deseaba la subordinación de la Iglesia al estado. Mientras que el artículo 24 de la plataforma del partido NSDAP exigía la tolerancia condicional a las denominaciones cristianas y un Reichskonkordat con la Santa Sede, se firmó en 1933, que pretendía garantizar la libertad religiosa para los católicos, Hitler creía que la religión era fundamentalmente incompatible con el nacionalsocialismo. Por conveniencia política, el dictador intentó aplazar la eliminación de las iglesias cristianas hasta después de la guerra. Sin embargo, sus repetidas declaraciones hostiles contra la Iglesia indicaban a sus subordinados que la continuación de la «Lucha de la Iglesia» sería tolerada e incluso estimulada.
Muchos nazis sospechaban que los católicos tenían un patriotismo insuficiente, o incluso de deslealtad a la patria y que servían los intereses de «siniestras fuerzas ajenas.» Shirer escribió que «bajo el liderazgo de Rosenberg , Bormann y Himmler -referido por Hitler-, el régimen nazi pretendía destruir el cristianismo en Alemania, si pudiera, y sustituirlo por el viejo paganismo de los primeros dioses germanos tribales y el nuevo paganismo de los extremistas nazis.» Los sentimientos antieclesial y anticlerical fueron fuertes entre los activistas del partido.

#### Hitler
Criado como católico, Hitler mantuvo un cierto respeto por el poder organizativo de la Iglesia católica, pero despreciaba sus enseñanzas centrales que, dijo, si se tomaban en una conclusión «significaría el cultivo sistemático del fracaso humano». Hitler era consciente de que el Kulturkampf de Bismarck de la década de 1870 fue derrotado por la unidad de los católicos del Partido del Centro y estaba convencido de que el nazismo únicamente podía triunfar si se eliminaba el catolicismo político y sus redes democráticas. Importantes elementos conservadores, como el cuerpo de oficiales, opusieron la persecución nazi de las iglesias.
Debido a tales consideraciones políticas, Hitler hablaba ocasionalmente de querer retrasar la lucha contra la Iglesia y estaba dispuesto a frenar su anticlericalismo. Pero, sus propias observaciones inflamatorias a su círculo interior alentaron a continuar su lucha contra las iglesias. Declaró que la ciencia destruiría los últimos vestigios de la superstición y que, a la larga, el nazismo y la religión no podían coexistir. Alemania no podía tolerar la intervención de influencias extranjeras como la Santa Sede; y los sacerdotes, dijo, eran «errores negros» y «abortos en sotanas negras».

A ojos de Hitler, el cristianismo era una religión que únicamente era apropiada para los esclavos; detestaba su ética en particular. Su enseñanza, declaró, era una rebeldía contra la ley natural de la selección para la lucha y la supervivencia de los más fuertes.
Extracto de: Hitler: un estudio en tiranía, de Alan Bullock

Cabe matizar que dichas declaraciones no las hizo el propio Hitler, sino que han sido escritas por historiadores muy críticos con la Alemania nazi, aludiendo a supuestas conversaciones privadas de Hitler. En cambio se puede añadir que Hitler en sus discursos y declaraciones públicas defendió el cristianismo y la Iglesia frente a las críticas del sector pagano del NSDAP.

#### Goebbels

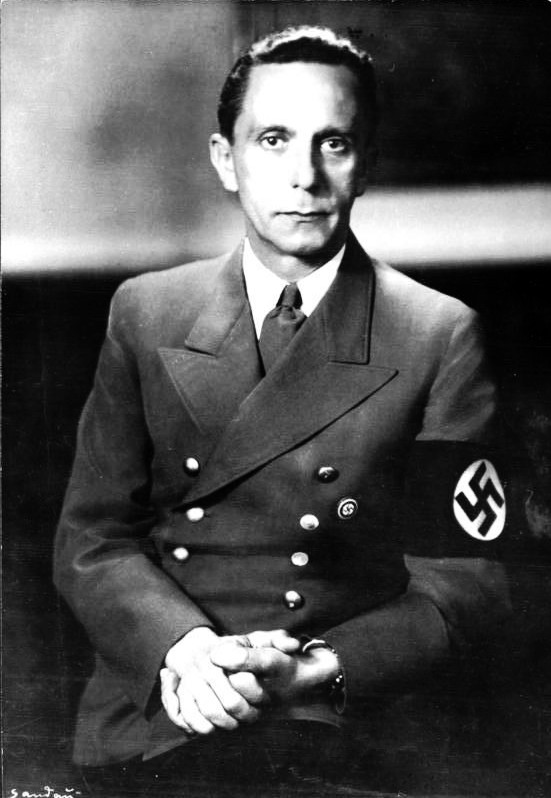
El ministro de propaganda nazi, Joseph Goebbels, lideró la persecución del clero católico en Alemania.

Joseph Goebbels, ministro de propaganda, se encontraba entre los radicales antiiglesia más agresivos y vio el conflicto con las iglesias como una preocupación prioritaria. Nacido en una familia católica, se convirtió en uno de los antisemitas más implacables del gobierno. Sobre la «cuestión de la Iglesia», escribió que «después de la guerra se resolverá generalmente (…) Hay, es decir, una oposición insoluble entre la visión del mundo cristiano y el heroico -alemán». Lideró la persecución del clero católico.

#### Himmler y Heydrich

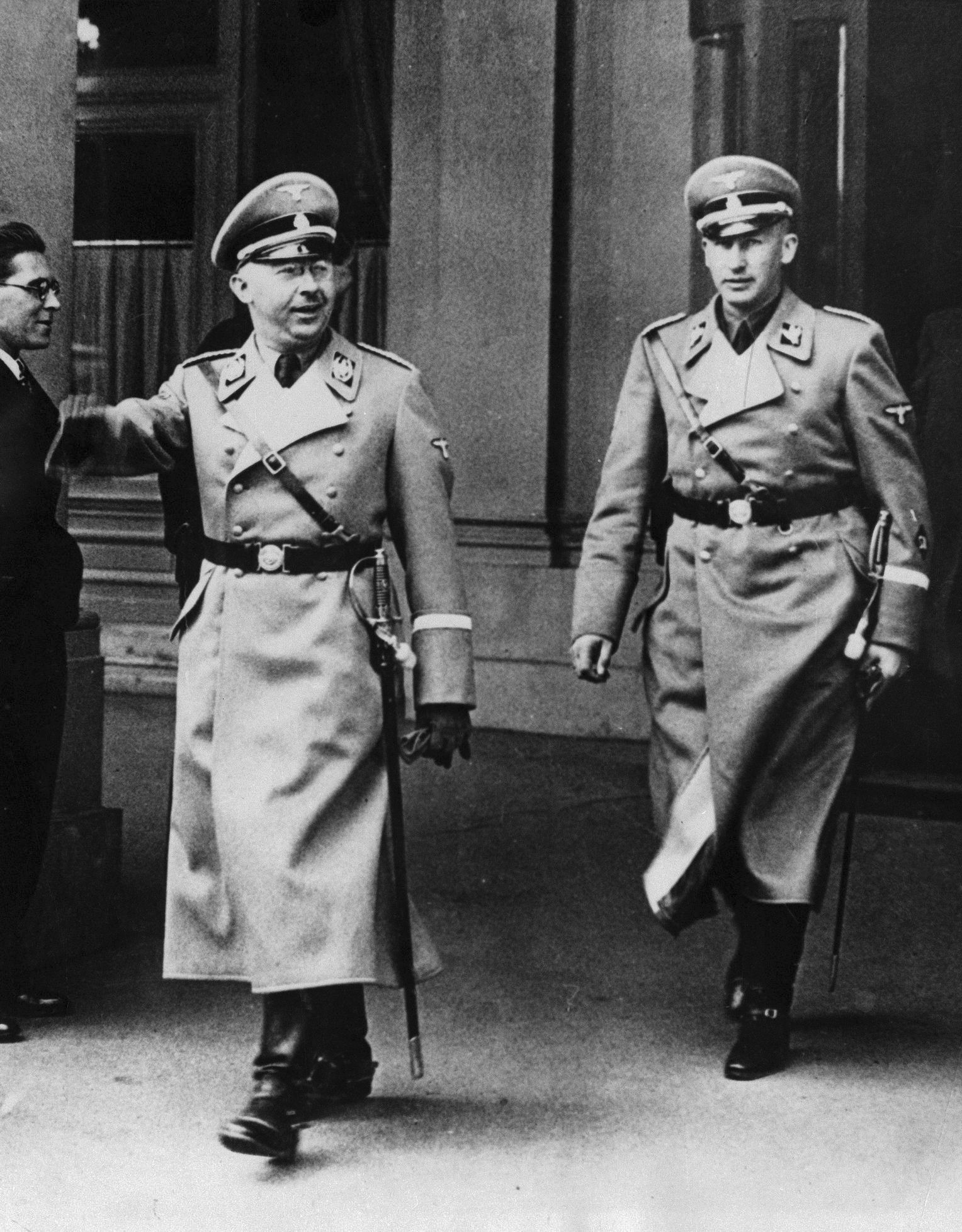
Heinrich Himmler (I) y Reinhard Heydrich (D). Como jefes de las fuerzas de seguridad nazis, ambos eran anticatólicos vehementes.

Heinrich Himmler y Reinhard Heydrich encabezaron las fuerzas de seguridad nazis y fueron los arquitectos clave de la Solución final. Ambos creían que los valores cristianos estaban entre los enemigos del nazismo: los enemigos eran «eternamente iguales», escribió Heydrich: «el judío, el masón y el clérigo político». Modos de pensamiento como el individualismo cristiano y liberal eran considerados residuos de características raciales hereditarias, biológicamente derivadas de los judíos, que, por tanto, debían ser exterminadas. Según Peter Longerich , biógrafo de Himmler, este se opuso vehementemente a la moral sexual cristiana y al «principio de la misericordia cristiana», que vio como un obstáculo peligroso a sus planes de luchar con los «subhumanos». En 1937 escribió:

Vivimos en una época del último conflicto con el cristianismo. Forma parte de la misión de las SS dar al pueblo alemán durante el medio siglo siguiente los fundamentos ideológicos no cristianos sobre los que dirigir y dar forma a sus vidas. Esta tarea no consiste únicamente en vencer un oponente ideológico, sino que debe ir acompañada en cada paso por un impulso positivo: en este caso esto significa la reconstrucción de la herencia alemana en el sentido más amplio e integral.
Heinrich Himmler, 1937

Himmler vio que la tarea principal de su organización Schutzstaffel (SS) debía ser la de «actuar como vanguardia en la superación del cristianismo y restablecer una forma de vida "germánica" para preparar el conflicto entre "humanos y subhumanos".» Longerich escribió que, aunque el movimiento nazi se lanzó contra judíos y comunistas, «vinculando la des-cristianización con la re-germanización, Himmler había proporcionado a las SS un objetivo y propósito propio». Comenzó a hacer de su SS el foco de un «culto de los teutones».

#### Bormann

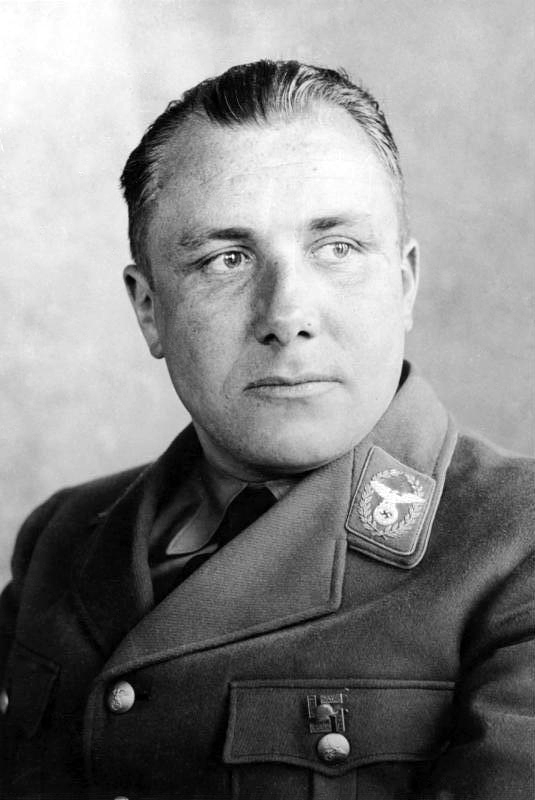
Martin Bormann, el «diputado» de Hitler de 1941, vio al nazismo y al cristianismo como "incompatibles" y fue uno de los principales defensores de la lucha contra la Iglesia.

El subdirector y secretario privado elegido por Hitler, desde 1941, Martin Bormann, era un radical militante antieclesiástico. Tenía una particular aversión por los orígenes semitas del cristianismo. Fue uno de los principales defensores de la continua persecución de las iglesias cristianas. Cuando el obispo de Munster dirigió la protesta pública contra la eutanasia nazi, Bormann pidió que fuera colgado. Muy anticristiano, declaró públicamente en 1941 que «el nacionalsocialismo y el cristianismo son irreconciliables.»

#### Rosenberg

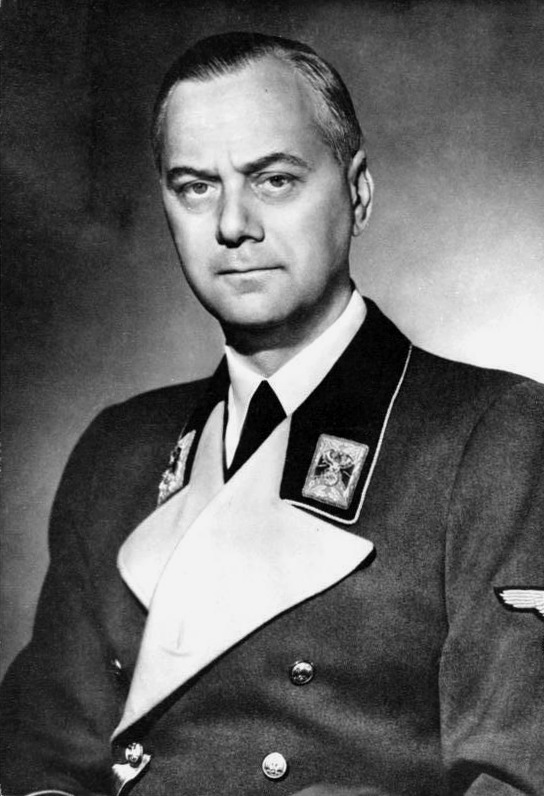
Alfred Rosenberg, el filósofo oficial nazi, quería el exterminio de las creencias cristianas importadas en Alemania. Su influencia en el curso del partido nazi fue limitada.

En enero de 1934, Hitler nombró a Alfred Rosenberg el líder cultural y educativo del Reich. Rosenberg era un neopagano y notoriamente anticatólico. Rosenberg fue inicialmente el editor del diario del joven partido nazi, el Völkischer Beobachter. En 1924, Hitler escogió a Rosenberg para supervisar el movimiento nazi mientras estaba en prisión —esto puede haber sido porque no era adecuado para la tarea y improbable que emergiera como un rival—. En El Mito del siglo XX (1930), Rosenberg calificó la Iglesia católica como uno de los principales enemigos del nazismo. Rosenberg propuso reemplazar el cristianismo tradicional con el «mito neopagano de la sangre»: «Ahora nos damos cuenta que los valores supremos centrales de las iglesias romanas y protestantes [-] obstaculizan los poderes orgánicos de los pueblos determinados por la su raza nórdica, [-] deberán ser remodelados».
Los oficiales de la Iglesia fueron perturbados por el nombramiento de Hitler de Rosenberg como filósofo oficial del estado. La indicación de ello es que Hitler apoyaba su filosofía antijudía, anticristiana y neopagana. La Santa Sede ordenó al Santo Oficio que situara El Mito del Siglo XX de Rosenberg en el Índice de libros prohibidos el 7 de febrero de 1934. Joachim Fest escribió que Rosenberg tenía poca o nula influencia política a la hora de tomar decisiones gubernamentales y se marginó a fondo. Hitler reseñó su libro como «derivado, pastiche, mierda ilógica!».

#### Kerrl
Tras el fracaso del pro-nazi Ludwig Muller para reunir los protestantes detrás del Partido Nazi en 1933, Hitler nombró a su amigo Hans Kerrl Ministro de Asuntos de la Iglesia en 1935. Un relativamente moderado entre los nazis, Kerrl confirmó la hostilidad nazi a los credos católicos y protestantes en un discurso de 1937 durante una fase intensa del Kirchenkampf nazi:

El partido se basa en el cristianismo positivo y el cristianismo positivo es el nacional (…) El nacionalsocialismo es el hacer la voluntad de Dios (…) la voluntad de Dios se revela en sangre alemana (…) El Dr. Zoellner y el conde Galen han intentado aclararme que el cristianismo consiste en la fe en Cristo como el hijo de Dios. Esto me hace reír (…) No, el cristianismo no depende del Credo de los Apóstoles (…) El verdadero cristianismo es representado por el partido, y el pueblo alemán ahora es llamado por el partido y especialmente el Führer a un cristianismo real (…) El Führer es el anuncio de una nueva revelación.
Hans Kerrl, ministro nazi de Asuntos de las Iglesias, 1937

## El catolicismo en el Tercer Reich

### Los nazis toman el poder
Tras la Primera Guerra Mundial, Hitler se involucró con el nuevo partido nazi. Estableció el tono violento del movimiento pronto, formando las fuerzas paramilitares Sturmabteilung (SA). La Baviera católica resintió la regla del Berlín protestante, y Hitler vio inicialmente la revolución en Baviera como un medio de poder, pero un intento temprano resultó infructuoso. Fue encarcelado después del Putsch de Múnich en 1923. Aprovechó el tiempo para escribir Mi lucha, donde afirmó que una ética judía-cristiana afeminada estaba infligiendo en Europa, y Alemania necesitaba un hombre de hierro para restablecerse y para construir un imperio. Decidió sobre la táctica de perseguir el poder a través de medios «legales».

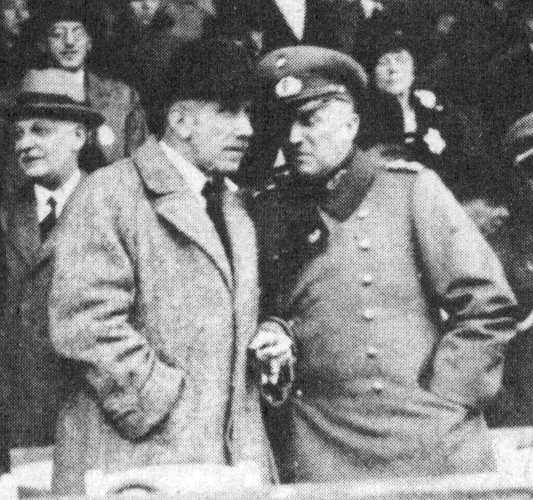
El canciller Franz von Papen (izquierda) con su eventual sucesor, el ministre de Defensa, Kurt von Schleicher.

Tras el crac de Wall Street de 1929, los nazis y los comunistas tuvieron grandes ganancias en las elecciones de 1930. Las mayores ganancias para los nazis llegaron a las ciudades rurales protestantes del norte, mientras que las áreas católicas se mantuvieron fieles al Partido del Centro. Tanto los nazis como los comunistas se comprometieron a eliminar la democracia; entre ellos, lograron más del 50 por ciento de los escaños del Reichstag. El sistema político de Alemania hacía difícil que los cancilleres gobernaran con una mayoría parlamentaria estable. Los cancilleres se sucedieron basándose en los poderes de emergencia del presidente para gobernar. Desde 1931-1933, los nazis combinaron tácticas terroristas con campañas convencionales. Hitler cruzó la nación por el aire, mientras que las tropas de las SA desfilaban por las calles, apaleaban los opositores y deshacían sus mítines. No existía partido liberal de la clase media lo suficientemente fuerte para bloquear los nazis: los socialdemócratas eran esencialmente un partido sindical conservador, con liderazgo ineficaz; el Partido de Centro mantenía su bloque de votación, pero se preocupó de defender sus propios intereses particulares; y los comunistas, mientras tanto, se enfrentaron a violentos enfrentamientos con los nazis en la calle. Moscú había ordenado al Partido Comunista que priorizara la destrucción de los socialdemócratas, viendo más peligro en ellos como rival. Pero fue la derecha alemán quien hizo de Hitler su socio en un gobierno de coalición.
Esta coalición no se produjo inmediatamente: el Partido de Centro de Heinrich Brüning, canciller entre 1930-32, no pudo llegar a un acuerdo con Hitler, y cada vez más gobernó con el apoyo del presidente y el ejército por encima del parlamento. Con el apoyo de Kurt von Schleicher y aprobación declarada de Hitler, el presidente Paul von Hindenburg, un monárquico conservador de 84 años de edad, nombró el monárquico católico Franz von Papen para reemplazar Brüning como canciller en junio de 1932. Papen era activo en el resurgimiento del Frente Harzburg, y se había caído con el Partido del Centro  Esperaba, en definitiva, superar a Hitler.
En las elecciones de julio de 1932, los nazis se convirtieron en el partido más importante del Reichstag. Hitler retiró su apoyo a Papen y exigió la cancillería. Hindenburg se negó. A cambio, los nazis se acercaron al Partido de Centro para formar una coalición pero no se llegó a un acuerdo. Papen disolvió el Parlamento y el voto nazi se redujo en las elecciones de noviembre . Hindenburg nombró a Schleicher como canciller, después de la cual Papen agraviado abrió negociaciones con Hitler y llegó a un acuerdo. Hindenburg nombró Hitler como canciller el 30 de enero de 1933, en un acuerdo de coalición entre los nazis y los nacionalistas-conservadores. Papen fue vicecanciller en una mayoría de gabinetes conservadores, creyendo falsamente que podría «domar» a Hitler. Inicialmente, Papen habló contra algunos excesos nazis y cuando escapó de la muerte de la noche de los cuchillos largos, dejó de criticar abiertamente al gobierno de Hitler. Los católicos alemanes se encontraron con la absorción del poder por parte de los nazis con aprensión, ya que el clero superior había advertido contra el nazismo desde hacía años. Se inició una amenaza, pero al principio se inició una persecución esporádica de la Iglesia católica en Alemania.

### Ley habilitante de 1933

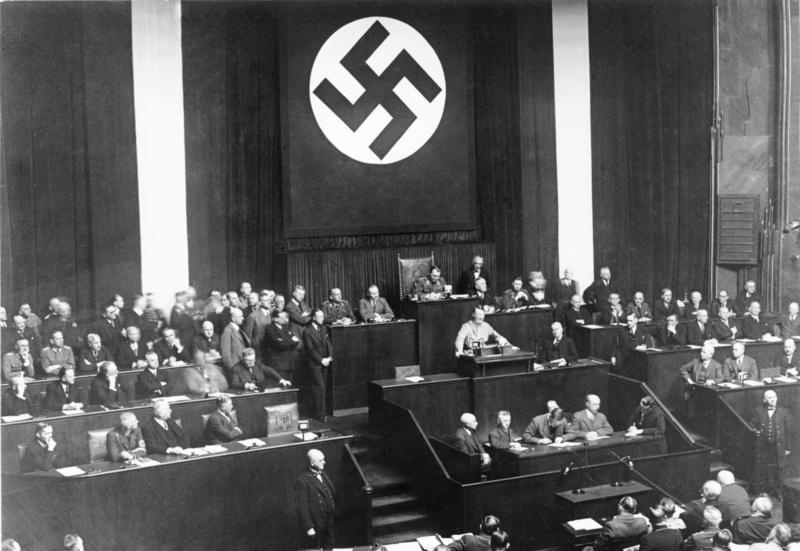
Adolf Hitler dirigiéndose al Reichstag el 23 de marzo de 1933. Buscando la aprobación de la Ley de Habilitación, Hitler ofreció la posibilidad de una cooperación amistosa, prometiendo no amenazar al Reichstag, al presidente, a los estados o iglesias si se les concedía los poderes de emergencia.

Después del incendio del Reichstag, los nazis comenzaron a suspender las libertades civiles y eliminar la oposición política, excluyendo a los comunistas del Reichstag. En las elecciones de marzo de 1933, de nuevo ningún partido consiguió una mayoría. Hitler exigió los votos del Reichstag del Partido del Centro y de los conservadores. Dijo al Reichstag el 23 de marzo que el cristianismo positivo era el «fundamento inquebrantable de la vida moral y ética de nuestro pueblo», y se comprometió a no amenazar las iglesias o las instituciones de la República si se le concedían poderes plenarios. Con una combinación característica de negociación e intimidación, los nazis pidieron al Partido del Centro, liderado por Ludwig Kaas, y todas las otras partes del Reichstag, para votar a favor de la Ley habilitante el 24 de marzo de 1933. La ley debía dar a Hitler la libertad de actuar sin el consentimiento parlamentario o las limitaciones constitucionales.

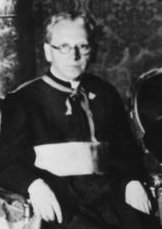
Ludwig Kaas, líder del Partido de Centro Católico en el Reichstag. «Aferrándose a creer en las promesas de Hitler», el 23 de marzo de 1933, Kaas anunció que el Partido de Centro votaría por la Ley habilitante de Hitler.

Hitler ofreció la posibilidad de una cooperación amistosa, prometiendo no amenazar al Reichstag, el presidente, los estados o las iglesias si se les otorgaba poderes de emergencia. Con los paramilitares nazis alrededor del edificio, dijo: «Son ustedes, señores del Reichstag, quienes deben decidir entre la guerra y la paz». Hitler ofreció a Kaas garantías orales de la continuidad del Partido de Centro, la autonomía de la Iglesia, sus instituciones educativas y culturales. Kaas era consciente del carácter dudoso de estas garantías, pero dijo a los miembros que apoyaran el proyecto de ley, dado «el estado precario del partido». Algunos se opusieron al curso del presidente, Adam Stegerwald. Brüning señaló la ley como «la resolución más monstruosa que nunca exigió un parlamento», y se mostró escéptico sobre los esfuerzos de Kaas. El Partido de Centro, después de haber obtenido promesas de no injerencia en la religión, se unió a los conservadores en la votación de la Ley —únicamente los socialdemócratas votaron en contra—. Hoffman escribió que el Partido del Centro y el Partido Popular de Baviera, junto con otros grupos entre los nazis y los socialdemócratas, «votaron con la esperanza paradójica de ahorrar su existencia». Hitler comenzó inmediatamente a abolir los poderes de los estados. La Ley permitió que Hitler y su gabinete gobernaran por decreto de emergencia durante cuatro años, aunque Hindenburg se mantuvo presidente. La Ley no infringió los poderes del presidente, y Hitler no consiguió plenamente el poder dictatorial completo hasta la muerte de Hindenburg en agosto de 1934. Hindenburg permaneció como comandante y jefe de los militares y mantuvo el poder de negociar tratados extranjeros. El 28 de marzo, la Conferencia Episcopal Alemana revisó de forma condicional la prohibición de la pertenencia al partido nazi.
Durante el invierno y la primavera de 1933, Hitler ordenó el despido mayoritario de los funcionarios públicos católicos. El líder de los sindicatos católicos fue golpeado por los camisas pardas y un político católico buscó protección después de que miembros de las SA hirieran varios seguidores en una concentración. En este ambiente amenazador, Hitler pidió una reorganización de las relaciones de la iglesia y el estado tanto de las iglesias católicas como protestantes.
El 8 de junio de 1933, cuando ya se habían publicado los primeros decretos de arianización de las pequeñas empresas y todos los dirigentes de izquierdas y cuadros sindicales habían sido arrestados y confinados en campos de concentración, una pastoral conjunta de todos los obispos alemanes reafirmaba la exigencia de que «individuos y corporaciones se integren en el organismo del Estado» y «la sumisión obediente a la dirección legítima» del Reich alemán, en el que todo católico encontraba «un reflejo del poder divino» y «una participación en la eterna autoridad de Dios». También en junio, miles de miembros del Partido de Centro fueron encarcelados en campos de concentración. Dos mil funcionarios del Partido Popular de Baviera fueron rodeados por la policía a finales de junio de 1933; junto con el Partido de Centro, dejó de existir a principios de julio. Con la falta de apoyo eclesial público, el Partido de Centro se disolvió voluntariamente el 5 de julio. Los partidos no-nazis fueron formalmente prohibidos el 14 de julio, y el Reichstag abdicó de sus responsabilidades democráticas.

#### El Reichskonkordat

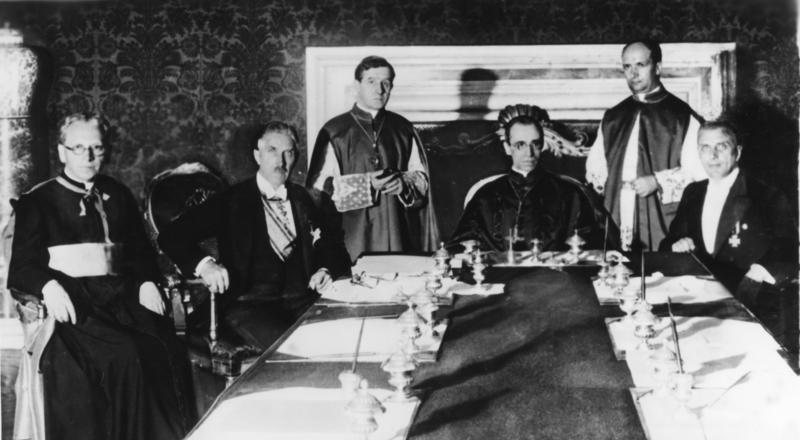
El cardenal Pacelli (sentado en el centro) en la firma del Reichskonkordat el 20 de julio de 1933 en Roma. De izquierda a derecha: el prelado alemán Ludwig Kaas, el vicecanciller alemán Franz von Papen, el secretario de Asuntos esclesiásticos Giuseppe Pizzardo, Alfredo Ottaviani y el ministro del Reich, Rudolf Buttmann.

La política diplomática de Pío XI hizo que la Iglesia católica concluyera 18 concordatos, a partir de los años veinte. El objetivo de la Iglesia era preservar sus derechos institucionales. Los historiadores señalan que los tratados no tuvieron éxito ya que «Europa estaba entrando en un período en que estos acuerdos se consideraban simples trozos de papel». El concordato del Reich (Reichskonkordat) fue firmado el 20 de julio de 1933 y ratificado en septiembre del mismo año. El tratado permanece vigente hasta nuestros días. Fue una extensión de los concordados existentes con Prusia y Baviera, primeramente realizados a través de la diplomacia del nuncio Eugenio Pacelli con un concordato estatal con Baviera (1924). Peter Hebblethwaite escribió: «era más como una rendición que cualquier otra cosa: implicaba el suicidio del Partido del Centro (…)». Firmado por el presidente Hindenburg y el vicecanciller Papen, fue una realización de un antiguo programa de la Iglesia católica para lograr un concordato nacional, que databa del primer año de la República de Weimar. Las violaciones del tratado por parte del estado se iniciaron casi inmediatamente. La Iglesia protestó continuamente durante toda la era nazi y mantuvo vínculos diplomáticos con el gobierno alemán durante el Tercer Reich.
Entre 1930 y 1933, la Iglesia inició negociaciones con los sucesivos gobiernos alemanes con un éxito limitado, mientras que un tratado federal era evidente.. Los políticos católicos del Partido del Centro impulsaron repetidamente un concordato con la República Alemana. En febrero de 1930, Pacelli se convirtió en el secretario de Estado de la Santa Sede, responsable de la política exterior mundial de la Iglesia. En esta posición, continuó trabajando hacia el «gran objetivo» de conseguir un tratado con Alemania. Kershaw escribió que la Santa Sede estaba ansiosa de llegar a un acuerdo con el nuevo gobierno, aunque «continuaba molestando el clero católico y otras indignaciones cometidas por los nazis contra la Iglesia y sus organizaciones». El biógrafo de Pío XII, Robert Ventresca, escribió: «debido al creciente acoso de los católicos y el clero católico, Pacelli buscar la rápida ratificación de un tratado, buscando, de esta manera, proteger la Iglesia alemana». Cuando el vicecanciller Papen y el embajador Diego von Bergen conocieron a Pacelli a finales de junio de 1933, lo encontraron «visiblemente influenciado» por informes de acciones que se tomaban contra intereses católicos alemanes. Hitler quería poner fin a toda vida política católica. La Iglesia quería la protección de sus escuelas y organizaciones, el reconocimiento del derecho canónico en lo que se refería al matrimonio y el derecho del papa a elegir los obispos.  El vicecanciller no nazi Papen fue elegido para negociar con la Santa Sede. Los obispos anunciaron el 6 de abril que comenzarían a negociarse negociaciones hacia un concordato. El 10 de abril, Francis Stratmann, cura de los estudiantes de Berlín, escribió el cardenal Faulhaber: «Las almas de los bien intencionados se desinflan con la toma del poder nacional socialista: la autoridad de los obispos se debilita entre innumerables católicos y no católicos debido a su casi-aprobación del movimiento nacionalsocialista». Algunos católicos críticos de los nazis pronto eligieron emigrar.  Hitler comenzó a promulgar leyes que restringían el movimiento de los fondos —imposibilitando que los católicos alemanes enviaran dinero a los misioneros—, restringir las instituciones religiosas, la educación y ordenar la asistencia a los actos de las Juventudes Hitlerianas —celebradas los domingos mañana—.
El 8 de abril, el vicecanciller Von Papen fue a Roma. En nombre del cardenal Pacelli, Ludwig Kaas, el principal presidente del Partido de Centro, negoció un borrador con Papen. Kaas llegó a Roma poco antes de Papen por su experiencia en relaciones entre Iglesia y estado. Fue autorizado por el cardenal Pacelli a negociar términos con Papen, pero la presión del gobierno alemán le obligó a retirarse de participar de forma visible. El concordato alargó la estancia de Kaas en Roma, dejando el partido sin un presidente. El 5 de mayo, Kaas renunció al cargo. En su lugar, el partido eligió Heinrich Brüning. De manera congruente, el partido del Centro fue sometido a una creciente presión bajo la campaña nazi del Gleichschaltung. Los obispos vieron un proyecto el 30 de mayo de 1933 cuando se reunieron para una reunión conjunta de la conferencia episcopal de Fulda, dirigida por el cardenal Bertram de Breslau. Y, la conferencia de los obispos de Baviera, dirigida por su presidente, Michael von Faulhaber de Múnich. El obispo Wilhelm Berning de Osnabrück y el arzobispo Conrad Grober de Freiburg presentaron el documento a los obispos. La escalada de la violencia anticatólica precedieron a la conferencia. Muchos obispos católicos temían por la seguridad de la Iglesia si las exigencias de Hitler no se cumplían. Los críticos más fuertes del concordato fueron el cardenal de Colonia Karl Schultey el obispo de Eichstatt Konst von Preysing. Señalaron que la Ley de habilitación estableció una casi dictadura, mientras que la Iglesia no tenía recursos legales si Hitler decidía ignorar el concordato. Los obispos aprobaron el proyecto y delegaron en Grober, amigo del cardenal Pacelli y de Kaas, para presentar las preocupaciones del episcopado a ambos. El 3 de junio, los obispos emitieron un comunicado, redactado por Grober, que anunciaba su apoyo al concordato. Después de que todas las demás partes hubieran sido disueltas o prohibidas por el NSDAP, el Partido de Centro se disolvió el 6 de julio.
El 14 de julio de 1933, el gobierno de Weimar aceptó el Reichskonkordat. Fue firmado por Pacelli para la Santa Sede y von Papen para Alemania, el 20 de julio; posteriormente, el presidente Hindenburg firmó, y fue ratificado en septiembre. El artículo 16 exigía a los obispos hacer un juramento de lealtad al estado. El artículo 31 reconocía que mientras la Iglesia continuaría patrocinando organizaciones caritativas, no apoyaría las organizaciones políticas ni las causas políticas. Se supuso que el artículo 31 se complementaría con una lista de organismos católicos protegidos, pero esta lista nunca fue acordada. El artículo 32 dio a Hitler lo que buscaba: la exclusión del clero y los miembros de las órdenes religiosas de la política. Sin embargo, era gratuito, en teoría, los motivos de Guenter Lewy, los miembros del clero podrían unirse o permanecer en el NSDAP sin transgredir la disciplina de la Iglesia. «Una ordenanza de la Santa Sede que prohíbe a los sacerdotes ser miembros de un partido político nunca fue emitida», afirma Lewy. Los nazis permitieron este razonamiento de miembros, «el movimiento que sostiene el estado no se puede equiparar a los partidos políticos del estado parlamentario multipartidista en el sentido del artículo 32.» Al día siguiente, el gobierno emitió una ley que prohibía la fundación de nuevos partidos políticos, convirtiendo Alemania en un estado de partido único.
Efectos del concordato
La mayoría de los historiadores afirman que ofreció la aceptación internacional del gobierno de Adolf Hitler. Guenter Lewy, politólogo y autor de La Iglesia católica y la Alemania nazi, escribió:

Hay un acuerdo general que el Concordato aumentó sustancialmente el prestigio del régimen de Hitler en todo el mundo. Como señaló el cardenal Faulhaber en un sermón pronunciado en 1937: «En un momento en que los jefes de las principales naciones del mundo se enfrentaron a la nueva Alemania con una reserva genial y una considerable sospecha, la Iglesia católica, el poder moral más grande de la Tierra, a través de la Concordato expresó su confianza en el nuevo gobierno alemán, lo que fue un hecho de significación inconmensurable para la reputación del nuevo gobierno en el extranjero».

La Iglesia católica no estaba sola firmando tratados con el gobierno nazi en este momento. El concordato fue precedido por el Pacto de cuatro potencias que Hitler había firmado en junio de 1933. Después de la firma del tratado el 14 de julio, las minutas del gabinete recuerdan que Hitler había dicho que el concordato había creado una atmósfera de confianza que sería «especialmente significativa en la lucha contra el judaísmo internacional».

John Cornwell en Papa de Hitler, argumenta que el Concordato fue el resultado de un tratado que entregó los votos parlamentarios del Partido del Centro Católico a Hitler, lo que le dio el poder dictatorial —Ley habilitante de marzo de 1933—. Esto es históricamente inexacto. Pero no hay ninguna duda sobre la tenaz insistencia de Pío XII sobre la retención de Concordato antes, durante y después de la Segunda Guerra Mundial.
Michael Phaya

El historiador Robert Ventresca escribió que el Reichskonkordat dejó a los católicos alemanes sin una «oposición electoral significativa a los nazis», mientras que los «beneficios y el compromiso diplomático empeñado del Reichskonkordat con el estado alemán no eran ni claros ni determinados». Con el Reichskonkordat, el gobierno alemán consiguió una proscripción completa de todas las interferencias clericales en el campo político (artículos 16 y 32). También aseguró la lealtad de los obispos en el estado por un juramento de fidelidad. También se restringieron las organizaciones católicas. En un artículo de dos páginas de L'Osservatore Romano del 26 de julio y el 27 de julio, «además del reconocimiento oficial (por Reich) de la legislación de la Iglesia (su Código de Derecho Canónico), hubo la adopción de numerosas disposiciones en esta legislación y la protección de toda la legislación de la Iglesia». Pacelli dijo a un representante inglés que la Santa Sede únicamente había acordado preservar la Iglesia católica en Alemania; también expresó su aversión al antisemitismo. Según John Jay Hughes, los líderes de la Iglesia eran realistas sobre las supuestas protecciones de Concordato. En Roma, el secretario de estado de la Santa Sede, el cardenal Pacelli (después Pío XII) dijo al ministro británico que se había firmado el tratado con una pistola delante. Estaba seguro de que Hitler violaría el acuerdo, dijo Pacelli, añadiendo con humor negro que probablemente no violaría todas sus disposiciones a la vez. Según Paul O'Shea, Hitler tuvo un «descarado despreocupamiento» para el Concordato, y su firma fue un primer paso en la «supresión gradual de la Iglesia católica en Alemania». En 1942, Hitler declaró que el Concordato era obsoleto y que quería abolirlo tras la guerra y únicamente dudaba en retirar al representante de Alemania ante la Santa Sede por «razones militares relacionadas con la guerra»: al final de la guerra, finalizaría el concordato. Cuando el gobierno nazi violó el concordato (en particular, el artículo 31), los obispos alemanes y la Santa Sede protestaron contra estas violaciones. Entre septiembre de 1933 y marzo de 1937, Pacelli emitió más de setenta notas y memorandos que protestaban por estas violaciones. Cuando las violaciones nazis del Reichskonkordat escalaron para incluir la violencia física, el papa Pío XI emitió la encíclica de 1937 Mit brennender Sorge.

### La persecución de los católicos alemanes
La amenaza, inicialmente esporádica, de la persecución de la Iglesia católica en Alemania siguió el ascenso al poder de los nazis. Los nazis reclamaron la jurisdicción sobre toda actividad colectiva y social, interfiriendo en la escolarización católica, grupos juveniles, clubes de trabajadores y sociedades culturales. «En la última parte de la década de los años treinta», escribió Phaya, «los funcionarios de la Iglesia sabían que el objetivo final de Hitler y otros nazis era la eliminación total del catolicismo y de la religión cristiana, los alemanes ya fueran católicos o protestantes, este objetivo era un objetivo nazi a largo plazo y no a corto plazo». Hitler se movió rápidamente para eliminar el catolicismo político. Detuvieron centenares de miembros del Partido de Centro. El gobierno del Partido Popular de Baviera había sido derribado en Baviera por un golpe de Estado nazi el 9 de marzo de 1933. Dos mil funcionarios del Partido fueron detenidos por la policía a finales de junio. El Partido del Centro nacional se disolvió a principios de julio. La disolución del Partido de Centro dejó Alemania moderna sin un partido católico por primera vez, y el Concordato del Reich prohibió que el clero participara de la política. Kershaw escribió que la Santa Sede estaba ansiosa por llegar a un acuerdo con el nuevo gobierno, a pesar de «continuar molestando al clero católico y otras indignaciones cometidas por los radicales nazis contra la Iglesia y sus organizaciones». Hitler tuvo una «descarada desconsideración» por el Concordato, escribió Paul O'Shea, y su firma fue un primer paso en la «supresión gradual de la Iglesia católica en Alemania».  Anton Gill escribió que con su usual técnica irresistible y sitiada, Hitler procedió a «tomar una milla donde se había dado una pulgada» y cerró todas las instituciones católicas donde las funciones no eran estrictamente religiosas:

Pronto se hizo evidente que [Hitler] pretendía encarcelar a los católicos, como tal, a sus propias iglesias. Podían celebrar la misa y mantener sus rituales tanto como les gustara, pero no podían tener que ver con la sociedad alemana de otro modo. Se cerraron las escuelas católicas y los diarios, y se lanzó una campaña de propaganda contra los católicos.
Extracto de Una honorable derrota de Anton Gill.

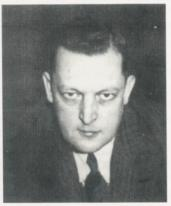
Adalbert Probst, el director nacional de la Asociación Católica del Deporte Juvenil, fue asesinado en la purga de la Noche de los cuchillos largos. Los nazis interfirieron la escuela católica, los grupos juveniles, los clubes de trabajadores y las sociedades culturales.

Inmediatamente antes de la firma del Concordato, los nazis hacían promulgar la ley de esterilización -la Ley para la prevención de la enfermedad hereditaria- una política ofensiva a los ojos de la Iglesia católica. Unos días después, los movimientos comenzaron a disolver la Liga Juvenil Católica. El catolicismo político también fue uno de los objetivos de la purga de la de la Noche de los cuchillos largos en 1934: el jefe de Acción Católica, Erich Klausener, el escritor y asesor de Papen, Edgar Jung (también un trabajador de Acción católica ); y el director nacional de la Asociación Católica de Deportes Juvenil, Adalbert Probst fueron asesinados, y el ex canciller del Partido del Centro, Heinrich Brüning escapó por poco de la ejecución.
William Shirer escribió que «el pueblo alemán no se preocupó mucho por la persecución de las iglesias por el gobierno nazi. La mayoría no se trasladó para hacer frente a la muerte o el encarcelamiento por la libertad de culto, quedando demasiado impresionado por los éxitos de la política exterior de Hitler y la restauración de la economía alemana. Pocos, dijo, se detuvieron para reflejar que los nazis tenían la intención de destruir el cristianismo en Alemania y sustituir el viejo paganismo de los dioses germanos tribales y el nuevo paganismo de los extremistas nazis». El sentimiento antinazi creció en círculos católicos como los nazis en el gobierno aumentaron sus medidas represivas contra sus actividades.

#### Marcando el clero como objetivo
El clero, así como los miembros de las órdenes religiosas masculinos y femeninos y los líderes laicos, comenzaron a ser marcados como objetivos, dando lugar a miles de detenciones durante los años posteriores, a menudo con acusaciones de contrabando de moneda o «inmoralidad». Los sacerdotes eran vigilados de cerca y frecuentemente denunciados, arrestados y enviados a campos de concentración. a partir de 1940 se estableció un barracón separado para el clero en campo de Dachau. El cardenal Innitzer vio saqueada su residencia en Viena en octubre de 1938 y el obispo Sproll de Rottenburg fue acosado y su casa fue vandalizada. En 1937, el New York Times informó que la Navidad vería «varios miles de clérigos católicos en prisión». La propaganda satirizó el clero, incluyendo la obra de Anderl Kern El último campesino. Bajo el mando de Reinhard Heydrich y Heinrich Himmler, la Policía de Seguridad y el Sicherheitsdienst fueron responsables de suprimir las «iglesias políticas», como el clero luterano y católico que se oponía a Hitler. Estos disidentes fueron arrestados y enviados a campos de concentración. En la campaña de 1936 contra los monasterios y conventos, las autoridades cargaron a 276 miembros de órdenes religiosas el «delito de homosexualidad». El bienio 1935-1936 fue el umbral de las pruebas de «inmoralidad» contra sacerdotes, monjes, religiosos y religiosas. En Estados Unidos, las protestas se organizaron en respuesta a los juicios falsos, incluido en junio de 1936, con una petición firmada por 48 clérigos, incluidos rabinos y pastores protestantes: «Presentamos una solemne protesta contra la brutalidad casi única de los ataques lanzados por los alemanes del gobierno cobra al clero católico con inmoralidad sucia (…) con la esperanza de que se pueda efectuar la supresión definitiva de todas las creencias judía y cristiana por parte del estado totalitario». Winston Churchill escribió desaprobando en la prensa británica el trato alemán de «los judíos, protestantes y católicos de Alemania».
Dado que el clero superior poda confiar en un cierto apoyo popular de los fieles, el gobierno alemán tenía que considerar la posibilidad de protestas nacionales. Mientras que cientos de sacerdotes ordinarios y miembros de las órdenes monásticas fueron enviados a campos de concentración durante todo el periodo nazi, un único obispo católico alemán fue encarcelado brevemente en un campo de concentración y otro expulsado de su diócesis. A partir de 1940, la Gestapo lanzó una intensa persecución de los monasterios invadiéndolos, registrando los mismos y capturándolos. El Provincial de la Provincia dominicana de Teutonia, Laurentius Siemer, Un líder espiritual de la Resistencia alemana influyó en la Comisión de Asuntos relativos a las órdenes, que se formaron en respuesta a los ataques nazis contra monasterios católicos y alentaron a los obispos a interceder en nombre de las órdenes y oponerse al estado nazi más enfáticamente. Figuras como Clemens August Graf von Galen y Konrad von Preysing intentaron proteger los sacerdotes alemanes de ser arrestados.

#### La supresión de la prensa católica

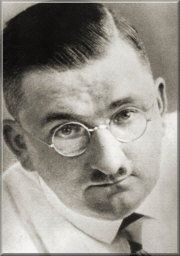
Fritz Gerlich, editor del semanal católico de Múnich, fue asesinado la Noche de los cuchillos largos. La prensa católica quedó prohibida en la Alemania nazi.

La floreciente prensa católica de Alemania se enfrentó a la censura y al cierre. En marzo de 1941, Joseph Goebbels prohibió toda prensa de la Iglesia, con el pretexto de una «escasez de papel». En 1933, los nazis establecieron un cuarto de autoría y un cuarto de prensa del Reich bajo la Cámara de Reich Cultural del Ministerio de Propaganda. Se aterrorizar los escritores disidentes. La purga de la Noche de los Cuchillos Largos de junio a julio de 1934 fue la culminación de esta primera campaña. Fritz Gerlich, el editor del semanal católico de Múnich, Der gerade Weg, murió durante la purga por su estridente crítica a los nazis. El escritor y teólogo Dietrich von Hildebrand se vio obligado a huir de Alemania. El poeta Ernst Wiechert protestó por las actitudes del gobierno hacia las artes, llamándolas «asesinato espiritual». Fue arrestado y deportado al campo de concentración de Dachau. Cientos de detenciones y el cierre de las prensas católicas siguieron a la publicación de la encíclica del papa Pío XI Mit brennender Sorge, marcadamente antinazi.Nikolaus Gross, un sindicalista cristiano y director del periódico obrero del oeste Westdeutscher Arbeiterzeitung, fue declarado mártir y beatificado por el papa Juan Pablo II en 2001. Declarado enemigo del estado en 1938, su periódico fue cerrado. Fue arrestado durante las detenciones que siguieron al Atentado del 20 de julio de 1944 y ejecutado el 23 de enero de 1945.

#### La supresión de la educación católica
Las escuelas católicas eran un gran campo de batalla en la lucha de la Iglesia. En 1933, el superintendente de la escuela nazi de Munster emitió un decreto de instrucción religiosa que se combinaba con la discusión sobre el «poder desmoralizador» del «pueblo de Israel», el obispo August von Galen de Münster se negó y escribió que tal interferencia en el plan de estudios era una violación del Concordato y temía que los niños estuvieran confundidos en cuanto a su «obligación de actuar con caridad para todos los hombres» y en cuanto a la misión histórica del pueblo de Israel. A menudo, Galen protestó directamente contra Hitler por violaciones del Concordato. En 1936, los nazis eliminaron los crucifijos en la escuela. La protesta de Galen dio lugar a una manifestación pública. Hitler a veces permitió que se colocaran presiones sobre padres alemanes para eliminar los niños de las clases religiosas y recibir una instrucción ideológica en su lugar, mientras que en escuelas nazis de élite, las oraciones cristianas fueron reemplazadas por rituales teutónicos y culto al sol. Los jardines de infancia de la Iglesia fueron cerrados y los programas de bienestar católico se restringieron sobre la base de que estaban ayudando a los «racialmente no aptos». Los padres se vieron obligados a retirar a sus hijos de escuelas católicas. En Baviera, los cargos docentes anteriormente asignados a las monjas se concedieron a profesores seculares y las escuelas confesionales fueron transformadas en «escuelas comunitarias». En 1937, las autoridades de la Alta Baviera intentaron sustituir las escuelas católicas por «escuelas comunes». El cardenal Faulhaber ofreció resistencia feroz. En 1939, todas las escuelas confesionales católicas habían sido disueltas o convertidas en instalaciones públicas.

#### La guerra contra la Iglesia
Después de enfrentamientos constantes, a finales de 1935, el obispo August von Galen de Münster instó una carta pastoral conjunta que protestaba contra una «guerra subterránea» contra la Iglesia. A principios de 1937, la jerarquía de la Iglesia en Alemania, que inicialmente había intentado cooperar con el nuevo gobierno, se vio muy desilusionada. En marzo, el papa Pío XI emitió la encíclica Mit brennender Sorge, acusando al Gobierno nazi de violaciones del Concordato de 1933 y sembrando las «sombras de sospecha, discordia, odio, calumnia, de «hostilidad profunda y abierta a Cristo y a su Iglesia».  Los nazis respondieron con una intensificación de la lucha contra él, Goebbels aumentó los ataques verbales contra el clero de Hitler en su diario y escribió que Hitler había aprobado los «juicios de inmoralidad» contra el clero y la campaña de propaganda antiiglesia. El ataque orquestado de Goebbels incluyó un «juicio moral» escénico de 37 franciscanos. Al inicio de la Segunda Guerra Mundial, el Ministerio de Propaganda de Goebbels emitió amenazas y aplicó una intensa presión a las Iglesias para que apoyaran la guerra y la Gestapo prohibió durante unas pocas semanas la Iglesia. Durante los primeros meses de la guerra, las iglesias alemanas cumplieron. No se emitieron denuncias de la invasión de Polonia ni del blitzkrieg. Los obispos católicos declararon: «Hacemos un llamamiento a los fieles para unirse a la oración ardiente que la providencia de Dios puede llevar esta guerra el éxito bendito por la patria y la gente». A pesar de esta manifestación de lealtad a la Patria, el radical antiiglesia Reinhard Heydrich determinó que no se podía esperar el apoyo de los líderes de la iglesia por la naturaleza de sus doctrinas y el internacionalismo y quería paralizar las actividades políticas del clero. Ideó medidas para restringir el funcionamiento de las iglesias al amparo de las exigencias del tiempo de guerra, como la reducción de recursos disponibles para las prensa de la Iglesia sobre la base del racionamiento, la prohibición de peregrinaciones y grandes reuniones de la iglesia debido a dificultades de transporte. Las iglesias estaban cerradas por estar «demasiado lejos de los refugios de bombas». Las campanas se fundieron y se cerraron las prensas.
Con la expansión de la guerra en el Este desde 1941, se produjo una expansión del ataque alemán a las iglesias. Los monasterios y los conventos fueron objetivos y la expropiación de las propiedades de la Iglesia aumentó. Las autoridades nazis declararon que las propiedades eran necesarias para necesidades de tiempo de guerra, como hospitales o alojamientos para refugiados o niños, pero que, de hecho, los utilizaban para los propios fines. «Hostilidad al estado» fue una causa común dada por las aprehensiones, y la acción de un único miembro de un monasterio podía provocar la incautación. Los jesuitas eran un objetivo en especial. El Nuncio papal Cesare Orsenigo y el Cardenal Bertram se quejaron constantemente a las autoridades pero se les dijo que esperaran más requisas debido a las necesidades de tiempo de guerra. Las autoridades nazis decretaron la disolución de todos los monasterios y abadías, muchas de ellas efectivamente ocupadas y secularizadas por la Allgemeine SS de Himmler. Sin embargo, el 30 de julio de 1941, la Aktion Klostersturm ( "Operación Monasterio") se terminó con un decreto de Hitler, que temía que las manifestaciones crecientes de la población católica podrían provocar rebeliones pasivas, perjudicando la esfuerzo de guerra nazi en el frente oriental. Más de 300 monasterios y otras instituciones fueron expropiadas por la SS.  El 22 de marzo de 1942, los obispos alemanes emitieron una carta pastoral sobre «La lucha contra el cristianismo y la Iglesia».  La carta era una defensa de los derechos humanos, el imperio de la ley y acusaba al Gobierno del Reich de «el odio injusto y la lucha odiada contra el cristianismo y la Iglesia», a pesar de la lealtad de los católicos alemanes a la patria y el valiente servicio de los soldados católicos.

#### Planes a largo plazo
En enero de 1934, Hitler había designado Alfred Rosenberg como líder cultural y educativo del Reich. En 1934, el Sanctum Officium de Roma recomendó que el libro de Rosenberg fuera incluido en el Index Librorum Prohibitorum por aplastar y rechazar «todos los dogmas de la Iglesia católica, precisamente los fundamentos de la religión cristiana». Durante la Guerra, Rosenberg esbozó el futuro previsto por el gobierno hitleriano para la religión en Alemania, con un programa de treinta puntos para el futuro de las iglesias alemanas. Entre sus artículos: la Iglesia Nacional del Reich de Alemania reclamaría el control exclusivo de todas las iglesias; la publicación de la Biblia debía cesar; los crucifijos, las Biblias y los santos deberían ser retirados de los altares; y el Mein Kampf debía ser colocado en los altares como «a la nación alemana y por tanto a Dios el libro más sagrado»; y la cruz cristiana debía ser eliminada de todas las iglesias y reemplazada por la esvástica.

### El impacto de la guerra civil española
La guerra civil española (1936-39) enfrentó el llamado «Bando nacional» —ayudado por la Italia fascista y la Alemania nazi— y los republicanos —ayudados por la Unión Soviética, México y las Brigadas internacionales de voluntarios, la mayoría comandados por la Comintern—. El presidente republicano, Manuel Azaña, era anticlerical, mientras que el caudillo nacional, Francisco Franco, estableció una dictadura fascista que restauró algunos privilegios a la Iglesia. En una mesa de conversación del 7 de junio de 1942, Hitler dijo que creía que el acomodo de Franco en la Iglesia era un error: «uno comete un gran error si se piensa que se puede hacer un colaborador del Iglesia aceptando un compromiso. El panorama internacional y el interés político de toda la Iglesia católica en España hace un conflicto inevitable entre la Iglesia y el franquismo». Los nazis retrataron la guerra como una lucha entre la civilización y el bolchevismo. Según el historiador, Beth Griech-Polelle, muchos líderes de la Iglesia «aceptaron implícitamente la idea de que detrás de las fuerzas republicanas había una vasta conspiración judeo-bolchevique con la intención de destruir la civilización cristiana». El Ministerio de Propaganda de Joseph Goebbels fue la principal fuente de cobertura doméstica alemana de la guerra. Goebbels, como Hitler, frecuentemente mencionó el llamado vínculo entre el judaísmo y el comunismo. Goebbels instruyó a la prensa para que llamaran simplemente a los partidos republicanos «bolcheviques» -y por no hablar de la participación militar alemana. En este contexto, en agosto de 1936, los obispos alemanes se reunieron para su conferencia anual en Fulda, donde elaboraron una carta pastoral conjunta sobre la guerra civil española: «Por lo tanto, la unidad alemana no debería sacrificarse al antagonismo religioso, las peleas, el menosprecio y las luchas, sino que nuestro poder nacional de resistencia se debe aumentar y reforzar para que Europa no únicamente pueda ser liberada del bolchevismo por nosotros, sino también que todo el mundo civilizado pueda estar en deuda con nosotros».

#### Faulhaber se encuentra con Hitler
Goebbels señaló el estado de ánimo de Hitler en su diario el 25 de octubre: «Los juicios contra la Iglesia católica se detienen temporalmente. Posiblemente quiere la paz, al menos temporalmente. Ahora, una batalla con el bolchevismo. Quiere hablar con Faulhaber». Como nuncio, Cesare Orsenigo acordó que el cardenal Faulhaber tuviera una reunión privada con Hitler. El 4 de noviembre de 1936, Hitler se reunió con Faulhaber. Hitler habló durante la primera hora, después Faulhaber le dijo que el gobierno nazi había estado haciendo guerra a la iglesia durante tres años -600 maestros religiosos habían perdido sus trabajos en Baviera y el número se elevó hasta 1700, el gobierno instituyó leyes que la Iglesia no podía aceptar, como la esterilización de los delincuentes y los discapacitados. Faulhaber declaró: «Cuando sus funcionarios o sus leyes ofenden el dogma de la Iglesia o las leyes de la moral, y al mismo tiempo ofenden nuestra conciencia, debemos poder articularlo como defensores responsables de las leyes morales». Hitler dijo a Faulhaber que la religión era fundamental para el estado, su objetivo era proteger el pueblo alemán de «criminales con problemas congénitos como los que ahora causan estragos en España». Faulhaber respondió que la Iglesia «no negaría al Estado el derecho de mantener estas plagas fuera de la comunidad nacional en el marco de la ley moral». Hitler argumentó que los radicales nazis no podían contenerse hasta que no hubiera paz con la Iglesia y que los nazis y la Iglesia combatían juntos el bolchevismo, o habría guerra contra la Iglesia. Kershaw cita la reunión como un ejemplo de la capacidad de Hitler de «nublar la visión incluso de críticos endurecidos», «Faulhaber -un hombre de acusación aguda, que a menudo criticaba con valentía los ataques nazis en la Iglesia católica- se fue convencido de que Hitler era profundamente religioso». El 18 de noviembre, Faulhaber se reunió con los principales miembros de la jerarquía alemana para pedirles que recordaran a los feligreses de los errores del comunismo descritos al encíclica Rerum novarum de León XIII de 1891. El 19 de noviembre, Pío XI anunció que el comunismo se había trasladado al frente de la lista de «errores» y se necesitaba una declaración clara. El 25 de noviembre Faulhaber dijo a los obispos bávaros que prometió a Hitler que los obispos emitirían una carta pastoral para condenar el «bolchevismo que representa el mayor peligro para la paz de Europa y la civilización cristiana de nuestro país». Afirmó que la carta «volverá a afirmar nuestra lealtad y actitud positiva, exigida por el Cuarto Mandamiento, hacia el actual gobierno y el Führer».
El 24 de diciembre de 1936, la jerarquía ordenó a los sacerdotes que leyeran la carta pastoral, «Sobre la defensa contra el bolchevismo», desde todos los púlpitos el 7 de enero de 1937. La carta incluía la afirmación: «ha llegado la hora fatídica para nuestra nación y para la la cultura cristiana de la obra occidental: el Führer vio la marcha del bolchevismo desde lejos y dedicó su mente y energía para evitar este gran peligro del pueblo alemán y del mundo occidental. Los obispos alemanes consideran que tienen el deber de hacer todo lo posible para apoyar al líder del Reich con todos los medios disponibles en esta defensa». La promesa de Hitler a Faulhaber, para aclarar «pequeños» problemas entre la Iglesia católica y el estado nazi, nunca se materializó. Faulhaber, Galen y Pío XI, continuaron oponiéndose al comunismo a lo largo de su vigencia mientras las ansiedades llegaban a un punto alto en la década de 1930 con el que la Santa Sede llamó el «triángulo rojo» formado por la URSS, la España republicana y el México revolucionario. Siguió una serie de encíclicas: Buena Sana (1920), Miserentissimus Redemtor (1928), Caritate Christi Compusli (1932), y la más importante, Divini Redemptoris (1937). Todas ellas condenaban el comunismo.

### La oposición católica al nazismo dentro de Alemania: 1933-1945

#### La resistencia católica
El concordato de 1933 entre Alemania y la Santa Sede prohibía al clero participar en la política, debilitando la oposición que ofrecían los líderes católicos alemanes. Sin embargo, los clérigos se encontraban entre los primeros componentes principales de la Resistencia alemana. «el primer momento, escribió Hamerow, algunos eclesiásticos expresaron, directamente, a veces, sus reservas sobre el nuevo orden. De hecho, estas reservas gradualmente formaron una crítica sistemática y coherente de muchas de las enseñanzas del nacionalsocialismo.» Más tarde, la crítica pública más cáustica del Tercer Reich vino de algunos de los líderes religiosos de Alemania. El gobierno se resistía a moverse contra ellos, ya que podían pretender simplemente asistir al bienestar espiritual de sus rebaños, «lo que decía era a veces tan crítico con las doctrinas centrales del nacionalsocialismo que, por decirlo, requería una gran audacia», y se convirtieron en resistencias. Su resistencia fue dirigida no únicamente contra las intrusiones del gobierno en el de la iglesia, las detenciones del clero y la expropiación de las propiedades de la Iglesia, sino también cuestiones como la eutanasia y la eugenesia , los fundamentos los derechos humanos y la justicia como fundamento de un sistema político.
Ni las iglesias católicas o protestantes estaban dispuestas a oponerse abiertamente al Estado nazi. Mientras ofrecían, en palabras de Kershaw, «algo menos que la resistencia fundamental al nazismo, las iglesias se comprometieron en una amarga guerra de desgaste con el régimen, recibiendo el apoyo demostrativo de millones de fieles. Aplausos para los líderes de la Iglesia cuando aparecían en público, hinchadas en eventos como las procesiones del Corpus Christi y los servicios emparrados de la iglesia eran signos externos de la lucha (…) sobre todo de la Iglesia católica-contra la opresión nazi». Mientras la Iglesia no consiguió proteger sus organizaciones y escuelas juveniles, tuvo algunos éxitos para movilizar a la opinión pública para modificar las políticas gubernamentales. Como en el caso del intento de eliminar los crucifijos de las aulas. Las iglesias proporcionaron los primeros y más resistentes centros de oposición sistemática a las políticas nazis. La moral cristiana y las políticas antiiglesia de los nazis motivaron muchas resistencias alemanas e impulsaron la «revuelta moral» de los individuos en sus esfuerzos para derribar a Adolf Hitler. Institucionalmente, la Iglesia católica de Alemania ofrecía una resistencia organizada, sistemática y consistente a las políticas gubernamentales que violaban la autonomía eclesiástica. En su historia de la Resistencia alemana, Hoffmann escribe, desde el principio:

[La Iglesia católica] no pudo aceptar silenciosamente la persecución general, la regimentación o la opresión, ni, en particular, la ley de esterilización del verano de 1933. Durante algunos años hasta el estallido de la guerra, la resistencia católica se estrechó hasta que finalmente su portavoz más eminente era el mismo papa en su encíclica Mit brennender Sorge (…) del 14 de marzo de 1937, leída desde todos los púlpitos católicos alemanes. Clemens August Graf von Galen, obispo de Münster, era uno de los más temibles críticos católicos. En términos generales, por tanto, las iglesias eran las únicas organizaciones importantes para ofrecer resistencias comparativamente tempranas y abiertas: se mantuvieron así en años posteriores.
Extracto de La historia de la resistencia alemana 1933-1945 por Peter Hoffmann

#### Política de resistencia inicial

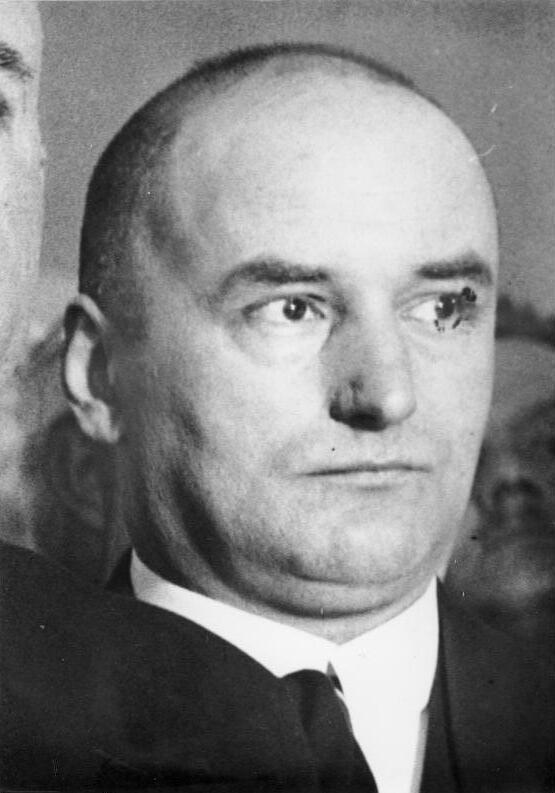
Erich Klausener, el jefe de Acción Católica, quien fue asesinado Durante la purga de la Noche de los cuchillos largos de 1934.

El catolicismo político era un objetivo del gobierno de Hitler. El anteriormente influyente Partido de Centro y el Partido Popular de Baviera se disolvieron bajo la terror. Después de que Hitler alcanzara el poder, los políticos de la oposición comenzaron a planificar cómo podría ser destronado. Los antiguos opositores políticos se enfrentaron a la última oportunidad de detener la nazificación de Alemania, pero los partidos no-nazis fueron prohibidos bajo la proclamación de la «Unidad del partido y del Estado». El antiguo líder del Partido del Centro y canciller del Reich, Heinrich Brüning, trató de expulsar a Hitler, junto con los jefes militares Kurt von Schleicher y Kurt von Hammerstein-Equord. Un influyente funcionario y presidente del grupo de Acción Católica de Berlín organizó convenciones católicas en Berlín en 1933-1934. En la manifestación de 1934, habló en contra de la opresión política ante una multitud de 60.000 personas tras la misa ; pasadas seis noches Hitler lo golpeó en una purga sangrienta. El noble católico conservador Franz von Papen, que había ayudado a Hitler al poder y servía como canciller adjunto del Reich, pronunció una acusación del gobierno nazi en su discurso de Marburg el 17 de junio de 1934. Edgar Jung, escritor de los discursos y asesor de Von Papen escritor y miembro de Acción católica, aprovechó la oportunidad de reafirmar la base cristiana del Estado y la necesidad de evitar la agitación y la propaganda. El discurso de Jung abogó por la libertad religiosa y rechazó las aspiraciones totalitarias en el campo de la religión. Se esperaba que el discurso provocara un levantamiento, centrado en Hindenburg, Von Papen y el ejército.

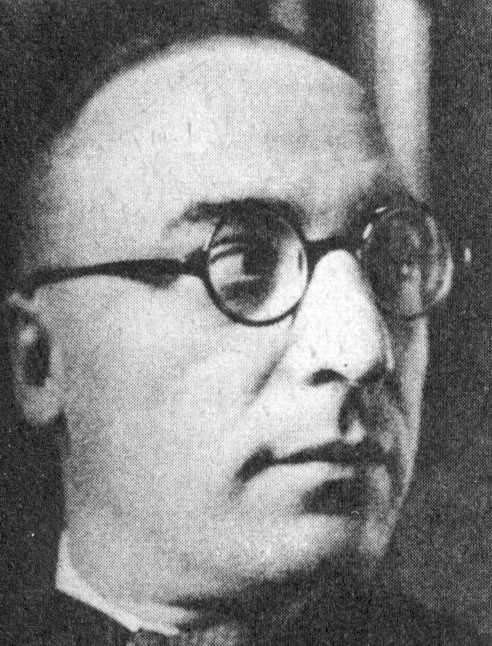
Edgar Jung de Acción Católica, fue el asesor del rector de Von Papen. Redactó el discurso de Marburg del 17 de junio de 1934, que rechazaba el totalitarismo nazi. Fue asesinado unos días más tarde en la purga de la Noche de los cuchillos largos.

Hitler decidió matar a sus principales opositores políticos en la purga de la Noche de los cuchillos largos. Duró dos días más del 30 de junio al 1 de julio de 1934. Sus principales rivales en el movimiento nazi fueron asesinados, junto con más de 100 figuras de oposición, incluyendo católicos de alto perfil. Klausener se convirtió en el primer mártir católico, mientras que Hitler ordenó personalmente el arresto de Jung y su traslado a la sede de la Gestapo en Berlín, donde también murió. La Iglesia se había resistido a los intentos del nuevo Gobierno de cerrar sus organizaciones juveniles y también murió Adalbert Probst, director nacional de la Asociación Católica del Deporte Juvenil. La prensa católica también estaba entre los objetivos, con el periodista antinazi Fritz Gerlich entre los asesinados. El 2 de agosto de 1934, el viejo presidente von Hindenburg murió. Las oficinas del presidente y del canciller se combinaron, y Hitler ordenó al ejército que realizara un juramento directamente a él. Hitler declaró su «revolución» completa.

#### Clérigos resistentes
El historiador de la Resistencia alemana Joachim Fest escribió que, al principio, la Iglesia había sido bastante hostil al nazismo y «sus obispos denunciaron enérgicamente las "falsas doctrinas" de los nazis», sin embargo, su oposición se debilitó considerablemente después del Concordato. El cardenal Bertram «desarrolló un sistema de protesta ineficaz» para satisfacer las demandas de otros obispos, sin molestar a las autoridades. La resistencia más firme de los líderes católicos se reafirmó gradualmente a partir de las acciones individuales de los principales eclesiásticos como Joseph Frings, Konrad von Preysing, August von Galen, Conrad Gröber y Michael von Faulhaber. Según Fest, el gobierno respondió con  «arrestos ocasionales, la retirada de los privilegios docentes y la confiscación de las casas editoriales y las instalaciones de impresión»  y  «La resistencia se debió en gran medida a una conciencia individual. En general, [ambas iglesias] únicamente intentaron afirman sus propios derechos y raramente emitieron cartas pastorales o declaraciones que indicaran cualquier objeción fundamental a la ideología nazi». Sin embargo, escribió Fest, las iglesias, más que ninguna otra institución,   «proporcionaron un foro en el que los individuos podrían alejarse del régimen».
Los nazis nunca se sintieron suficientemente fuertes para arrestar o ejecutar los altos cargos de la Iglesia católica en Alemania. Así los obispos fueron capaces de criticar aspectos del totalitarismo nazi. Los miembros de rango más bajo enfrentaban al encarcelamiento o la ejecución. Se estima que un tercio de los sacerdotes alemanes se enfrentaron a alguna forma de represalia por parte del gobierno nazi y 400 sacerdotes alemanes fueron enviados únicamente al barracón dedicado a los sacerdotes del campo de concentración de Dachau. Entre los sacerdotes alemanes mártires más conocidos están el jesuita Alfred Delp y el padre Bernhard Lichtenberg. Fray Max Josef Metzger, fundador de la Asociación de Paz de los católicos alemanes, fue arrestado por última vez en junio de 1943 después de ser denunciado por un correo para intentar enviar un memorándum sobre la reorganización del estado alemán y su integración en un futuro sistema de paz mundial. Fue ejecutado el 17 de abril de 1944. Laurentius Siemer, provincial de la Provincia dominicana de Teutonia, y Augustin Rösch, jesuita provincial de Baviera, se encontraban entre los altos cargos de órdenes, que se hicieron activos en la resistencia, ambos sobrevivieron a la guerra, aunque se sabía que tenían conocimiento del Complot del 20 de julio. Mientras cientos de sacerdotes ordinarios y miembros de las órdenes monásticas fueron enviados a los campos de concentración, un obispo católico alemán fue encarcelado brevemente en un campo de concentración y otro expulsado de su diócesis. Esto reflejaba también el acercamiento cauteloso adoptado por la jerarquía, que se sintió segura únicamente al comentar cuestiones que transgredían sobre la esfera eclesiástica. Albert Speer escribió que cuando Hitler leía pasajes de un sermón desafiante o de carta pastoral, se volvía furioso, y el hecho de que «no pudiera reaccionar inmediatamente lo elevó a un calor blanco».

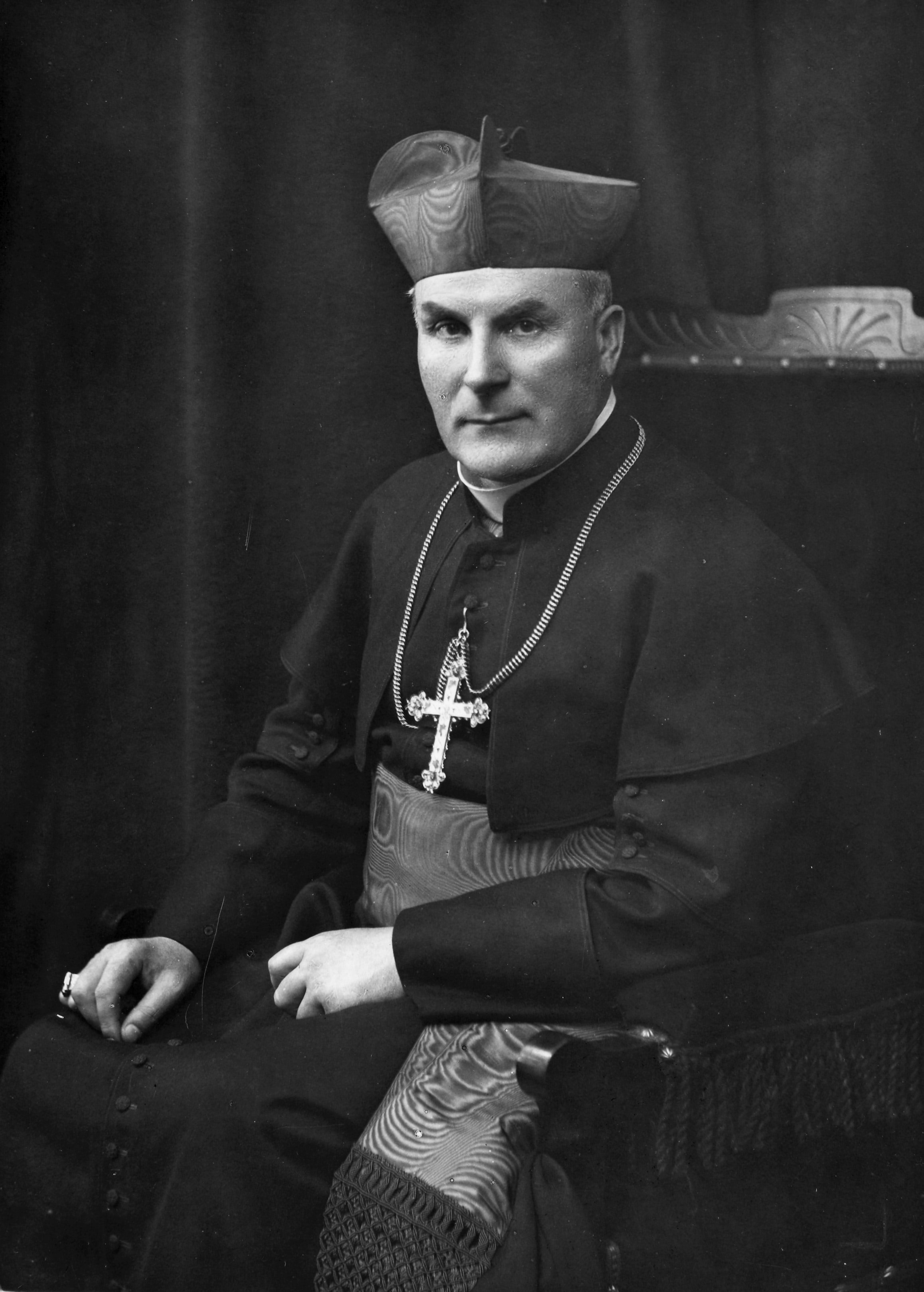
Michael von Faulhaber

El cardenal Michael von Faulhaber ganó desde el principio una reputación de crítico del movimiento nazi.  Poco después del ascenso al poder por parte de los nazis, sus tres sermones de Adviento de 1933, titulados «Judaísmo, cristianismo y Alemania», afirmaron los orígenes judíos de Cristo y la Biblia. Aunque se encuadró con cautela como una discusión sobre el judaísmo histórico, sus sermones denunciaron los extremistas nazis que pedían que la Biblia fuera purgada del Antiguo Testamento judío, que consideraba que minó «la base del catolicismo». Hamerow escribió que Faulhaber intentó evitar el conflicto con el estado sobre cuestiones que no pertenecían estrictamente a la Iglesia, pero en cuestiones relacionadas con la defensa de los católicos «se negó a comprometerse o retirarse». El 4 de noviembre de 1936, Hitler y Faulhaber se reunieron. Faulhaber dijo a Hitler que el gobierno nazi había estado haciendo la guerra a la Iglesia durante tres años y había instituido leyes que la Iglesia no podía aceptar, como la esterilización de los criminales y los minusválidos. Mientras la Iglesia católica respetaba la noción de autoridad, dijo al dictador: «Cuando sus oficiales o sus leyes ofenden el dogma de la Iglesia o las leyes de la moral, y al hacerlo ofender nuestra conciencia, debemos poder articularlo como defensores responsables de leyes morales». Se atentó contra su vida en 1934 y 1938. Trabajó con las fuerzas de ocupación estadounidenses tras la guerra y recibió el premio más alto de Alemania Occidental, la Gran Cruz de la Orden del Mérito de la República Federal de Alemania.
Entre los más firmes y coherentes de los grandes católicos para oponerse a los nazis fue Konrad von Preysing. Preysing fue nombrado obispo de Berlín en 1935. Fue odiado por Hitler. Se opuso a las actitudes de apaciguamiento de Bertram hacia los nazis y trabajó con los principales miembros de la resistencia Carl Goerdeler y Helmuth James Graf von Moltke. Formó parte de la comisión de cinco miembros que preparó la encíclica antinazi de Pío XI, de 1937 Mit brennender Sorge, e intentó bloquear el cierre nazi de las escuelas católicas y los arrestos de funcionarios de la Iglesia.  En 1938 se convirtió en uno de los cofundadores del Hilfswerk beim Bischöflichen Ordinariato Berlin (Oficina de Bienestar Diocesana de Berlín). Extendió su atención a los judíos y protestó contra el programa de eutanasia nazi. Sus Cartas Pastorales de Adviento de 1942-1943 sobre la naturaleza de los derechos humanos reflejaban la teología antinazi de la Declaración de Barmen de la Iglesia Confesora, que fue transmitida en alemán por la BBC. En 1944, Preysing se reunió y dio una bendición a Claus von Stauffenberg, al frente del complot del 20 de julio para asesinar a Hitler, y habló con el líder de la resistencia sobre si la necesidad de un cambio radical podría justificar el tiranicidio. A pesar de la oposición abierta de Preysing, los nazis no se atrevieron a arrestarlo y, varios meses después de la guerra, fue creado cardenal por el papa Pío XII.
El obispo de Münster, August von Galen era primo de Preysing. Un nacionalista conservador, en enero de 1934, criticó la política racial nazi en un sermón y posteriores homilías. Equiparó la lealtad sin dudas al Reich con «la esclavitud» y habló contra la teoría de Hitler de la pureza de la sangre alemana. A menudo, Galen protestó directamente contra Hitler por violaciones del Concordato. Cuando en 1936, los nazis quitaron los crucifijos de las escuelas, la protesta de Galen dio lugar a una manifestación pública. Como Presying, ayudó a redactar la encíclica papal de 1937. En el año 1941, con la Wehrmacht marchando hacia Moscú, denunció la anarquía de la Gestapo, las confiscaciones de las propiedades eclesiásticas y el cruel programa de la eutanasia nazi. Protestó contra el maltrato de los católicos en Alemania: los arrestos y el encarcelamiento sin proceso legal, la supresión de los monasterios y la expulsión de las órdenes religiosas. Pero, sus sermones fueron más allá de defender la Iglesia. Habló de un peligro moral en Alemania por las violaciones de los derechos humanos básicos del gobierno: «el derecho a la vida, a la inviolabilidad y la libertad son partes indispensables de cualquier orden social moral». Dijo que cualquier gobierno que castigue sin un proceso judicial «socava su propia autoridad y el respeto por su soberanía dentro de la conciencia de sus ciudadanos». Sus tres poderosos sermones de julio y agosto de 1941 le valió el apodo de «León de Munster». Los sermones fueron impresos y distribuidos ilegalmente. Hitler quería sacar a Galen, pero Goebbels le dijo que esto implicaría la pérdida de la lealtad de Westfalia. Los documentos sugieren que los nazis querían colgar a Von Galen al final de la guerra. Von Galen se encontraba entre los conservadores alemanes que habían criticado la Alemania de Weimar y que, inicialmente, esperaban que el gobierno nazi restaurara el prestigio alemán, pero rápidamente se desencantó con el anticatolicismo y el racismo de la administración de Hitler. Según Griech-Polelle, creyó que el Dolchstoßlegende explicaba la derrota del ejército alemán en 1918. Hamerow caracterizó el enfoque de resistencia del clero católico superior como Von Galen «tratando de influir en el Tercer Reich desde dentro». Mientras que algunos clérigos se negaron a fingir el apoyo del gobierno de Hitler, en el conflicto de la Iglesia con el estado sobre la autonomía eclesiástica, la jerarquía católica adoptó una estrategia de «aparente aceptación del Tercer Reich», mimando sus críticas motivadas meramente por un deseo por «señalar los errores que han cometido algunos seguidores incansables» para fortalecer el gobierno.
Josef Frings fue nombrado arzobispo de Colonia en 1942. Su consagración fue utilizada como una demostración de la afirmación de católico. En sus sermones, habló en repetidas ocasiones en apoyo de los pueblos perseguidos y contra la represión estatal. En marzo de 1944, Frings atacó detenciones arbitrarias, persecuciones raciales y divorcios forzados. Aquel otoño, protestó contra la Gestapo contra las deportaciones de judíos de Colonia y sus alrededores. En 1943, los obispos alemanes habían debatido si tenían que enfrentarse directamente a Hitler sobre lo que sabían del asesinato de los judíos. Frings escribió una carta pastoral advirtiendo a su diócesis que no violara los derechos inherentes de los demás en la vida, incluso aquellos «no de nuestra sangre» e incluso durante la guerra, y predicaba en un sermón que «nadie puede tomar la propiedad o la vida de un inocente persona únicamente porque es miembro de una raza extranjera». Tras el fin de la guerra, Frings sucedió a Bertram como presidente de la Conferencia Episcopal de Fulda en julio de 1945 y en 1946 fue nombrado cardenal por Pío XII.

#### «Eutanasia»

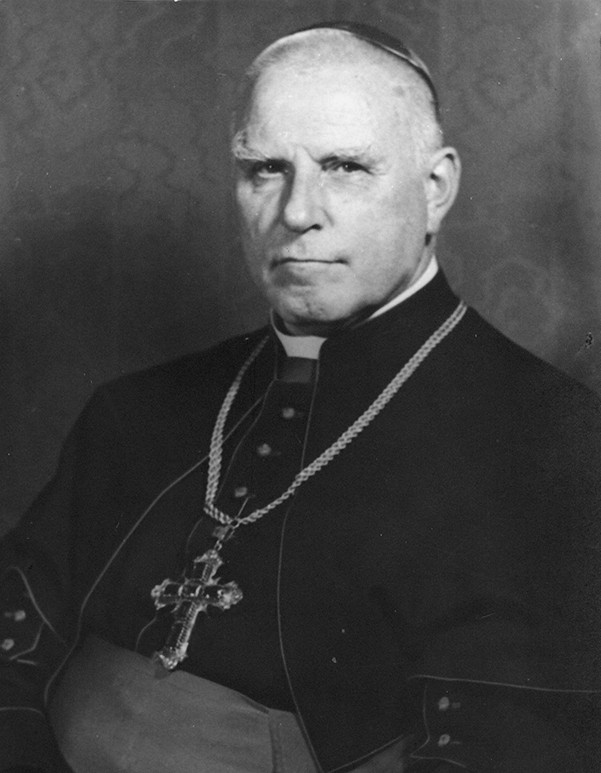
El obispo von Galen de Münster, un conservador nacionalista y anticomunista, que se convirtió en un crítico de algunas políticas de los nazis. En 1941, en una serie de sermones, denunció la «eutanasia» nazi y la anarquía, provocando protestas a nivel nacional.

La Solución final de los judíos se produjo principalmente en territorio polaco. El asesinato de los inválidos se produjo en tierra alemana. Supuso interferencias en instituciones de bienestar católico y protestante. La conciencia del programa asesino se generalizó y los líderes de la Iglesia que se opusieron, principalmente el obispo católico de Münster, August von Galen y el doctor Theophil Wurm, el obispo protestante de Wurttemberg, consiguieron provocar una amplia oposición pública. A partir de 1939, Alemania comenzó su programa de "eutanasia", bajo el cual los que consideraban «racialmente no aptos» debían ser eliminados. Los seniles, los discapacitados mentales y los enfermos mentales, epilépticos, afectados con la síndrome de Down y personas con aflicciones similares fueron asesinadas. El programa supuso el asesinato sistemático de más de 70 000 personas. El programa ofendía profundamente la moral católica. El papa Pío XII hizo protestas que llegaron a Alemania por medio del obispo von Galen de Münster, la intervención de 1941, según Richard J. Evans, llevó al «movimiento de protesta más fuerte, explícito y generalizado contra cualquier política desde el comienzo del Tercer Reich».
El papado y los obispos alemanes protestaron previamente contra la eugenesia que inspiró la esterilización nazi de los «racialmente impropios». Las protestas católicas contra la escalada de esta política en "eutanasia" comenzaron en verano de 1940. A pesar de los esfuerzos nazis para trasladar los hospitales al control estatal, un gran número de minusválidos todavía estaban bajo el cuidado de las iglesias. Después de que los activistas benéficos protestantes tomaran una postura en el hospital de Betel en agosto de la diócesis de von Galen, Galen escribió a Bertram en julio de 1940 pidiendo a la Iglesia que ocupara una posición moral. Bertram mostró precaución. El arzobispo Conrad Groeberde de Freiburg escribió al jefe de la Cancillería del Reich, y se ofreció pagar todos los costos que el Estado incurría por «cuidar las personas mentalmente afectades destinadas a la muerte». La Conferencia Episcopal Fulda envió una carta de protesta a la Cancillería del Reich el 11 de agosto y envió al obispo Heinrich Wienken de Caritas para discutir el tema. Wienken citó el mandamiento «No matarás» y advirtió a los funcionarios para detener el programa o hacer frente a la protesta pública de la Iglesia. Wienken vaciló posteriormente, temiendo que esto pudiera poner en peligro sus esfuerzos para liberar a los sacerdotes católicos de Dachau, pero fue instado a mantenerse firme por el cardenal Michael von Faulhaber. El gobierno se negó a dar un compromiso escrito para detener el programa y la Santa Sede declaró el 2 de diciembre que la política era contraria a la ley divina natural y positiva: «No se permite la matanza directa de una persona inocente debido a defectos mentales o físicos».
Las detenciones posteriores de los sacerdotes y la confiscación de propiedades jesuitas por parte de la Gestapo en su ciudad natal de Munster, convencieron a Galen que la precaución aconsejada por su superior se había vuelto inútil. Los días 6, 13 y 20 de julio de 1941, Galen habló contra la confiscación de propiedades y expulsiones de religiosas, monjes y religiosos y criticó el programa de eutanasia. La policía atacó el convento de su hermana y la retiró en la bodega. Escapó, y Galen lanzó su reto más audaz al gobierno en un sermón pronunciado el 3 de agosto. Declaró que los asesinatos eran ilegales y declaró que había acusado formalmente a los responsables en una carta al fiscal. La política abrió el camino al asesinato de todas las «personas improductivas», como los viejos caballos o vacas, «¿quién puede seguir confiando en su médico?». Galen dijo que era el deber de todos los cristianos oponerse a la toma de la vida humana. Incluso si significaba arriesgarse a perder la suya propia. Galen habló de un peligro moral en Alemania por las violaciones de los derechos humanos básicos del gobierno. «La sensación creada por los sermones, escribió Evans, era enorme». Kershaw señaló los sermones como una «denuncia vigorosa de la inhumanidad y la barbarie nazi». Gill escribió: «Galen usó su condena de esta terrible política para sacar conclusiones más amplias sobre la naturaleza del estado nazi». Los sermones fueron impresos y distribuidos de manera ilegal. Galen leyó los sermones en las iglesias parroquiales. Los extractos de difusión británicos sobre el servicio alemán de la BBC, lanzaron folletos sobre Alemania y distribuyeron los sermones en los países ocupados.
El obispo Antonius Hilfrich de Limburg escribió al ministro de Justicia, denunciando los asesinatos. El obispo Albert Stohr de Maguncia condenó la toma de la vida desde el púlpito. Algunos de los sacerdotes que repartieron los sermones fueron los arrestados y enviados a campos de concentración en medio de la reacción pública a los sermones.  El administrador de la catedral Von Preysing, el padre Bernhard Lichtenberg, se reunió con su desaparición para protestar por carta directamente al Dr. Conti, el director médico del estado nazi. Fue detenido poco después y luego murió en el camino hacia Dachau. Griech-Polelle escribió que la protesta de Galen vino después de haber sido proporcionada con la demostración física y verificable de asesinatos que exigió antes de que emita una declaración pública y que Galen aconsejó a sus oyentes que la desobediencia pasiva a las leyes nazis específicas era todo lo que esperaba ellos. Nunca apoyó la resistencia activa contra el gobierno, escribió Griech-Polelle, y no fue interrumpido ni arrestado por las autoridades estatales tras entregar los sermones de 1941. Los discursos enfurecieron a Hitler. En una reunión de trabajo de 1942 dijo: «El hecho de quedarme en silencio en público sobre los asuntos de la Iglesia no es, al menos, incomprendido por los astutos zorros de la Iglesia católica, y estoy seguro de que un hombre como el obispo von Galen sabe muy bien que tras la guerra yo debo sacar una retribución». Hitler quería sacar a Galen, pero Goebbels le dijo que esto implicaría la pérdida de la lealtad de Westfalia. El líder nazi regional y el adjunto de Hitler, Martin Bormann, pidieron que Galen fuera ejecutado, pero Hitler y Goebbels instaron un retraso hasta el fin de la guerra. Con el programa ahora del conocimiento público, las enfermeras y el personal —particularmente en las instituciones católicas—, cada vez más pretendían obstruir la aplicación de la política. Bajo la presión de las crecientes protestas, Hitler detuvo el programa principal de eutanasia el 24 de agosto de 1941, aunque continuó el asesinato menos sistemático de los discapacitados. Las técnicas aprendidas sobre el programa de eutanasia nazi fueron posteriormente transferidas para su uso en el genocidio del Holocausto.
En 1943, Pío XII publicó la encíclica Mystici Corporis Christi, en la que condenaba la práctica de matar a las personas discapacitadas. Declaró su «dolor profundo en el asesinato de los deformados, los locos y aquellos que sufren de enfermedad hereditaria (…) como si fueran una carga inútil para la sociedad», en condena del programa de eutanasia nazi en curso. A la encíclica, le siguió, el 26 de septiembre de 1943, una condena abierta por parte de los obispos alemanes que, desde todos los púlpito alemanes, denunciaron el asesinato de «personas con discapacidad psíquica inocentes e indefensas, enfermos incurables y heridos de muerte, rehenes inocentes y desarmados a prisioneros de guerra y delincuentes criminales, personas de una raza o descendencia extranjera.

#### Mit brennender Sorge

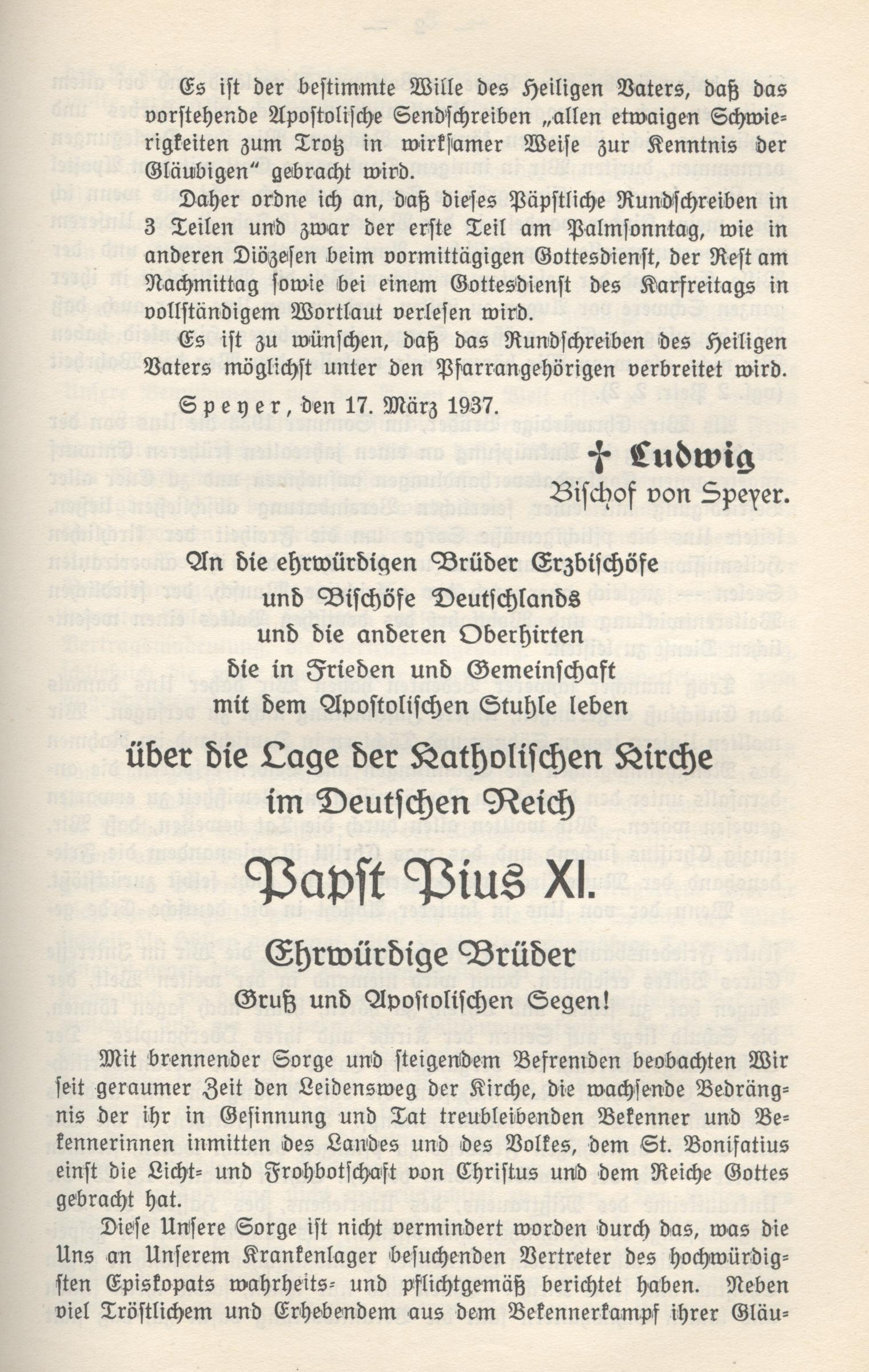
Vista de una de las páginas de la encíclica Mit brennender Sorge, en la que Pío XI acusó a la administración nazi de sembrar «la hostilidad profunda a Cristo y su Iglesia» y señaló en el horizonte el nubarrón que presagia luchas religiosas desgarradoras.

A principios de 1937, la jerarquía de la iglesia en Alemania, que inicialmente había intentado cooperar con el nuevo gobierno, estaba muy desengañada. En marzo, Pío XI publicó la encíclica Mit brennender Sorge. Llevada de contrabando a Alemania para evitar la censura, se leyó desde los púlpitos de todas las iglesias católicas alemanas el Domingo de Ramos de 1937. Condenó la ideología nazi y acusó al gobierno nazi de violar el concordato de 1933 y promover «sospechas, discordia, de hostilidad fundamental secreta y abierta a Cristo y su Iglesia». Aunque hay alguna diferencia de opinión sobre su impacto, generalmente se reconoce como el «primer (…) documento público oficial donde se criticaba el nazismo». Bokenkotter lo describe como «una de las mayores condenas de este tipo nunca emitidas por el Vaticano». A pesar de los esfuerzos de la Gestapo para bloquear su distribución,  Iglesia distribuyó miles en las parroquias de Alemania. Cientos de personas fueron arrestadas por entregar ejemplares, y Goebbels aumentó la propaganda anticatólica, incluyendo un juicio-espectáculo de 170 franciscanos en Koblenz. Los nazis «enfurecidos» aumentaron la persecución de los católicos y de la Iglesia. Gerald Fogarty afirma, «al final, la encíclica tuvo poco efecto positivo, si acaso hizo alguna cosa fue exacerbar la crisis».
Según Frank J. Coppa, los nazis vieron la encíclica como «una llamada a la batalla contra el Reich». Hitler estaba furioso y «prometió la venganza contra la Iglesia». Thomas Bokenkotter escribió: «los nazis se enfurecieron. En represalia cerraron y sellaron todas las prensas en las que la imprimieron. Tomaron numerosas medidas vengativas contra la Iglesia, incluyendo la puesta en escena de una larga serie de juicios de inmoralidad del clero católico». La policía alemana confiscó tantas copias como pudo, y la Gestapo confiscó doce imprentas. Según Owen Chadwick, John Vidmar, Y otros académicos, después continuaron las represalias nazis contra la Iglesia en Alemania, incluyendo «prosecución escalonadas de monjes por homosexualidad, con el máximo de publicidad». Shirer informa que «durante los años siguientes, se arrestaron miles de sacerdotes católicos, monjas y líderes laicos, muchos de ellos acusados de "inmoralidad" o contrabando de divisas».

#### Los sacerdotes de Dachau
En un esfuerzo por contrarrestar la influencia de la resistencia espiritual, los servicios de seguridad nazi controlaron de cerca el clero católico. Instruyeron los agentes en cada diócesis, se obtuvieron los informes de los obispos en el Vaticano y se descubrieron las áreas de actividad de los obispos. Se estableció una «gran red» para hacer un seguimiento de las actividades del clero ordinario: los agentes de seguridad nazis escribieron que «la importancia de este enemigo es tal que los inspectores de la policía de seguridad y el servicio de seguridad harán que este grupo de personas y las cuestiones que discutan su especial preocupación». Los sacerdotes se vieron, frecuentemente denunciados, arrestados y enviados a campos de concentración. A menudo, simplemente sobre la base de ser «sospechosos de actividades hostiles al Estado». O había motivos para «suponer que su trato podría perjudicar la sociedad». Dachau fue establecido en marzo de 1933 como el primer campo de concentración nazi. Principalmente un campo, donde los nazis establecieron los barracones dedicados al clero. De un total de 2720 clérigos registrados en prisión en Dachau, unos 2579 (el 94,88 %) eran católicos. Un total de 1034 clérigos se registraron como muertos en el campo, con 132 «transferidos o liquidados» durante este tiempo, aunque la investigación de R. Schnabel, de 1966, encontró un total alternativo de 2771, con 692 señalados como a difuntos, 336 enviados a «cargas de trenes no válidas» y, por tanto, presuntamente muertos. Con mucha diferencia, el mayor número de presos presos procedían de Polonia: en total, unos 1748 clérigos católicos polacos, de los cuales unos 868 murieron en el campo. Los alemanes constituyeron el grupo más cercano: 411 sacerdotes católicos alemanes, de los que 94 murieron en el campo de concentración. Cien fueron «transferidos o liquidados». Clérigos católicos franceses había 153, de los cuales, diez murieron en el campo. Otros sacerdotes católicos encarcelados en el campo provenían de Checoslovaquia, Holanda, Yugoslavia, Bélgica, Italia, Luxemburgo, Lituania, Hungría y Rumanía. De fuera del imperio nazi, dos sacerdotes británicos y un español fueron encarcelados en Dachau, así como un sacerdote «apátrida».

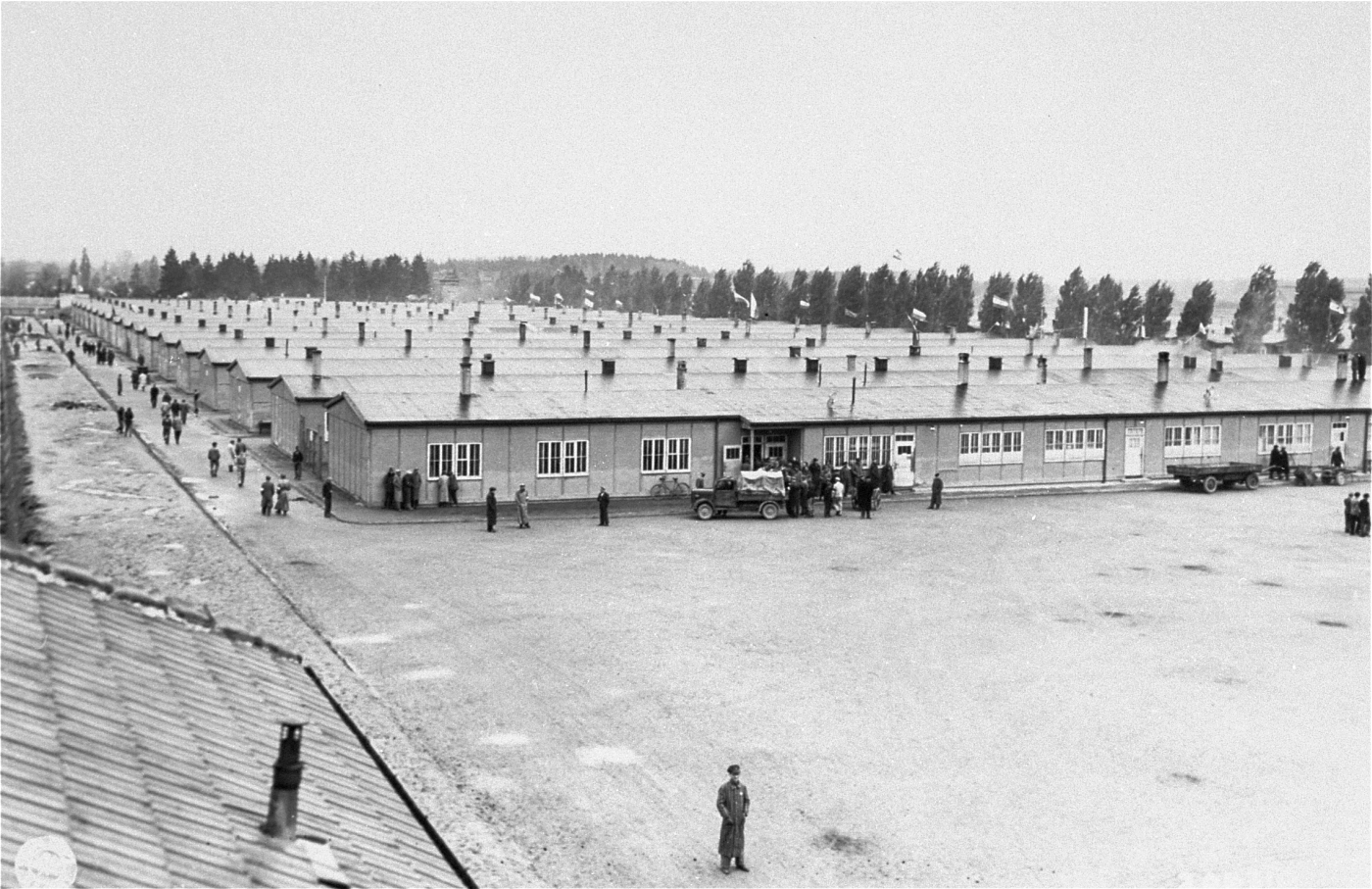
Barracones de prisioneros en el campo de concentración de Dachau, donde los nazis establecieron un barracón dedicado a los clérigos que se les oponían en 1940. Un 95 % de los internos eran clérigos católicos, principalmente polacos. Más de 400 sacerdotes alemanes fueron enviados a dicho campo.

En diciembre de 1935, Wilhelm Braun, un teólogo católico de Múnich, se convirtió en el primer teólogo católico encarcelado en Dachau. La anexión de Austria hizo aumentar los clérigos reclusos. Berben escribió: «El comandante en aquella época, Hans Loritz, los perseguía con feroz odio y, por desgracia, encontró algunos prisioneros para ayudar a los guardias en su siniestro trabajo». A pesar de la hostilidad de las SS a la observancia religiosa, la Santa Sede y los obispos alemanes presionaron con éxito al gobierno para concentrar el clero en un campo y obtuvieron el permiso para construir una capilla, para que los sacerdotes vivieran comunalmente y se les asignara tiempo para la actividad religiosa e intelectual. A partir de diciembre de 1940, los sacerdotes se reunieron en los Bloques 26, 28 y 30, aunque únicamente fue temporal. El 26 se convirtió en el bloque internacional y el 28 estuvo reservado a los polacos, el grupo más numeroso. Las condiciones variaban para los prisioneros en el campamento. Los nazis introdujeron una jerarquía racial, manteniendo los polacos en condiciones severas, mientras que favorecieron a los sacerdotes alemanes. Muchos sacerdotes polacos simplemente murieron de frío, al no recibir ropa suficiente. Numerosos fueron escogidos para ser sometidos a los experimentos médicos nazis. En noviembre de 1942. El Dr. Schilling utilizó 120 para experimentos sobre la malaria entre julio de 1942 y mayo de 1944. Varios polacos murieron a través de los «trenes no válidos» enviados fuera del campo, otros fueron liquidados en el campo y se otorgaron certificados falsos de fallecimiento. Algunos murieron a causa de los castigos crueles por delitos menores, fueron golpeados hasta la muerte o trabajaron hasta el agotamiento. La actividad religiosa fuera de la capilla estaba totalmente prohibida, y los sacerdotes tenían que confesar y repartir la Eucaristía entre otros presos en secreto.
En medio de la persecución nazi de los católicos tiroleses, el beato Otto Neururer, un párroco fue enviado a Dachau por «calumnias en detrimento del matrimonio alemán», después de haber aconsejado en contra a una chica casarse con la amiga de un oficial superior nazi. Fue ejecutado cruelmente a Buchenwald en 1940 cuando iba a realizar un bautizo allí. Fue el primer sacerdote asesinado en los campos de concentración. El beato Bernhard Lichtenberg murió en camino hacia Dachau en 1943. En diciembre de 1944, el beato Karl Leisner, un diácono de Munster que se estaba muriendo de tuberculosis, recibió su ordenación en Dachau, su compañero prisionero Gabriel Piguet, el obispo de Clermont-Ferrand presidió la ceremonia secreta. Leisner murió poco después de la liberación del campo. Después de la guerra, en conmemoración, se erigió en Dachau la Capilla de Agonía Mortal de Cristo y un convento carmelita.
El Barracón de sacerdotes de Dachau: estadísticas según las principales nacionalidades
| Nacionalidad   | Número total | Total de católicos | Total informados | Total transferidos | Total liberados el 29 de abril de 1945 | Total muertos |
| -------------- | ------------ | ------------------ | ---------------- | ------------------ | -------------------------------------- | ------------- |
| Polonia        | 1780         | 1748               | 78               | 4                  | 830                                    | 868           |
| Alemania       | 447          | 411                | 208              | 100                | 45                                     | 94            |
| Francia        | 156          | 153                | 5                | 4                  | 137                                    | 10            |
| Checoslovaquia | 109          | 93                 | 1                | 10                 | 74                                     | 24            |
| Países Bajos   | 63           | 39                 | 10               | 0                  | 36                                     | 17            |
| Yugoslavia     | 50           | 35                 | 2                | 6                  | 38                                     | 4             |
| Bélgica        | 46           | 46                 | 1                | 3                  | 33                                     | 9             |
| Italia         | 28           | 28                 | 0                | 1                  | 26                                     | 1             |
| Luxemburgo     | 16           | 16                 | 2                | 0                  | 8                                      | 6             |
| Total          | 2720         | 2579               | 314              | 132                | 1240                                   | 1034          |

#### Católicos en la Resistencia alemana
La resistencia alemana a Hitler estaba formada por varios pequeños grupos de oposición e individuos, en diferentes etapas, para tramar o intentar derribar a Hitler. Estaban motivados por factores como el maltrato de los judíos, el acoso de las iglesias y las duras acciones de Himmler y la Gestapo. La moral cristiana y las políticas antieclesiásticas de los nazis fueron un factor motivador que impulsaba muchas resistencias alemanas aportando ímpetu a la «revuelta moral» de los individuos. Ni las iglesias católicas ni las iglesias protestantes como instituciones estaban dispuestas a moverse para hacer una oposición abierta contra el estado. Sin embargo, Wolf cita eventos como el Atentado del 20 de julio de 1944 que habría sido «inconcebible sin el apoyo espiritual de la resistencia de la Iglesia». Para muchos de los católicos comprometidos en la Resistencia alemana -incluyendo el provincial jesuita de Baviera, Augustin Rösch, los sindicalistas católicos Jakob Kaiser, Bernhard Letterhaus y la cabeza del complot de julio, Claus von Stauffenberg, «motivos religiosos y la determinación de resistir parecía haberse desarrollado a la vez». Entre finales de 1939 y principios de 1940, con la invasión de Polonia, aunque Francia y los Países Bajos todavía no fueron atacados, la Resistencia militar alemana pronto buscó la ayuda del papa para preparar un golpe de Estado. El coronel Hans Oster del Abwehr envió un abogado y devoto católico, Josef Müller, en un viaje clandestino a Roma para buscar ayuda papal en la trama. La Santa Sede consideró que Müller era un representante del coronel-general Ludwig Beck y aceptó ofrecer la maquinaria para la mediación. El papa, comunicándose con el británico Francis de Arcy Osborne, canalizó las comunicaciones en secreto. El gobierno británico no se comprometió. Las rápidas victorias de Hitler sobre los Países Bajos y Francia desinflaron la voluntad de los ejércitos alemanes de resistirse. Muller fue arrestado en la primera incursión en la Inteligencia Militar en 1943. Pasó el resto de la guerra en los campos de concentración, terminando en Dachau. Pío XII mantuvo el contacto con la Resistencia alemana y continuó presionando por la paz.

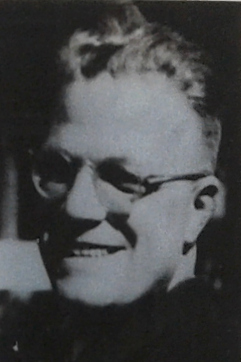
El padre jesuita Alfred Delp un miembro influyente del círculo Kreisau y un líder intelectual de la resistencia alemana. Fue ejecuta en febrero del año 1945.

Los antiguos guardianes nacionales conservadores alineados con Carl Friedrich Goerdeler rompieron con Hitler a mediados de los años treinta. Según Kershaw, «despreciaban la barbarie del régimen nazi, pero tenían ganas de restablecer el estatus de Alemania como una potencia importante (…)». Esencialmente autoritarios, favorecieron la monarquía y los derechos electorales limitados «apoyándose en los valores de la familia cristiana». Laurentius Siemer, provincial de la provincia dominicana de Teutonia, habló con círculos de resistencia sobre el tema de la enseñanza social católica como punto de partida para la reconstrucción de Alemania, y trabajó con Carl Goerdeler y otros en planificar una Alemania después del golpe. Tras el fracaso del complot de julio de 1944 para asesinar a Hitler, Siemer evadió la captura de la Gestapo en el monasterio de Oldenberg y se escondió hasta el final de la guerra, quedando así uno de los pocos conspiradores que pudieron sobrevivir a la purga. Un grupo más joven, llamado «Círculo Kreisau» por la Gestapo, no miraron en la inspiración del imperialismo alemán. Aunque era multi-confesional, tenía una orientación fuertemente cristiana, y buscaba un resurgimiento cristiano general y despertar la conciencia del trascendental. Su perspectiva se basó tanto en la tradición romántica e idealista alemana como en la doctrina católica de la ley natural. Tenía alrededor de veinte miembros. Entre la pertenencia central del círculo estaban los padres jesuitas Augustin Rösch, Alfred Delp y Lothar König. El obispo von Preysing también tuvo contacto con el grupo. Según Gill, «el papel de Delp era dar a conocer a Moltke las posibilidades de la comunidad católica de apoyar una nueva Alemania de posguerra». Rösch y Delp también exploraron las posibilidades de un terreno común entre sindicatos cristianos y socialistas. Lothar König se convirtió en un intermediario importante entre el Círculo y los obispos Conrad Grober de Freiberg y Presiding de Berlín. El grupo Kreisau combinó, nociones conservadoras de reforma con cepas socialistas; simbiosis expresada por la noción de «socialismo personal» de Alfred Delp. El grupo rechazó los modelos occidentales, pero quería «asociar valores conservadores y socialistas, la aristocracia y los trabajadores, en una nueva síntesis democrática que incluiría las iglesias». En Die Dritte Idee ("La tercera idea"), Delp expuso la noción de una tercera vía que, a diferencia del comunismo y el capitalismo, podría restaurar la unidad de la persona y la sociedad. El Círculo presionó un golpe de Estado contra Hitler, pero sin estar armado, dependió de la persuasión de las figuras militares que actuaran.

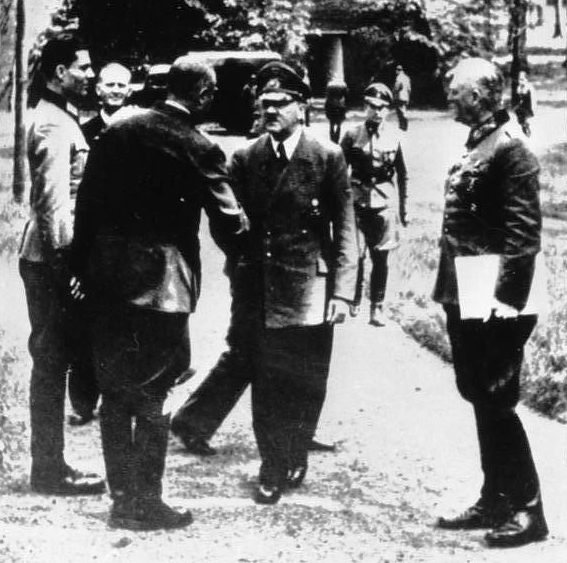
El conde bavarés Claus von Stauffenberg, un nacionalista conservador católico, fue influenciado en particular por la opresión de Hitler sobre la Iglesia, y lideró el intento de asesinato de Hitler del 20 de julio de 1944, conocido como la Operación Valkiria. En la foto, Stauffenberg (a la izquierda, de perfil), Hitler (centro) y el mariscal Wilhelm Keitel (a la derecha, de perfil), cinco días antes del atentado.

El trabajador activista cristiano y político del Partido del Centro fray Otto Müller estuvo entre los que argumentaron por una línea firme de los obispos alemanes contra las violaciones legales de los nazis. En contacto con la oposición militar alemana antes del estallido de la guerra, más tarde permitió a las figuras individuales de oposición al uso de la Ketteler-Haus en Colonia para sus discusiones y participó con los miembros del complot de julio Jakob Kaiser, Nikolaus Groß y Bernhard Letterhaus en la planificación de la Alemania después de los nazis. Tras el fracaso del complot de julio, la Gestapo arrestó a Müller, que fue encarcelado en el Hospital de la Policía de Berlín, donde murió.
Los grupos más pequeños se vieron fuertemente influidos por la moral cristiana. El grupo de resistencia estudiantil de la Rosa Blanca se inspiró en parte en los homilías antieutanasia de August von Galen, al igual que los mártires de Lübeck. A partir de 1942, la Rosa Blanca publicó folletos para influenciar las personas contra el nazismo y el militarismo. Criticaron la naturaleza «anticristiana» y «antisocial» de la guerra. Los líderes del grupo fueron capturados y ejecutados en 1943. Sacerdotes de parroquia como los mártires de Lübeck (Johannes Prassek , Eduard Müllery Hermann Lange) y el pastor luterano Karl Friedrich Stellbrink también participaron en la resistencia localizada. Compartían la desaprobación de los nazis y los cuatro sacerdotes hablaban públicamente contra los nazis; inicialmente, distribuyendo discretamente folletos a amigos y parroquianos. Repartieron también información de la radio británica y de folletos con los sermones del obispo von Galen. Fueron arrestados en 1942 y ejecutados.

#### El complot de julio

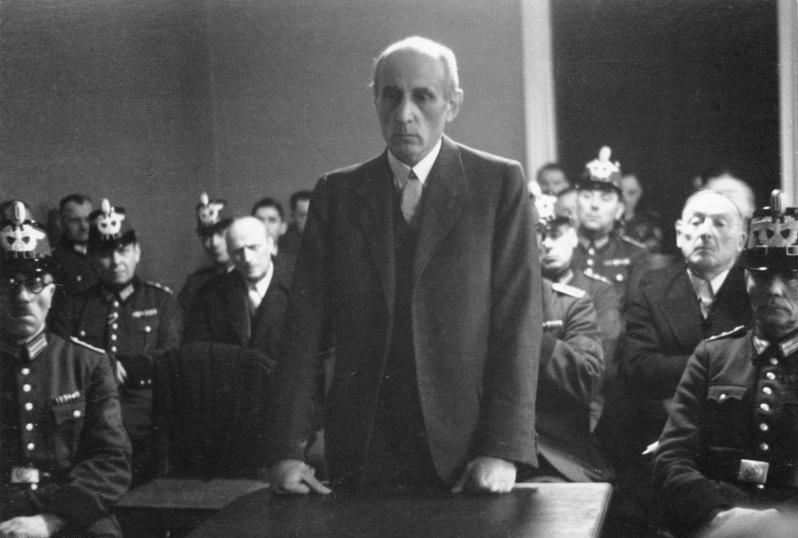
El político católico Eugen Bolz en el Tribunal Popular. Presidente de Württemberg en 1933, fue depuesto por los nazis. Posteriormente arrestado por su papel en el complot del 20 de julio para derribar a Hitler y fue decapitado en enero de 1945.

El 20 de julio de 1944, se hizo un intento para asesinar a Adolf Hitler, dentro de su cuartel general de campaña en Prusia Oriental. La trama de julio fue la culminación de los esfuerzos de varios grupos en la resistencia alemana para derrocar el gobierno alemán dirigido por los nazis. Durante los interrogatorios, o sus juicios espectáculos, varios conspiradores citan el asalto nazi a las iglesias como uno de los factores motivadores de su participación, el clérigo protestante Eugen Gerstenmaier dijo que la clave de toda la resistencia derivó del mal de Hitler y el «deber cristiano» para combatirlo. El líder de la trama, el noble católico Claus von Stauffenberg, inicialmente veía favorable la llegada de los nazis al poder, pero llegó a oponerse a causa de la persecución de los judíos y la opresión de la iglesia. Dirigió la trama del 20 de julio (Operación Valquiria ) para asesinar a Hitler. En 1943 se unió a la resistencia y comenzó a planificar el asesinato y el golpe de Estado fallidos de Valquiria, en la que colocar personalmente una bomba de tiempo bajo la mesa de conferencias de Hitler. El asesinato de Hitler absolvería del ejército alemán del desacuerdo moral de romper su juramento al Führer. Ante la cuestión moral y teológica del tiranicidio, Stauffenberg se confirió con el obispo Konrad von Preysingy y encontró la afirmación al catolicismo temprano, y a través de Lutero.  El gabinete que debía reemplazar el gobierno nazi incluía a los políticos católicos Eugen Bolz, Bernhard Letterhaus, Andreas Hermes y Josef Wirmer. Wirmer era miembro de la izquierda del Partido de Centro, había trabajado para forjar vínculos entre la resistencia civil y los sindicatos y era un confidente de Jakob Kaiser, líder del movimiento sindical cristiano, que Hitler había prohibido después de asumir el cargo.  Lettehaus también era líder sindical. Como capitán en el Oberkommando der Wehrmacht («Alto Mando de la Wehrmacht»), había recogido información y se convirtió en un miembro líder de la resistencia. La «Declaración de gobierno» que se emitió después del golpe de Estado el 20 de julio de 1944 apela inequívocamente a las sensibilidades cristianas: Tras el fracaso de la trama, Stauffenberg fue fusilado, el círculo de Kreisau se disolvió y Moltke, Yorck y Delp, entre otros, fueron ejecutados.

Se restaurará la libertad de espíritu, conciencia, fe y opinión rota. Las iglesias volverán a recibir el derecho de trabajar por sus confesiones. En el futuro existiera separado del estado (…) El trabajo del estado debe ser inspirado, tanto en palabra como en escritura por la perspectiva cristiana (…)
Transmisión de gobierno prevista de los conspiradores del complot de julio de 1944.

### Adaptación católica al nazismo

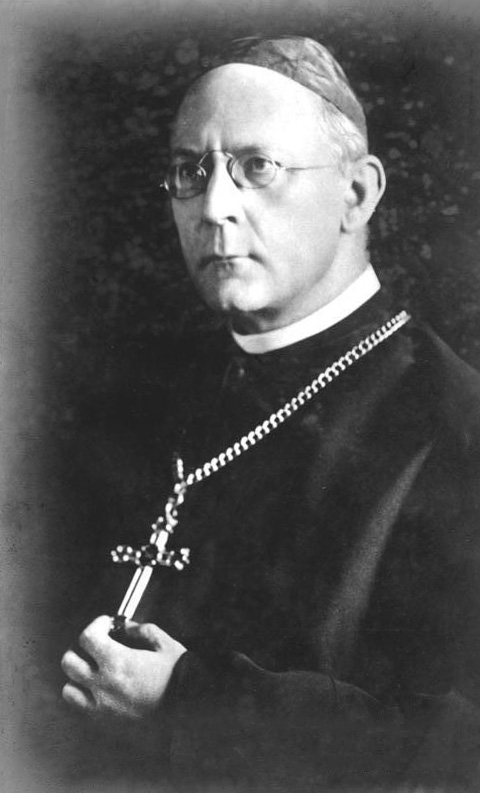
El cardenal Adolf Bertram, cabeza ex officio de la Iglesia alemana entre 1920 y 1945. Generalmente favoreció una política de no confrontación desde la Iglesia hacia el gobierno nazi.

Kershaw escribió que mientras «la detestación del nazismo era abrumadora dentro de la Iglesia católica», no impidió que los líderes de la Iglesia aprobaran áreas de política gubernamental, en particular, donde el nazismo «se fusionaba con las aspiraciones nacionales», como el apoyo a la política exterior «patriótica» u objetivos de guerra, obediencia a la autoridad estatal —donde esto no contravenía la ley divina—; y la destrucción del marxismo ateo y del bolchevismo soviético. El antijudaísmo cristiano tradicional era «sin baluarte» contra el antisemitismo biológico nazi. Sobre estas cuestiones «las iglesias como instituciones cayeron en motivos inciertos», y la oposición se dejó en general a esfuerzos fragmentados y en gran parte individualizados. Según Shirer, la jerarquía católica en Alemania intentó cooperar con el gobierno nazi, pero en 1937 se había decepcionado. Por tanto, se publicó Mit brennender Sorge, que esbozaba las transgresiones nazis. Pocos alemanes ordinarios, escribieron Shirer, se detuvieron a reflexionar sobre la intención de los nazis de destruir el cristianismo en Alemania.
Según el Dr. Harry Schnitker, en Los sacerdotes de Hitler de Kevin Spicer encontraron alrededor del 0,5 % de los sacerdotes alemanes (138 de 42 000, entre ellos austríacos) que podrían considerarse nazis. Uno de estos sacerdotes fue Karl Eschweiler, un oponente de la República de Weimar, suspendido de sus deberes sacerdotales por el cardenal Pacelli (futuro Pío XII) por escribir panfletos nazis en apoyo de la eugenesia. El cardenal Bertram, cabeza ex oficio de los obispos alemanes, envió felicitaciones de cumpleaños de Hitler en 1939 en nombre de todos los obispos católicos alemanes, un acto que enojo al obispo Konrad von Preysing. Bertram fue el abogado principal de la acomodación y el líder de la iglesia alemana, una combinación que no gustaba a otros oponentes del nazismo.
En 1943, Grober expresó la opinión de que los obispos deberían mantenerse fieles a la «gente querida y la patria», a pesar de los abusos del Reichskonkordat. Sin embargo, Gröber se encontraba entre los que había en la jerarquía de Alemania, que llegaron a articular y apoyar la resistencia a los nazis. Protestó contra la persecución religiosa de los católicos en Alemania. Apoyó al trabajador de la Oficina para el Alivio de la guerra religiosa Gertrud Luckner, de la resistencia alemana ( Kirchliche Kriegshilfsstelle), bajo los auspicios de la agencia de ayuda católica, Cáritas. La oficina se convirtió en el instrumento a través del cual los católicos de Freiburg ayudaron a perseguir racialmente «no-arios» (judíos y cristianos). Luckner utilizó fondos recibidos del arzobispo para ayudar a los judíos. Después de la guerra, Gröber dijo que se había opuesto tanto a los nazis que estos planeaban crucificarlo en la puerta de la catedral de Friburgo. Mary Fulbrook escribió que cuando la política invadió a la iglesia, los católicos estaban dispuestos a resistir, pero el registro era irregular y desigual con notables excepciones, «parece que, para muchos alemanes, la adhesión a la fe cristiana fue compatible con menos consentimiento pasivo, si no apoyo activo, a la dictadura nazi».
Hamerow caracteriza el enfoque de resistencia del clero superior católico como August von Galen de Münster como «tratando de influir en el Tercer Reich desde dentro». Mientras que algunos clérigos se negaron a fingir el apoyo del gobierno en el conflicto de la Iglesia con el estado sobre la autonomía eclesiástica, la jerarquía católica adoptó una estrategia de «aparente aceptación del Tercer Reich», al ceder sus críticas motivadas únicamente por el deseo de «señalan errores que algunos de sus seguidores excesivos cometieron» para fortalecer el gobierno. Griech-Polelle escribió que Galen había argumentado que los buenos católicos podrían apoyar un gobierno cuyo objetivo era destruir una conspiración judeo-bolchevique. Cuando Galen entregó sus famosas denuncias de 1941 de la eutanasia nazi y la anarquía de la Gestapo, también dijo que la Iglesia nunca había buscado el derrocamiento del gobierno.

## El papado y la Alemania nazi

### El papado de Pío XI

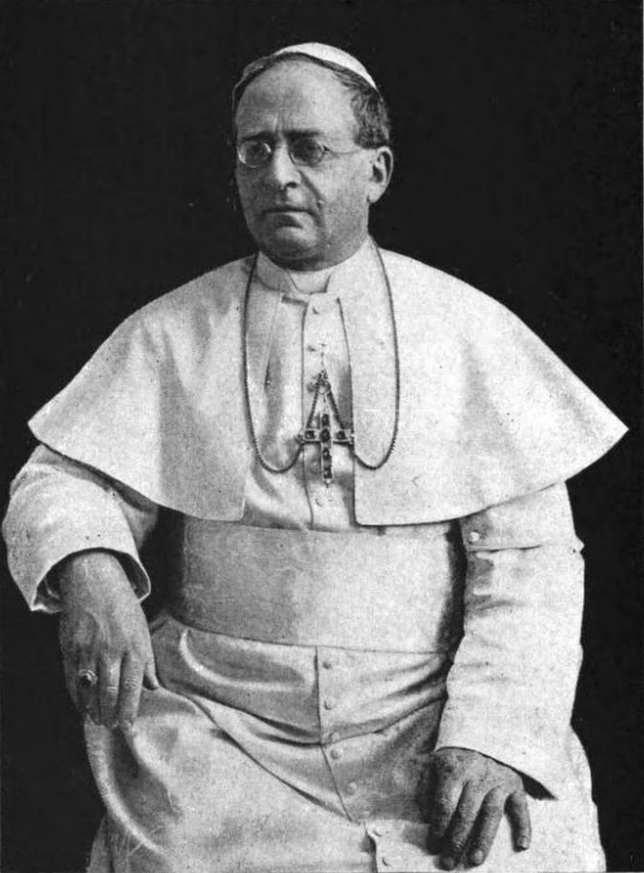
El papa Pío XI, que publicó la encíclica antinazi Mit brennender Sorge en 1937. Fue en parte redactada por su sucesor, el cardenal Eugenio Pacelli.

El pontificado de Pío XI coincidió con las primeras consecuencias de la Primera Guerra Mundial. Las antiguas monarquías europeas habían sido mayoritariamente arrasadas y se formó un orden nuevo y precario en todo el continente. Al este surgió la Unión Soviética. En Italia, Benito Mussolini se hizo cargo del poder, mientras que en Alemania, la frágil República de Weimar se hundió con la toma de poder nazi.

#### Diplomacia
El principal enfoque diplomático de Pío XI fue celebrar concordatos. Concluyó dieciocho de estos tratados durante el curso de su pontificado. Sin embargo, escribió Hebblethwaite, estos concordatos no se demostraron «duraderos ni meritorios» y «fracasaron completamente en su objetivo de salvaguardar los derechos institucionales de la Iglesia "porque" Europa estaba entrando en un período en el que estos acuerdos se consideraban simples trozos de papel». En 1929, firmó el tratado de Letrán y un concordato con Italia, confirmando la existencia del estado independiente de la Ciudad del Vaticano, a cambio del reconocimiento del Reino de Italia y un compromiso para que el papado fuera neutral en los conflictos mundiales. En el artículo 24 del Concordato, el papado se comprometió a «permanecer fuera de conflictos temporales, salvo que las partes interesadas apelaran conjuntamente a la misión de pacificación de la Santa Sede».
En 1933, Pío XI firmó el "concordato del Reich" con Alemania, con la esperanza de proteger los derechos de los católicos bajo el gobierno nazi. El tratado era una extensión de los concordados existentes ya firmados con Prusia y Baviera, pero según escribió Hebblethwaite, parecía «más como una rendición que cualquier otra cosa: implicaba el suicidio del Partido del Centro (…)». La persecución de la Iglesia católica en Alemania se inició apenas los nazis tomaron el poder. La Santa Sede estaba ansiosa de concluir el concordato con el nuevo gobierno, a pesar de los ataques en curso. Las violaciones nazis del acuerdo comenzaron casi tan pronto como se había firmado. Entre 1933 y 1936, el papa escribió varias protestas contra los nazis, mientras que su actitud ante la Italia de Mussolini cambió dramáticamente en 1938, después de que las políticas nazis fueron adoptadas en Italia. El cardenal Eugenio Pacelli (futuro Pío XII) fue el cardenal secretario de Estado de Pío XI, y en virtud del cargo hizo unas 55 protestas contra las políticas nazis, incluyendo su «ideología de la raza». Durante este período se produjo en Inglaterra un resurgimiento de interés por la noción de la cristiandad que, se esperaba, serviría como contraposición al fascismo y al comunismo. G. K. Chesterton había escrito y hablado sobre el tema y fue nombrado caballero de San Gregorio por la Santa Sede en 1934.

#### Encíclicas
Pío XI observó el levantamiento del totalitarismo con alarma y publicó tres encíclicas papales que desafiaban los nuevos credos: Non abbiamo bisogno contra el fascismo italiano en 1931; Mit brennender Sorge contra el nazismo en 1937; y Divini Redemptoris contra los comunistas ateos, también en 1937. También cuestionó el nacionalismo extremista del movimiento del Acción Francaise y el antisemitismo en los Estados Unidos.  A Non abbiamo Bisogno condenaba el «culto pagano del Estado» a un fascismo italiano y la «revolución que arrasa los jóvenes de la Iglesia y de Jesucristo, y que inculca en sus propios jóvenes el odio, la violencia y la irreverencia». En el año 1936, con la Iglesia en Alemania, con clara persecución, Italia y Alemania acordaron el Eje Berlín-Roma. A principios de 1937, la jerarquía de la iglesia en Alemania, que inicialmente había intentado cooperar con el nuevo gobierno, se había decepcionado.  El cardenal Michael von Faulhaber redactó la respuesta de la Santa Sede en enero de 1937, y en marzo, Pío XI publicó la encíclica Mit brennender Sorge. Allí acusaba el gobierno nazi de las violaciones del concordato de 1933 y, además, estaba sembrando las «tumbas de sospecha, discordia, odio, calumnia, de hostilidad secreta y abierta hacia Cristo y su Iglesia». El papa señaló en el horizonte las el nubarrón que presagia luchas religiosas desgarradoras, y encomendó al jesuita estadounidense John Lafarge que preparara un borrador para una encíclica, Humani generis unitas, demostrando la incompatibilidad del catolicismo y el racismo. Sin embargo, el pontífice no publicó la encíclica propuesta antes de su muerte, tampoco lo hizo su sucesor Pío XII, temiendo que podía ser antagonista de Italia y Alemania, en un momento que esperaba que pudiera ser un actor por la paz imparcial.

#### Antisemitismo nazi
Desde los primeros días del ascenso de los nazi en Alemania, la Santa Sede tomó medidas diplomáticas para intentar defender los judíos de Alemania. En la primavera de 1933, el papa Pío XI instó a Mussolini a pedir a Hitler que frenara las acciones antisemitas que se producían en Alemania. Pío XI afirmó a un grupo de peregrinos belgas que la antisemitismo es incompatible con el cristianismo:

Nótese bien que en la misa católica, Abraham es nuestro Patriarca y antepasado. El antisemitismo es incompatible con el pensamiento elevado que ese hecho expresa. Es un movimiento con el que los cristianos no podemos tener nada que ver. No, no, os digo es imposible que un cristiano participe en el antisemitismo. Es inadmisible. A través de Cristo y en Cristo somos la descendencia espiritual de Abraham. Espiritualmente somos todos semitas.
Papa Pío XI, septiembre de 1938.

A medida que el nuevo gobierno nazi comenzó a instigar su programa de antisemitismo, el papa Pío XI, a través de Pacelli, ordenó al nuncio papal en Berlín, Cesare Orsenigo, que «examinara si y cómo podría ser posible involucrarse en su ayuda». Orsenigo demostró ser un pobre instrumento en este sentido, más preocupado por las políticas antieclesiásticas de los nazis y por su efectividad contra los católicos alemanes, que por tomar medidas para ayudar a los judíos alemanes. El cardenal Innitzer lo calificó de tímido e ineficaz en cuanto al empeoramiento de la situación del judaísmo alemán. Apareciendo ante 250 000 peregrinos en el Santuario de Lourdes en abril de 1935, el cardenal Pacelli dijo: 

[Los nazis] son, en realidad, plagios miserables que visten antiguos errores con nuevo oropel. No hay ninguna diferencia si ondean las pancartas de la revolución social, ya sean guiadas por una falsa concepción del mundo y de la vida, o si están poseídas por la superstición de una raza y un culto de sangre.
Cardenal secretario de Estado Eugenio Pacelli, Lourdes, abril de 1935.

En 1936, el nuncio Orsenigo pidió al cardenal Secretario de Estado Pacelli que le diera instrucciones sobre una invitación de Hitler para asistir a una reunión del partido nazi en Núremberg, junto con el cuerpo diplomático. Pacelli respondió: «El Santo Padre cree que es preferible que se abstenga, tomando unos días de vacaciones». En 1937, Orsenigo fue invitado junto con el cuerpo diplomático a una recepción para el cumpleaños de Hitler. Orsenigo volvió a preguntar si debía asistir. La respuesta de Pacelli fue: «El papa piensa que no. También por la posición de esta Embajada, él cree que es preferible en la situación actual si su Excelencia se abstiene de participar en manifestaciones de homenaje al Lord Canciller». Durante la visita de Hitler a Roma en 1938, Pío XI y Pacelli evitaron reunirse con él marchando de Roma un mes antes para la residencia papal de verano de Castel Gandolfo. El Vaticano estuvo cerrado, y a los sacerdotes y religiosos que se quedaron en Roma se dijo que no participaran en las fiestas y celebraciones que rodearan la visita de Hitler. En la fiesta de la Santa Cruz, Pío XI dijo desde Castel Gandolfo: «Me entristece que hoy en Roma la cruz que es venerada no es la Cruz de nuestro Salvador».

### El papado de Pío XII

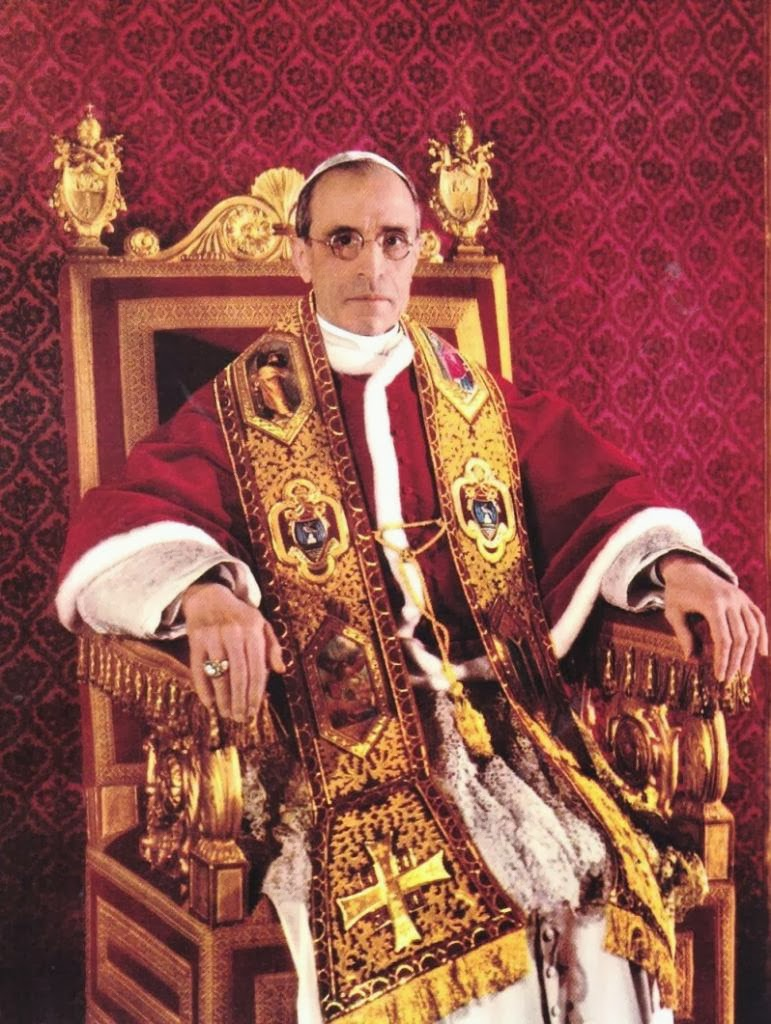
El papa Pío XII actuó en secreto como intermediario entre la Resistencia alemana y los Aliados, durante los preparativos del atentado del 20 de julio de 1944.

Eugenio Pacelli fue elegido para suceder al papa Pío XI en el cónclave papal de marzo de 1939. Tomando el nombre de su predecesor como signo de continuidad, se convirtió en Pío XII. En el momento de la guerra, intentó actuar como agente de paz. Tal como la Santa Sede había hecho durante el pontificado de Benedicto XV (1914 - 1922) durante la Primera Guerra Mundial, bajo Pío XII (1939 - 1958), se persiguió una política de neutralidad diplomática durante la Segunda Guerra Mundial. Al igual que hizo Benedicto XV, Pío XII calificó su posición como «imparcial», en lugar de «neutral». Diplomático prudente, no nombró explícitamente los nazis en sus condenas de guerra contra el racismo y el genocidio, sino que intervino para salvar la vida de miles de judíos a través de acogerlos en instituciones eclesiásticas y ordenó que su iglesia ofreciera ayuda discreta. Tras su muerte en 1958, fue elogiado por los líderes mundiales y los grupos judíos por sus acciones durante la guerra, pero en no condenar específicamente lo que más adelante se denominó Holocausto, se ha convertido en una cuestión de controversia.
Las relaciones de Pío XII con las Potencias del Eje y las fuerzas aliadas podrían haber sido imparciales, y sus políticas eran tenidas con un anticomunismo intransigente, pero a principios de la guerra compartió con la inteligencia de los Aliados sobre la resistencia alemana y planeó la invasión de los Países Bajos, así como presionar a Mussolini a permanecer neutral.
Con la invasión de Polonia, pero Francia y los Países Bajos aún sin haber sido atacados, Pío XII continuó esperando una paz negociada para evitar la propagación del conflicto. El mismo presidente de Estados Unidos, Franklin D. Roosevelt, volvió a establecer relaciones diplomáticas con la Santa Sede después de un impasse de setenta años enviando a Myron C. Taylor como su representante personal. El papa dio la bienvenida calurosa al enviado de Roosevelt. Taylor instó a Pío XII a condenar explícitamente las atrocidades nazis. En cambio, el pontífice habló contra los «malos de la guerra moderna», pero no fue más lejos. Esto puede haber sido por temor a las represalias nazis experimentadas anteriormente con la emisión de la encíclica Mit brennender Sorge en 1937.
Pío XII permitió a las jerarquías nacionales evaluar y responder a sus situaciones locales y utilizó Radio Vaticano para promover la ayuda a miles de refugiados de guerra y salvó más miles de vidas ordenando a la Iglesia que proporcionara ayuda discreta a los judíos. Con sus confidentes, Hitler despreció al papa, describiéndolo como un chantajista que restringía a Mussolini y filtraba la correspondencia alemana confidencial en el mundo. Por la oposición de la Iglesia, prometió hacerlos «pagar hasta el final» tras la conclusión de la guerra.

#### Inicios del pontificado

##### Oposición nazi a la elección de Pacelli
Las autoridades nazis rechazaron la elección de Pacelli como papa. El historiador británico del holocausto Martin Gilbert escribió: «Por tanto, las críticas de Pacelli sobre el hecho de que el gobierno de Hitler presionara contra él, intentaban impedir que se convirtiera en el sucesor de Pío XI. Cuando se convirtió en papa, como Pío XII, en marzo de 1939, la Alemania nazi fue el único gobierno que no envió un representante a su coronación». Joseph Goebbels señaló en su diario, el 4 de marzo de 1939, que Hitler estaba considerando si renunciar al Concordato con Roma a la luz de la elección de Pacelli como papa, y añadió: «Esto seguramente sucederá cuando Pacelli emprenda su primer acto hostil».
Joseph Licht escribió: «Pacelli, evidentemente, había establecido claramente su posición, para que los gobiernos fascistas de Italia y Alemania se pronunciaran con fuerza contra la posibilidad de que fuera elegido para que sucediera a Pío XI en marzo de 1939, aunque el cardenal secretario de estado había servido de nuncio papal en Alemania desde 1917 hasta 1929». al día siguiente de la elección de Pacelli, el Morgenpost de Berlín dijo: «la elección del cardenal Pacelli no se acepta con agrado en Alemania, porque siempre se opuso al nazismo y prácticamente determinó las políticas del Vaticano de su predecesor». Der Angriff, el diario portavoz del órgano del Partido Nacionalsocialista Obrero Alemán (NDSAP), advirtió que las políticas de Pío XII conducirían a una «cruzada contra los estados totalitarios». Según Karol Jozef Gajewski, el Das Schwarze Korps, el diario de las SS, anteriormente había etiquetado a Pacelli como «co-conspirador con judíos y comunistas contra el nazismo» y denunció su elección como «el principal maestro de los cristianos, jefe de la empresa de Judá-Roma».

##### Primeros esfuerzos diplomáticos
Pío XII seleccionó al cardenal Luigi Maglione como su secretario de estado y retuvo a Domenico Tardini y Giovanni Montini (futuro Pablo VI) como subsecretarios de Estado. Según Hebblethwaite, Maglione era prodemocracia y antidictadura, «detestaba Hitler y pensaba que Mussolini era un payaso», pero el papa, en gran parte diplomático de carrera, reservaba los asuntos diplomáticos para él mismo. El nuevo papa esperaba detener la guerra de Hitler, e inauguró su reinado con un mensaje de paz en Alemania, y el día después de que Hitler y Stalin firmaran su pacto secreto, Sellando el destino de Polonia, el papa pronunció un recurso de apelación para la paz el 24 de agosto: 

Les hablo a todos ustedes, líderes de las naciones, en nombre de Dios (…) dejen de lado las amenazas y las acusaciones (…) Es por la fuerza de la razón y no por la fuerza de las armas que la justicia avanza. Los imperios no fundados en la justicia no son bendecidos por Dios. La política inmoral no es una política de éxito».
Papa Pío XII, 24 de agosto de 1939.

##### Encíclica oculta
Algunos historiadores han argumentado que, en noviembre de 1938, Pacelli, como secretario de estado, disuadió al papa Pío XI para que condenara la Kristallnacht, cuando fue informado por parte del nuncio papal en Berlín. Del mismo modo, el proyecto de la encíclica Humani generis unitas ( "Sobre la Unidad de la Sociedad Humana"), que estaba preparada en septiembre de 1938, fue, según las dos editores del proyecto de texto, y de otras fuentes, no enviado al Vaticano por el general jesuita Wlodimir Ledóchowski. El 28 de enero de 1939, once días antes de la muerte de Pío XI, un Gundlach decepcionado informó al autor, LaFarge, «No puede continuar así. El texto no se ha enviado al Vaticano». Había hablado con el asistente norteamericano del padre general, que se comprometió a examinar la cuestión en diciembre de 1938, pero no informó nada. Contenía una condena abierta y clara del colonialismo, el racismo y el antisemitismo. Algunos historiadores han argumentado que Pacelli supo de su existencia después de la muerte de Pío XI y no la promulgó como papa. Sin embargo, hizo uso de algunas partes en su encíclica inaugural Summi Pontificatus, que tituló Sobre la Unidad de la Sociedad Humana.

#### El estallido de la guerra:Summi Pontificatus
El papa Pío XII trató de presionar a los líderes mundiales para evitar el estallido de la Segunda Guerra Mundial, hasta el último día de paz. El 24 de agosto de 1939, hizo una trasmisión pública apelando a la paz; y el 31 de agosto, el último día antes del comienzo de la guerra, el papa escribió a los gobiernos de Alemania, Polonia, Italia, Gran Bretaña y Francia, diciendo que no podía abandonar la esperanza en las negociaciones pendientes que podrían llevar a «una solución pacífica», y pidió a los alemanes y polacos «en nombre de Dios» para evitar «cualquier incidente» y para los británicos, franceses e italianos que apoyen su llamamiento. Las negociaciones pendientes resultaron ser un simple truco de propaganda nazi ya que, al día siguiente, Hitler invadió Polonia.
Summi Pontificatus, publicada el 20 de octubre de 1939, fue la primera encíclica papal de Pío XII, y estableció algunos de los temas del comienzo de su pontificado. En el lenguaje diplomático, apoyó la resistencia católica y manifestó su desaprobación de la guerra, el racismo, el antisemitismo, la invasión de Polonia y las persecuciones contra la Iglesia. Con Italia todavía sin aliarse con Hitler, la población fue invitada a permanecer fiel a la Iglesia. El papa evitó acusar a Hitler y Stalin, estableciendo el tono público «imparcial» que los críticos han utilizado contra él en posteriores evaluaciones de su pontificado: «Una declaración completa de la postura doctrinal que se toma ante los errores de hoy, si es necesario, puede soltarlo en otro momento, a menos que haya perturbaciones por acontecimientos externos calamitosos, de momento nos limitaremos a algunas observaciones fundamentales».
El papa escribió sobre los «movimientos anticristianos» que habían provocado unos «desastres lacerantes» y pidió amor, piedad y compasión contra el «diluvio de la discordia». Siguiendo temas tratados en Non abbiamo bisogno (1931); Mit brennender Sorge (1937) y Divini Redemptoris (1937), Pío XII escribió sobre la necesidad de devolver a la Iglesia aquellos que seguían una «falsa norma (…) engañados por error, pasión, tentación y el prejuicio de quienes se han desviado lejos de la fe en el verdadero Dios». Escribió sobre «cristianos desafortunadamente más de nombre que de hecho, mostrando cobardía ante la persecución de estos credos», y apoyó la resistencia.
En otro rechazo a la ideología nazi, el papa reiteró la oposición católica al racismo y al antisemitismo, afirmando que «el hombre no es ni gentil ni judío, ni bárbaro ni escita, ni esclavo ni libre. Pero Cristo es todo y en todos».
También comentó sobre la invasión de Polonia: «La sangre de innumerables seres humanos, incluso no combatientes, levanta un arrepentimiento sobre una nación como la Nuestra querida Polonia, que, por su fidelidad a la Iglesia, por sus servicios en defensa de la civilización cristiana, escrita en personajes indelebles en los anales de la historia, tiene derecho a la simpatía generosa y fraterna de todo el mundo».  En Polonia, los nazis asesinaron más de 2500 monjes y sacerdotes, y muchos más fueron encarcelados.

#### Asistencia a la resistencia alemana y a los Aliados
Con la guerra en curso, el enfoque de la política de la Santa Sede se convirtió en la prevención de que Benito Mussolini llevara a Italia a la guerra. En abril de 1940, el ministro italiano de Relaciones Exteriores, Galeazzo Ciano, se quejó oficialmente al cardenal secretario de estado Maglione, de que tantas iglesias estaban ofreciendo «sermones sobre la paz y las manifestaciones de paz, quizás inspiradas en el Vaticano», y el embajador italiano en la Santa Sede se quejó de que L'Osservatore Romano era demasiado favorable para las democracias.
La Resistencia alemana buscó la ayuda del papa en los preparativos para un golpe de Estado para derrocar a Hitler. Pío XII aconsejó a los británicos en 1940 que algunos generales alemanes estarían dispuestos a derrocar a Hitler si podían asegurarles una paz honorable, ofrecieron asistencia a la resistencia alemana en caso de golpe y advirtieron a los Aliados de la invasión alemana planificada para los Países Bajos en 1940.
El coronel Hans Oster de Abwehr envió al abogado de Múnich y al devoto católico, Josef Müller, en un viaje clandestino a Roma para buscar asistencia papal en el complot en desarrollo. El secretario privado del papa, Robert Leiber actuó de intermediario entre Pío XII y la Resistencia. Se reunió con Müller, quien visitó Roma en 1939 y 1940. La Santa Sede consideró a Müller como representante del coronel general Ludwig Beck y aceptó asistir a la mediación. El pontífice, comunicándose con Francis d'Arcy Osborne del Reino Unido, canalizó las comunicaciones de ida y vuelta en secreto. La Santa Sede aceptó enviar una carta en la que se detallan las bases para la paz con Inglaterra y la participación del papa se utilizó para tratar de persuadir a los generales alemanes Halder y Brauchitsch para que actuaran contra Hitler. Hoffmann escribió que, cuando el Incidente de Venlo paralizó las conversaciones, los británicos aceptaron reanudar las discusiones principalmente debido a los «esfuerzos del papa y el respeto en el que fue retenido. Chamberlain y Halifax le dan mucha importancia a la disposición de Pío XII para mediar». El papa advirtió a Osbourne que se planeaba una ofensiva alemana para febrero, pero que esto podría evitarse si los generales alemanes podían estar seguros de la paz con Gran Bretaña, y no en términos punitivos. El gobierno británico no se comprometió, sin embargo, la resistencia se vio alentada por las conversaciones, y Müller le dijo a Leiber que se produciría un golpe en febrero. El pontífice pareció continuar esperando un golpe de Estado en Alemania en marzo de 1940.
El 4 de mayo de 1940, la Santa Sede informó al enviado de los Países Bajos ante ella que los alemanes planeaban invadir Francia a través de los Países Bajos y Bélgica el 10 de mayo. El 7 de mayo, Alfred Jodl anotó en su diario que los alemanes conocían al enviado belga. El Vaticano había sido avisado, y el Führer estaba muy agitado por el peligro de la traición. Después de la caída de Francia, las propuestas de paz continuaron emanando tanto del Vaticano como de Suecia y los Estados Unidos, a lo que Churchill respondió resueltamente que Alemania primero tendría que liberar sus territorios conquistados. En Roma en 1942, el enviado estadounidense Myron C. Taylor, agradeció a la Santa Sede las «expresiones directas y heroicas de indignación hechas por Pío XII cuando Alemania invadió los Países Bajos». Müller fue arrestado en una redada de 1943 en el Abwehr y pasó el resto de la guerra en campos de concentración, terminando en el de Dachau. El ataque marcó un serio golpe a la Resistencia. Después de los arrestos, la primera orden de Ludwig Beck fue que se enviara una cuenta de los incidentes al papa. Hans Bernd Gisevius fue enviado en lugar de Müller para informar sobre los acontecimientos y se reunió con Robert Leiber.
Sin éxito, Pío XII intentó disuadir al dictador italiano Benito Mussolini de que se uniera a la Alemania nazi en la guerra. Después de la caída de Francia, el papa escribió confidencialmente a Hitler, Churchill y Mussolini ofreciéndose para mediar una «paz justa y honorable», pero pidiendo recibir consejo confidencialmente previamente sobre cómo se recibiría esta oferta. Cuando, en 1943, la guerra se volvió contra los poderes del Eje, y el ministro de Asuntos Exteriores de Mussolini, Galeazzo Ciano, fue relevado de su cargo y enviado como embajador ante la Santa Sede, Hitler sospechaba que había sido enviado para organizar una paz separada con los Aliados. El 25 de julio, el rey Víctor Manuel III despidió a Mussolini. Hitler le dijo a Jodl que organizara una fuerza alemana para ir a Roma, arrestar al gobierno y restaurar a Mussolini. Preguntado sobre el Vaticano, Hitler dijo: «Voy a entrar en el Vaticano. ¿Crees que el Vaticano me da vergüenza? Lo haremos enseguida (…) después podremos pedir disculpas». Sus generales aconsejaron precaución.
Después de que Mussolini fuera rescatado por los nazis e instalado como líder en el norte de Italia, la Santa Sede temía que los comunistas se hicieran con el poder, pero se negó a reconocer el nuevo estado de Mussolini. A medida que Italia se acercaba a la guerra civil, la Santa Sede instó a la moderación. En la Semana Santa de 1944, los obispos italianos estaban dirigidos a «estigmatizar todo tipo de odio, venganza, represalia y violencia, de donde viniera». 191 sacerdotes fueron asesinados por los fascistas y 125 por los alemanes, mientras que 109 fueron asesinados por partisanos. Aunque algunos se unieron a bandas profascistas, la Santa Sede apoyó los llamados «curas partisanos» y «sacerdotes rojos» antifascistas, con la esperanza de que proporcionaran orientación religiosa a los partisanos que se exponían a la propaganda comunista.

#### Pío XII y el Holocausto

##### Ayuda a los judíos
Al final del pontificado de su predecesor, Pacelli recibió noticias provenientes de los anuncios de una persecución creciente de los judíos en el Tercer Reich. Según Gordon Thomas, concibió una estrategia para trabajar detrás de escena para ayudar a los judíos, porque creía que «cualquier forma de denuncia en nombre del Vaticano provocaría inevitablemente nuevas represalias contra los judíos». Durante su mandato se abrieron las instituciones católicas de Europa para acoger a los judíos, y las instituciones de la propia Santa Sede estaban empleadas en este propósito. Pío XII permitió a las jerarquías nacionales de la Iglesia evaluar y responder a su situación local bajo el dominio nazi, pero él mismo estableció el Servicio de Información del Vaticano para proporcionar ayuda e información sobre refugiados de guerra y salvó a miles de judíos dirigiendo la Iglesia para ofrecer discretamente ayudas. Según la Enciclopedia Británica, el papa optó por «utilizar la diplomacia para ayudar a los perseguidos». A su muerte, fue elogiado efusivamente por los líderes mundiales, y especialmente por los grupos judíos, «por sus acciones durante la Segunda Guerra Mundial en nombre de los perseguidos». El historiador israelí Pinchas Lapide se entrevistó con supervivientes de guerra y concluyó que Pío XII «tuvo un papel decisivo en la salvación de al menos 700 000, pero probablemente hasta 860 000 judíos de una muerte cierta a manos nazis». Deák escribe que la mayoría de los historiadores disputan esta estimación, mientras que el rabino David Dalin señaló la obra de Pinchas Lapide como «la obra definitiva de un erudito judío» sobre el Holocausto.

##### Preludio al Holocausto
Según Gordon Thomas, de los 44 discursos que Pacelli pronunció como nuncio, denunció cuarenta aspectos de la ideología nazi. En una carta abierta al obispo de Colonia, Pacelli calificó a Hitler como un «falso profeta de Lucifer», mientras que Hitler ordenó a la prensa nazi que se refiriese a Pacelli como un «amante de los judíos del Vaticano». Tras la Kristalnacht de 1938, la Santa Sede tomó medidas para refugiar a los judíos. L'Osservatore Romano informó que Pacelli —como secretario de Estado de la Santa Sede— condenó el pogrom. El 30 de noviembre, Pacelli emitió un mensaje codificado a los arzobispos de todo el mundo, y pidió que pidieran visados para «católicos no arios» para su partida de Alemania. El Concordato de 1933 había previsto expresamente la protección de los convertidos al cristianismo, pero Pacelli pretendía que los visados se expediesen a todos los judíos. Según Thomas, unos 200 000 judíos escaparon de Alemania con esta fórmula.
A partir de 1939 - 1944, Pío XII proporcionó pasaportes, dinero, billetes y cartas de recomendación a los gobiernos extranjeros para que los refugiados judíos pudieran recibir visados. A través de estas acciones, alrededor de cuatro mil y seis mil judíos pudieron salvarse. El 2 de enero de 1940, la Llamada judía unificada para los refugiados y los necesitados en el extranjero en Chicago envió al papa una contribución de 125 000 dólares a favor de los esfuerzos de la Santa Sede para salvar «a todos los perseguidos a causa de la religión o la raza», el programa de emigración papal para ayudar a los judíos a entrar en Brasil. Entre 1939 y 1941, tres mil judíos llegaron con seguridad a América del Sur.
A Giovanni Ferrofino se le atribuye la salvación de diez mil judíos, actuando por órdenes secretas de Pío XII, consiguió visados del gobierno portugués y de la República Dominicana para conseguir su fuga de Europa. En respuesta a la legislación antijudía de Mussolini, el pontífice dispuso visados para que varios amigos, eminentes médicos, académicos y científicos judíos pudieran emigrar de forma segura a Palestina y América. Veintitrés de ellos recibieron cargos en instituciones educativas del Vaticano. Al inicio de la guerra, los obispos locales recibieron instrucciones para ayudar a los necesitados. En su primera encíclica, Summi Pontificatus, Pío XII rechazó el antisemitismo.
En 1940, el ministro de Asuntos Exteriores nazi, Joachim von Ribbentrop, encabezó la única delegación nazi superior que permitió que, en una audiencia con Pío XII, se preguntara por qué el papa había respaldado a los Aliados. Pío XII respondió con una lista de las atrocidades nazis recientes y las persecuciones religiosas cometidas contra cristianos y judíos en Alemania y Polonia, haciendo que el New York Times encabezara la noticia diciendo «Judíos defendidos por los Derechos» y escribiera que «habló con palabras ardientes con Herr Ribbentrop sobre la persecución religiosa». El cardenal secretario de estado de la Santa Sede, Luigi Maglione, estuvo a punto de ser deportado a Alemania en la primavera de 1940 por interceder en nombre de los judíos lituanos. Pío XII llamó a Ribbentrop el 11 de marzo, protestando en repetidas ocasiones contra el trato a los judíos.

##### El discurso de Navidad de 1942
En 1942, Pío XII pronunció un discurso navideño a través de Radio Vaticano donde expresaba simpatía por las víctimas de las políticas genocidas de los nazis. A partir de mayo de 1942, los nazis habían iniciado la matanza industrializada de los judíos de Europa: la Solución Final. Gitanos y otros grupos étnicos también estuvieron marcados para el exterminio. El papa se refirió a las persecuciones raciales en los siguientes términos: «La humanidad debe este voto a aquellos cientos de miles que, sin culpa de su parte, a veces únicamente por razón de su nacionalidad o raza, han sido consignados a la muerte o a un lento declive» —también traducido como: «marcado por la muerte o la extinción gradual»—. El New York Times citó a Pío XII como: «una voz solitaria que llora del silencio de un continente». El discurso se hizo en el contexto de la casi total dominación de Europa por los ejércitos nazis en un momento en que la guerra aún no había girado a favor de los Aliados. Según la Enciclopedia Británica, el papa se negó a decir más «temiendo que sus denuncias públicas pudieran provocar que el régimen de Hitler brutalizara más los sujetos del terror nazi —como lo hizo cuando los obispos neerlandeses protestaron públicamente a principios de año— y pusieran en peligro el futuro del Iglesia».
El historiador del Holocausto, Martin Gilbert evaluó la respuesta de la Oficina Principal de Seguridad del Reich, que calificó a Pío XII como una «boquilla» de los judíos en respuesta a su discurso navideño, como evidencia clara de que en todos los lados sabían que el papa era quien elevaba su voz por las víctimas del terror nazi. El pontífice protestó contra las deportaciones de judíos eslovacos al gobierno de Bratislava desde 1942. En 1943, protestó que «la Santa Sede fracasaría en su Mandato Divino si no deploraba estas medidas, que gravemente dañan al hombre en su derecho natural, principalmente por la razón de que estas personas pertenecen a una determinada raza».

#### La ocupación nazi de Italia
Tras la capitulación de Italia en septiembre de 1943, los nazis ocuparon Roma. Pío XII celebró una reunión secreta para planear cómo salvar a los judíos de la ciudad y los numerosos prisioneros de guerra aliados que se habían refugiado en Roma. Monseñor Angelo Dell'Acqua actuó como enlace con grupos de socorro. Cuando la noticia del 15 de octubre de 1943, la reunión de los judíos romanos llegó al papa, pidió al secretario de Estado de la Santa Sede, el cardenal Luigi Maglione, que protestara contra el embajador alemán para «salvar a estas personas inocentes». El papa ordenó entonces a las instituciones católicas de Roma que se abrieran a los judíos, refugiándose allí 4715 de los 5715 que figuraban en las listas para la deportación de los nazis, siendo protegidos en 150 instituciones —477 en el mismo Vaticano—. A medida que las revueltas alemanas continuaron en el norte de Italia, el papa abrió su residencia de verano en Castel Gandolfo, para recibir miles de judíos y autorizó a que instituciones del norte hicieran lo mismo.
Evaluando el papel del pontífice como protector de los judíos durante la guerra, David Klinghoffer escribió para el Jewish Journal en 2005 que «no estoy seguro de que sea cierto, como dice Dalin, que Pío XII salvara más judíos que cualquier otro Justo entre las Naciones durante la II Guerra Mundial. Pero parece bastante cierto que, en general, fue un vigoroso defensor de los judíos que salvó decenas de miles, quizás cientos de miles. Aunque el 80 % de los judíos europeos fueron asesinados en el Holocausto, el 85 % de los judíos italianos sobrevivieron, gracias en gran medida a los esfuerzos por parte de la Santa Sede». En agosto de 1944, Pío XII se reunió con el primer ministro británico, Winston Churchill, durante la visita de este a Roma. Durante la reunión, y con la guerra en curso, el papa reconoció la justicia de castigar a los criminales de guerra, pero expresó la esperanza de que los ciudadanos de Italia no se sometieran, prefiriendo que se fueran «aliados plenos».

#### Actividades diplomáticas (1942-1945)
En Croacia, la Santa Sede utilizó un abad benedictino, Giuseppe Marcone, como su Visitador Apostólico, junto con el arzobispo Aloysius Stepinac de Zagreb, para presionar a su líder, Ante Pavelić, para dejar de facilitar los homicidios raciales.
En la recién formada República Eslovaca, el delegado apostólico de Bratislava, Giuseppe Burzio, protestó contra el antisemitismo y el totalitarismo del estado pronazi. A partir de 1942, la Santa Sede protestó contra las deportaciones de judíos por el gobierno esloveno confederado nazi.
A partir de 1943, Pío XII instruyó a su representante búlgaro para que hiciera «todos los pasos necesarios» para apoyar a los judíos búlgaros que afrontaban la deportación y su nuncio en Turquía, Angelo Roncalli acordó la transferencia de miles de niños fuera de Bulgaria a Palestina. Roncalli también avisó al papa de los campos de concentración judíos en Transnistria ocupada en Rumania. El papa protestó contra el gobierno rumano y autorizó que los fondos se enviaran a los campos. Roncalli salvó a varios judíos croatas, búlgaros y húngaros ayudando su migración hacia Palestina. En 1958, sucedió a Pío XII como Juan XXIII, y siempre dijo que había actuado por encargo de su predecesor en sus acciones para rescatar a los judíos.
En 1944, Pío XII apeló directamente al gobierno húngaro a detener la deportación de los judíos de Hungría y su nuncio, Angelo Rotta, lideró un plan de rescate en toda la ciudad en Budapest. Rotta fue reconocido como Justo entre las Naciones por Yad Vashem, la autoridad de la Memoria de los Mártires y Héroes del Holocausto de Israel. Andrea Cassulo, nuncio papal en Bucarest y el gobierno de Ion Antonescu también fueron honrados como Justos entre las Naciones por Yad Vashem. En 1944, el rabino de Bucarest elogió el trabajo de Cassulo en nombre de los judíos de rumanos: «la generosa asistencia de la Santa Sede (…) fue decisiva y saludable. No nos resulta fácil encontrar las palabras adecuadas para expresar la calidez. y el consuelo que experimentamos debido a la preocupación del Sumo Pontífice, que ofreció una gran suma para aliviar los sufrimientos de los judíos deportados, los padecimientos que le habían señalado tras su visita a Transnistria. Los judíos de Rumania nunca olvidaremos estos hechos de importancia histórica».

##### Prudencia en las declaraciones públicas
En público, Pío XII habló cautelosamente en relación con los crímenes nazis. Cuando Myron C. Taylor, representante personal del presidente de Estados Unidos Franklin D. Roosevelt ante la Santa Sede, le instó a condenar las atrocidades nazis, Pío XII le dijo que : «(…) se refería oblicuamente a los males de la guerra moderna», temiendo que ir más lejos provocaría que Hitler realizara acciones brutales, como se produjeron después de la protesta de 1942 de los obispos neerlandeses contra la deportación de los judíos. En una conversación con el arzobispo Giovanni Battista Montini (futuro papa Pablo VI), Pío XII dijo: «Nos gustaría pronunciar palabras de fuego contra estas acciones, y lo único que nos impide hablar es el miedo a hacer peor la situación de las víctimas.» En junio de 1943, el papa dijo al Colegio Cardenalicio en una discurso secreto que: «Cada palabra que Nos dirigimos a la autoridad competente sobre este tema, y todas Nuestras declaraciones públicas deben ser cuidadosamente pesadas y medidas por Nosotros en interés de las víctimas mismas, por el contrario, contrariamente a Nuestras intenciones, hacemos su situación peor y más difícil de soportar». El clero católico, religiosos y laicos, especialmente judíos convertidos, sufrieron persecuciones bajo los nazis. Esta brutalidad nazi hizo una enorme impresión en Pío XII. El Dr. Peter Gumpel escribió:

La acción de los obispos holandeses tuvo repercusiones importantes. Pío XII ya había preparado el texto de una protesta pública contra la persecución de los judíos. Poco antes de que este texto fuera enviado a L'Osservatore Romano, llegó la noticia de las desastrosas consecuencias de la iniciativa de los obispos holandeses. Concluyó que las protestas públicas, lejos de aligerar el destino de los judíos, agravaban su persecución y decidió que no podía asumir la responsabilidad de su propia intervención teniendo consecuencias similares y probablemente mucho más graves. Por eso quemó el texto que había preparado. La Cruz Roja Internacional, el naciente CMI y otras iglesias cristianas fueron plenamente conscientes de las consecuencias de las protestas públicas y, como Pío XII, las evitaban.

En Polonia, los nazis asesinaron a más de 2500 monjes y sacerdotes, y muchos más fueron encarcelados. En una carta de 30 de abril de 1943 al obispo von Preysing de Berlín, Pío XII se refirió a la retribución nazi en los Países Bajos como un motivo de la crítica muda en sus declaraciones públicas:

Damos a los pastores que están trabajando a nivel local el deber de determinar si y en qué medida el peligro de represalias y de diversas formas de opresión ocasionadas por declaraciones episcopales (…) ad maiora mala vitanda (para evitar peores). Parece que pretendamos cautela. Aquí radica una de las razones, porque imponemos el autocontrol en nosotros mismos en nuestros discursos, la experiencia que hicimos en 1942 con las direcciones papales, que autorizábamos a transmitir a los creyentes, justifica nuestra opinión, hasta el punto que vemos (…) La Santa Sede ha hecho todo lo que ha estado en su poder, con ayuda benéfica, financiera y moral, sin decir nada de las sumas sustanciales que gastamos en dinero estadounidense para las tarifas de los inmigrantes.
Pío XII, carta al obispo von Presying de Berlín, 1943.

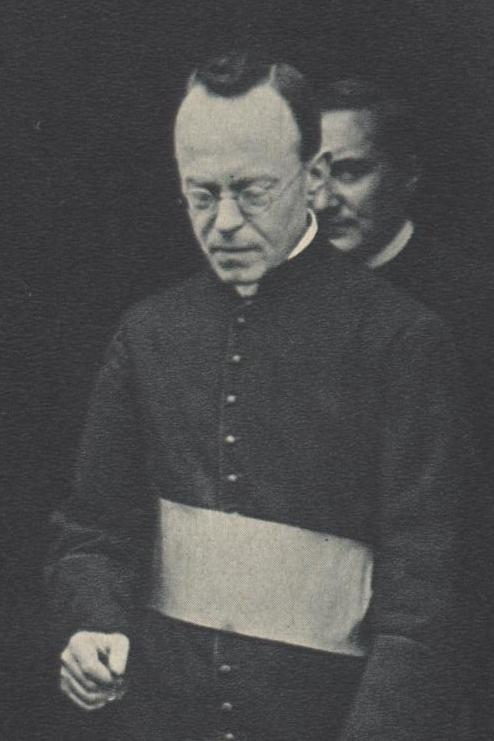
Robert Leiber - «Si el papa hubiese protestado públicamente, Entonces que? Hitler hacía lo que quería». En una entrevista de 1966, Leiber concluyó que Pío XII se adhirió a esta «firme convicción: que era mejor callar»..

Además, sin ser igual y condenando las atrocidades de Stalin contra ciudadanos soviéticos y polacos, el papa sería vulnerable a acusaciones de prejuicios; que podría haber mermado seriamente la influencia que la Santa Sede podría tener con Alemania. Los Aliados estaban muy ansiosos por evitar una condena papal de Stalin, que habría dañado el esfuerzo ajeno, —Pío XII le explicó a Tittman que no podía nombrar a los nazis sin mencionar al mismo tiempo a los bolcheviques—. Según Tadeusz Piotrowski, el papa nunca condenó públicamente la masacre nazi de entre 1,8 y 1,9 millones de personas mayoritariamente polacas —incluyendo 2935 miembros del clero católico—, ni condenó públicamente a la Unión Soviética por la muerte de un millón de ciudadanos polacos, principalmente católicos, incluyendo un número innegable de clérigos. En diciembre de 1942, cuando Tittman preguntó al cardenal Secretario de Estado Maglione si el papa emitiría una proclamación similar a la declaración aliada «Política alemana de exterminio de la raza judía», Maglione respondió que «el Vaticano no podía denunciar atrocidades públicamente particulares». Sin embargo, en su discurso de Navidad de 1942, Pío XII manifestó su preocupación por los «cientos de miles de personas que, sin culpa propia y únicamente por razón de su nación o raza, han sido condenados a muerte o extinción progresiva». Un mes más tarde, Ribbentrop escribió al nuncio papal en Alemania: «Hay signos de que el Vaticano probablemente renunciará a su actitud neutral tradicional y asumirá una posición política contra Alemania. Se informará (al papa) que, en este caso, Alemania no carece de medios físicos de represalias». El embajador informó que Pío XII indicó que «no le importaba lo que le pasaba, pero que la lucha entre la Iglesia y el Estado únicamente podría tener un resultado: la derrota del Estado. Respondí que yo era de la opinión contraria (…) La batalla abierta podría llevar sorpresas muy desagradables para la Iglesia (…). (Pío XII) no es más sensible a las amenazas que nosotros. En caso de violación abierta con nosotros, ahora calcula que algunos católicos alemanes abandonarán la Iglesia, pero está convencido de que la mayoría seguirá fiel a su fe y que el clero católico alemán agotará su coraje, preparado para los grandes sacrificios».

#### Críticas
Las evaluaciones del papel de Pío XII durante la Segunda Guerra Mundial fueron inicialmente positivas; sin embargo, después de su muerte, algunos han sido más críticos. Inicialmente los soviéticos estaban dispuestos a desacreditar al pontífice a los ojos de los católicos en el bloque oriental. Algunos historiadores argumentaron que el papa no «hizo lo suficiente» para prevenir el Holocausto. Los comentaristas dijeron que estaba «silencioso» ante el Holocausto. Otros acusaron a la Iglesia y a Pío XII de antisemitismo. Estas acusaciones son fuertemente controvertidas. Según el historiador William Doino —autor de La Guerra de Pío: Respuestas a las Críticas de Pío XII—, «Pío XII no estaba enérgicamente silencioso» y condenó los crímenes horribles de los nazis a través de Radio Vaticano, su primera encíclica, Summi Pontificatus, los pronunciamientos importantes —especialmente sus discursos navideños—, L'Osservatore Romano «y él» intervinieron, una y otra vez, por los judíos perseguidos, especialmente, durante la ocupación alemana de Roma, fue citado y aclamado por los rescatadores católicos como su líder y director.
David Kertzer acusa a la Iglesia de «alentar siglos de antisemitismo» y a Pío XII de no hacer lo suficiente para detener las atrocidades nazis. Muchos estudiosos cuestionan a Kertzer. José Sánchez, de la Universidad de St. Louis, criticó el trabajo de Kertzer como polémico exagerando el papel del papado en el antisemitismo.  El estudioso de las relaciones judeocristianas y rabino, David G. Dalin, criticó a Kertzer por utilizar pruebas selectivas para apoyar su tesis. Ronald J. Rychlak, abogado y autor de Hitler, la Guerra y el Papa, denunció el trabajo de Kertzer por omitir pruebas sólidas que indicaban que la Iglesia no era antisemita.
Otros, incluidos miembros destacados de la comunidad judía, han refutado las críticas y han escrito mucho sobre los esfuerzos de Pío XII para proteger los judíos. Entre los judíos destacados para alabar al papa tras la guerra está el rabino Yitzhak Herzog. Otros miembros destacados de la comunidad judía también han defendido a Pío XII. Licht, Lapide y otros historiadores judíos informan que la Iglesia católica proporcionó fondos que sumaban millones de dólares para ayudar a los judíos durante la guerra. En verano de 1942, el papa explicó a su Colegio de cardenales los motivos del gran abismo que existía entre judíos y cristianos a nivel teológico: «Jerusalén ha respondido a su llamada y a su gracia con la misma ceguera rígida y ingratitud obstinada que la ha conducido a lo largo del camino de la culpa en el asesinato de Dios». El historiador Guido Knopp describe estos comentarios como «incomprensibles» en un momento en que «Jerusalén estaba siendo asesinado a millones».
En 1999, el escritor británico John Cornwell publicó el polémico El Papa de Hitler, donde acusó a Pío XII de ayudar a la legitimación de los nazis al acordar el Reichskonkordat de 1933. El libro es crítico con el pontífice, argumentando que no «hizo bastante» o «habló bastante» contra el Holocausto. Cornwell escribió que toda la carrera de Pacelli se caracterizó por el deseo de aumentar y centralizar el poder del papado y de oponerse subordinadamente a los nazis en este objetivo. Él también argumentó que el papa era antisemita y esta postura le impidió proteger a los judíos europeos. La Enciclopedia Británica evaluó la representación de Cornwell de Pío XII como antisemita e indiferente al Holocausto porque carece de «fundamentación creíble». Varios comentaristas han caracterizado su libro como «desacreditado». El mismo Cornwell, ha retirado sus acusaciones en parte sustanciales, diciendo que es «imposible de juzgar los motivos» del papa. Pero que «sin embargo, debido a su lenguaje ineficaz y diplomático con respecto a los nazis y los judíos, creo que le correspondía explicar su fracaso para hablar después de la guerra. Nunca lo hizo». El historiador John Toland declaró: «La Iglesia, bajo la orientación del papa (…) salvó la vida de más judíos que todas las otras iglesias, instituciones religiosas y organizaciones de rescate combinadas (…) escondiendo miles de judíos en sus monasterios, conventos y en el propio Vaticano. El registro de los Aliados era mucho más vergonzoso».
En 1963, en El vicario, una obra de teatro del dramaturgo alemán Rolf Hochhuth contenía una representación histórica del papa indiferente al genocidio nazi. John Cornwell también presentó al pontífice como un antisemita. En una nota de la Enciclopedia Británica: «Ambas presentaciones carecen de pruebas creíbles» y «aunque las condenas públicas de Pío XII sobre el racismo y el genocidio estaban encubiertas en generalidades, no dio ninguna vista a los sufrimientos, pero optó por utilizar la diplomacia para ayudar a los perseguidos. Es imposible saber si una condena más directa del Holocausto habría resultado ser más eficaz para salvar vidas, aunque, probablemente, sí hubiera mejorado y asegurado su reputación».

##### Conversiones de judíos al catolicismo
La conversión de los judíos al catolicismo durante el Holocausto es uno de los aspectos más controvertidos del pontificado de Pío XII. Según Roth y Ritner, «este es un punto clave para que, en los debates sobre el pontífice, sus defensores señalen regularmente denuncias del racismo y la defensa de los conversos judíos como prueba de oposición al antisemitismo de todo tipo». El Holocausto es uno de los ejemplos más agudos del «problema recurrente y doloroso en el diálogo judeo-católico», es decir, «esfuerzos cristianos para convertir a los judíos». En su estudio de los salvadores de los judíos, Martin Gilbert señaló la fuerte implicación de las Iglesias cristianas y escribió que muchos de los rescatados finalmente se convirtieron al cristianismo y fueron absorbidos por la fe y el «sentido de pertenencia a la religión de los salvadores. Fue el precio: la pena, desde un punto de vista, una perspectiva estrictamente judeo-ortodoxa, que se pagó cientos, incluso miles de veces por el don de la vida».

## Las Ratlines: ayudas de huida a los nazis
Después de la guerra, las redes clandestinas sacaron de contrabando a oficiales fugitivos nazis y fascistas fuera de Europa. Los Estados Unidos codificaron la actividad como «Ratlines». En Roma, el obispo austríaco pro-nazi, Alois Hudal, estaba vinculado a la red, y en el Colegio Croata se refugiaron los fugitivos croatas, guiados por monseñor Krunoslav Draganovic. Católicos y sus líderes no-nazis fueron arrestados como posibles fuentes de disensión en las nuevas repúblicas comunistas que se formaron en la Europa del Este e intentaron emigrar. Esta migración fue explotada por algunos fugitivos de los países del Eje. Los dirigentes anticomunistas potenciales se enmarcarían en gobiernos anticatólicos, al igual que con el arzobispo antisemita József Mindszenty en Hungría, el consejo de ayuda judía Zegota en Polonia y el arzobispo croata de Zagreb, Aloysius Stepinac.
El obispo Alois Hudal, ex-rector del Colegio alemán de Roma, que formaba a los sacerdotes alemanes, era en secreto miembro del Partido nazi e informante de Inteligencia Alemania. Gerald Steinacher escribió que Hudal tuvo relaciones personales con Pío XII durante muchos años antes y fue una figura influyente en el proceso de fuga. Los comités de refugiados del Vaticano por los croatas, eslovenos, ucranianos y húngaros ayudaron a los antiguos fascistas y colaboradores nazis a escapar de estos países.
Se informó en Roma que la nueva República Federal Socialista de Yugoslavia amenazaba con destruir el catolicismo dentro de su territorio. En este clima, escribió Hebblethwaite, la Iglesia enfrentó la perspectiva de que el riesgo de entregar a los inocentes podría ser «mayor que el peligro de que algunos de los culpables escaparan». El sacerdote croata Krunoslav Dragonovic ayudó a los fascistas croatas a escapar a través de Roma. Ventresca escribió que hay pruebas que sugieren que Pío XII dio una aprobación tácita a su labor y que, según informes del agente del CIC, Robert Mudd, unos cien miembros de la Ustaša estaban escondidos en el seminario de San Jerónimo con la esperanza de llegar a Argentina en su momento a través de los canales de la Santa Sede, y con su conocimiento. En 1958, pocos días después de la muerte de Pío XII, los funcionarios de la Santa Sede pidieron a Draganovic que abandonara el Colegio de San Jerónimo donde operaba desde la última parte de la guerra. Sin embargo, según Hebblethwaite, Draganovic «era una ley para él mismo y dirigía su propio espectáculo». En 1948, Draganovic trajo al colaborador nazi, y criminal de guerra en búsqueda, Ante Pavelić, al Colegio Pius Latinoamericano disfrazado de sacerdote hasta que le convidó al país.

## Actitudes de posguerra hacia la Alemania nazi
Desde el fin de la guerra, la Iglesia católica ha dado pasos para honrar a los resistentes católicos y a las víctimas del nazismo mediante la canonización de santos, la beatificación de virtuosos y el reconocimiento de los mártires. La Iglesia también ha emitido declaraciones de arrepentimiento por sus fallos y las de sus miembros durante la era nazi. Pío XII elevó al Colegio Cardenalicio en 1946 una serie de resistentes de alto perfil del nazismo. Entre ellos, el obispo Joseph Frings de Colonia, que sucedió al más pasivo cardenal Bertram como presidente de la Conferencia Episcopal Fulda en julio de 1945. August von Galen de Münster y Konrad von Preysing de Berlín. En otro lugar del imperio nazi liberado, Pío XII elevó otros resistentes: el arzobispo neerlandés Johannes de Jong; el obispo húngaro József Mindszenty; el arzobispo polaco Adam Stefan Sapieha y el arzobispo francés Jules-Géraud Saliège. El diplomático papal italiano Angelo Roncalli (futuro Juan XXIII) y el arzobispo polaco Stefan Wyszyński se encontraron entre los elevados a cardenales en 1953.
De los papas de la posguerra, los italianos Juan XXIII y Pablo VI participaron activamente en la protección de los judíos durante la guerra. El papa Benedicto XVI tuvo experiencia de primera mano en la vida en la Alemania nazi: cuando era niño, se vio obligado a unirse al cuerpo antiaéreo y entrenado como niño soldado. Al final de la guerra, desertó, fue prisionero de guerra un breve tiempo y fue liberado. En 2008, ofreció apoyo a la causa para la canonización de Pío XII, que, como la herencia del pontífice de la guerra, ha tenido polémica. En su primera visita a Alemania como papa, Benedicto XVI se dirigió a la Colonia y denunció el antisemitismo.

### Juan Pablo II
El papa Juan Pablo II sufrió la ocupación nazi de Polonia, participó en la resistencia cultural polaca y se unió a un seminario clandestino durante la guerra. En 1979, poco después de su elección, Juan Pablo II visitó el campo de concentración de Auschwitz, en homenaje a aquellos que habían muerto allí. En 1998, la Santa Sede publicó Recordamos: Una reflexión sobre el Holocausto. El papa dijo que esperaba que «ayudara a curar las heridas de los malentendidos y las injusticias del pasado» y describió los sufrimientos de los judíos como un «crimen» y «mancha indeleble" en la historia. Recordamos, habla de un «deber de recordar» que la «inhumanidad con que los judíos fueron perseguidos y masacrados durante este siglo va más allá de la capacidad de transmitir palabras». El documento repudiaba la persecución y condenaba el genocidio. Reconocía una historia negativa de «sentimientos de desconfianza y hostilidad que llamamos antijudaísmo» de muchos cristianos hacia los judíos, pero los distinguimos del antisemitismo racial de los nazis:

Empezaron a aparecer teorías que negaban la unidad de la raza humana, afirmando una diversidad original de razas. En el siglo xx, el nacionalsocialismo alemán utilizó estas ideas como una base pseudocientífica para una distinción entre las llamadas razas nórdico-arias y razas supuestamente inferiores. Además, en Alemania se fortaleció una nacionalización extremista debido a la derrota de 1918 y las exigentes condiciones impuestas por los vencedores, con la consecuencia de que muchos vieron en el nacionalsocialismo una solución a los problemas de su país y cooperaron políticamente con este movimiento. La Iglesia de Alemania respondió condenando el racismo.
Recordamos: Una reflexión sobre el Holocausto (1998)

Sobre las raíces del Holocausto nazi:

La Shoah fue obra de un régimen neopagano completamente moderno. Su antisemitismo tuvo sus raíces fuera del cristianismo y, en la consecución de sus objetivos, no dudó en oponerse a la Iglesia y perseguir a sus miembros también.
Recordamos: Una reflexión sobre el Holocausto (1998)

Pero sobre la cuestión de la respuesta de la Iglesia y de los católicos individuales al Holocausto, Recordamos reconoció el éxito y el fracaso, y concluyó con una llamada a la penitencia:

Aquellos que ayudaron a salvar las vidas judías todo lo que estaba en sus manos, hasta el punto de poner en peligro sus propias vidas, no se deben olvidar. Durante y después de la guerra, las comunidades judías y los líderes judíos expresaron su agradecimiento por todo lo que habían hecho por ellos, incluido lo que papa Pío XII hizo personalmente o a través de sus representantes para salvar cientos de miles de vidas judías. Muchos obispos católicos, sacerdotes, religiosos y laicos han sido honrados por este motivo por el Estado de Israel. Sin embargo (…) la resistencia espiritual y la acción concreta de otros cristianos no era lo que cabría esperar de los seguidores de Cristo. No podemos saber cuántos cristianos de los países ocupados o gobernados por las potencias nazis o sus aliados se han horrorizado con la desaparición de sus vecinos judíos y, sin embargo, no fueron lo suficientemente fuertes para levantar sus voces en protesta. Para los cristianos, esta pesada carga de conciencia de sus hermanos durante la Segunda Guerra Mundial debe ser una llamada a la penitencia.
Recordamos: Una reflexión sobre el Holocausto (1998)

En el año 2000, Juan Pablo II, en nombre de todas las personas, se disculpó con los judíos insertando una oración en el Muro de las Lamentaciones que decía: «Estamos profundamente tristes por el comportamiento de los que en el curso de la historia han causado sufrimiento a los hijos de Dios, y pedimos perdón, queremos comprometernos con la fraternidad genuina con la gente del Pacto». Esta disculpa papal, una de las muchas que emitió el pontífice polaco por defectos humanos y eclesiásticos anteriores a lo largo de la historia, fue especialmente significativa porque enfatizó la culpabilidad de la Iglesia y la condena del Concilio Vaticano II del antisemitismo. La Iglesia reconoció su uso de algunos trabajos forzosos en la época nazi; El cardenal Karl Lehmann declaró: «No se debería ocultar que la Iglesia católica quedara ciega durante mucho tiempo con el destino y el sufrimiento de hombres, mujeres y niños de toda Europa que fueron llevados a Alemania como trabajadores forzosos».